# Histoire de la marine française depuis 1789

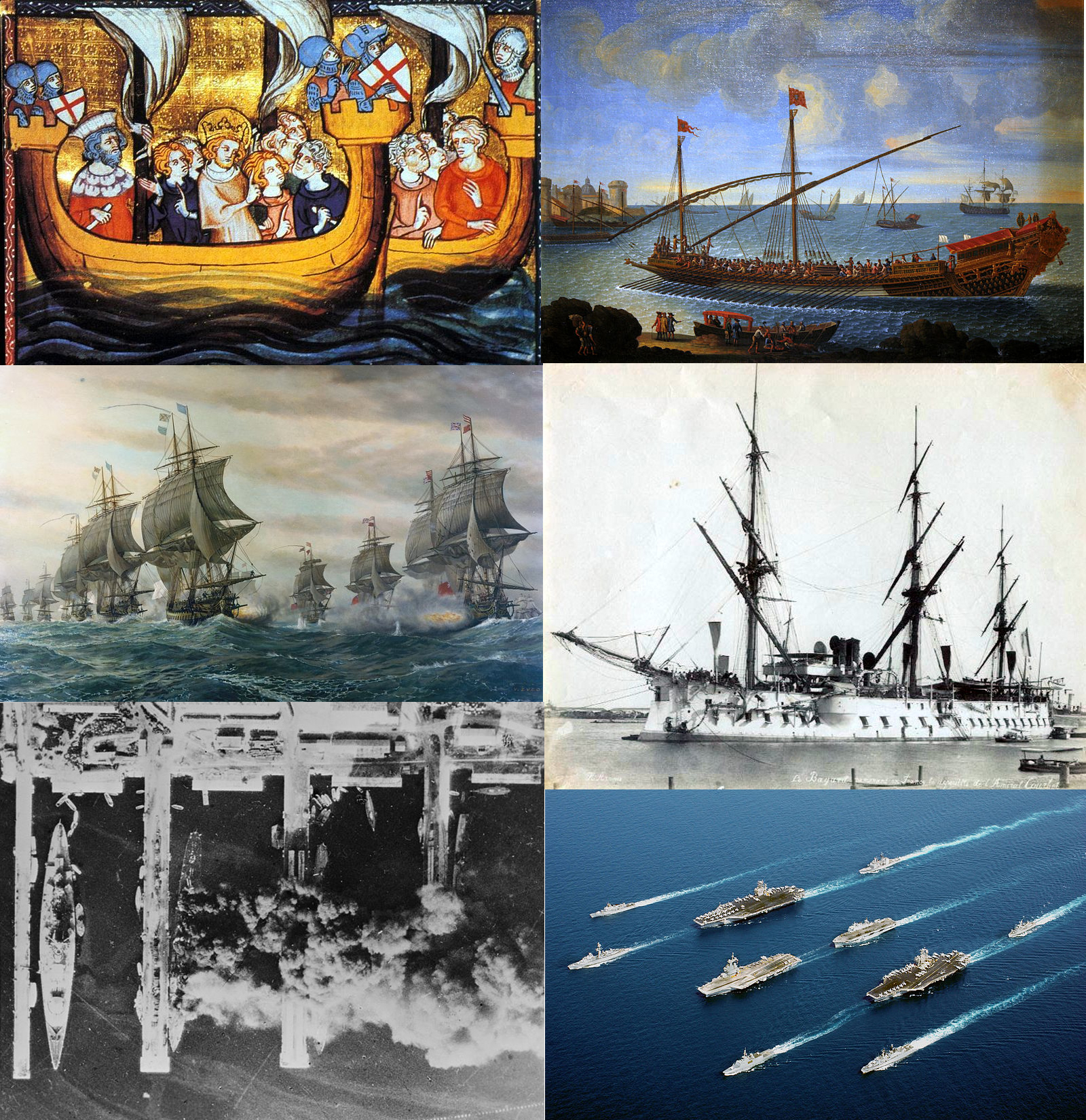
Diverses vues de la marine militaire française, du Moyen Âge au XXIe siècle.

En 1789, avec 80 vaisseaux, 80 frégates, 120 bâtiments légers, 80 000 inscrits maritimes et plus de 1 600 officiers, la marine française est la deuxième du monde. William Pitt[Lequel ?], premier ministre britannique déclare : Tant qu'il y aura un Bourbon sur le trône de France, l'Angleterre aura à craindre sa marine.
 Cette forme d’apogée, due aux efforts constants du gouvernement de Louis XVI, ne résiste pas à l’épreuve de la Révolution. L’agitation dans les arsenaux désorganise la flotte, alors que les officiers, qui avaient d’abord accueilli favorablement les changements politiques, fuient en masse les violences révolutionnaires à partir de 1792. Lorsque la guerre avec le Royaume-Uni de Grande-Bretagne reprend en 1793, la Marine de la France révolutionnaire n’est guère capable de faire face à la situation et subit défaite sur défaite (Prairial, Aboukir) alors que l’armée de Terre est victorieuse à peu près partout en Europe. L’arrivée de Napoléon au pouvoir, en 1799, ne change rien à la situation malgré une courte période de paix, les tentatives de réorganisation et l’annexion d’arsenaux voisins (Gènes, Anvers) qui fournissent, un temps, des moyens supplémentaires. Napoléon cherche « son Nelson ». En vain. Le désastre de Trafalgar ôte tout espoir de rattrapage sur la Royal Navy et les côtes françaises sont soumises à un blocus hermétique qui achève de ruiner le commerce colonial du pays et le pousse à un véritable repli terrien.
En 1815, la marine française reste, malgré ses pertes, la deuxième du monde. Elle participe aux innovations du début du XIXe siècle en mettant en service ses premiers navires à vapeur (1827), ses premiers canons à obus explosifs (Paixhans, 1827), ses premiers vaisseaux à hélice (1842), sa première frégate cuirassé (la Gloire, en 1859). La marine de Napoléon III correspond à un nouvel apogée. Elle est capable de soutenir de lourdes expéditions (Crimée, Mexique) et aligne en 1870 plus de 380 unités dont 16 vaisseaux ou frégates cuirassés. Entre 1815 et 1840, la Marine poursuit les voyages d’explorations commencés au siècle précédent, contribuant par ses multiples relevés, à l’achèvement de la cartographie de l’océan Pacifique et à la découverte de l’Antarctique (Dumont d’Urville en Terre-Adélie en 1840). Elle expérimente, en Méditerranée et dans l’Atlantique, la coopération avec le Royaume-Uni (bataille de Navarin en 1827, Seconde guerre de l'opium en 1858-1860) et monte des expéditions punitives (San Juan de Ulúa en 1838). Elle joue surtout un rôle essentiel dans la constitution du deuxième empire colonial français, mouvement qui s’étale sur tout le XIXe siècle. En Afrique (prise d’Alger, conquête de l’Afrique Noire, de Madagascar), en Asie (conquête de l’Indochine, guerre contre la Chine, dans l’océan Pacifique (annexion de Tahiti, des îles Marquises, de la Nouvelle-Calédonie). L'Empire français, le deuxième du monde à la fin du XIXe siècle, n'est rien sans la Marine.
Cependant, encore une fois, la bonne santé de la Marine française sera de courte durée. Après la défaite de 1871, la IIIe République porte ses regards sur la « ligne bleue des Vosges », (c'est-à-dire l’Alsace-Lorraine) et ses dépenses militaires sur l’Armée de terre (en vue de la « Revanche » future). La Marine, jugée coûteuse au détriment de l'Armée de terre, est négligée. Adolphe Thiers la qualifie d’« instrument de luxe » alors qu’elle entre, au tournant des années 1880, dans l’ère des cuirassés et de l'abandon définitif de la voile. Les théories de la Jeune Ecole, qui tente de moderniser la guerre de course avec des petites unités rapides censées échapper aux cuirassés, contribuent à cet affaiblissement de la marine française.
En 1914, la Marine française est la troisième du monde, cédant sa deuxième place à l’Allemagne en pleine course aux armements cuirassés avec le Royaume-Uni. Elle commence à peine à recevoir ses premières unités de type dreadnought, presque dix ans après le lancement du premier bâtiment outre-Manche. Les marines italienne et austro-hongroise arrivent juste derrière et sont alors en pleine ascension. La Première Guerre mondiale, malgré l’absence de grandes batailles navales françaises, coûte une dizaine de grandes unités (cuirassés et croiseurs) à cause des sous-marins et des mines, mais consacre néanmoins l’importance de la marine pour la protection des communications avec l’Empire. En 1918, la flotte dispose d’une aéronavale de 2 000 avions et de beaucoup d’unités anti-sous-marine. Mais la guerre a accentué le vieillissement des bâtiments à cause de leur sur-utilisation et la vague de mutinerie de 1919 révèle l’inadaptation des structures de commandement, en plus de l’épuisement des équipages. La modernisation opérée dans les années 1920-1930 par le ministre Georges Leygues donne à la France une « belle flotte » qui se positionne en 1939 comme la quatrième mondiale (après le Royaume-Uni, les États-Unis et le Japon), malgré l’absence de sonars, de radars et de porte-avions digne de ce nom. L’invasion de la France, en 1940, neutralise la Marine dans ses ports, puis la divise en deux camps : les marins volontaires pour suivre les FNFL du général de Gaulle (peu nombreux) et ceux qui restent fidèle à Pétain (la grande majorité, avec leur chef l'amiral de la flotte François Darlan, ministre à Vichy). Le drame de Mers-el-Kébir, le sabordage de la flotte à Toulon, ont sonné le glas de la belle Marine de 1939.
En 1945, alors qu’elle n’est pas prioritaire pour la IVe République dans la reconstitution des forces armées, le déclenchement de la guerre d’Indochine active le rééquipement de la Marine et lui fait jouer un rôle essentiel dans le maintien du corps expéditionnaire jusqu’en 1955. Après la crise de Suez (1956) et la fin de la guerre d’Algérie (1962), la Marine, sous l’impulsion du général de Gaulle, entre dans l’ère du nucléaire. Actuellement avec les 4 SNLE, elle constitue l'essentiel de la Force de frappe française et aligne depuis la fin des années 1990 le seul porte-avion nucléaire en service en Europe. Bien que recentrée sur les ports nationaux depuis la fin de la décolonisation, elle maintient une présence active dans nos Outre-mers, aux Antilles, sur les côtes africaines, les océans, Indien et Pacifique, dans d’innombrables missions souvent peu connues du grand public (visites diplomatiques, coopération, lutte contre les trafics, le terrorisme, la piraterie, la surveillance des pêches, la lutte contre la pollution) ou d'autres très médiatisées (guerre en Libye et en Irak). En dépit de la baisse continuelle de ses unités, elle est la sixième marine mondiale, la première de l'Union européenne grâce à ses sous-marins et son porte-avions nucléaires.
Eternelle rivale, la Royal Navy se relève des coupes budgétaires sévères du début des années 2000 et comble son retard. Elle vient de mettre en service deux porte-aéronefs à propulsion classique. Plusieurs classes de frégates entrent, elles aussi, en service ou sont en construction, ainsi que de nouveaux sous-marins nucléaire d'attaque ou lanceurs d'engins.

## La marine de la Révolution (1789-1799)
Il s'agit de la pire période pour la marine française, marquée par des défaites, par la désorganisation, par le manque de moyens et le délitement de la discipline, dus à la fois à l'agitation révolutionnaire et au départ des cadres exclusivement membres de la noblesse. L'Assemblée nationale interdit la course le 1er mai 1792 puis la rétablit à partir de 1795 car la marine de la Révolution est très insuffisante par rapport à la Royal Navy. Gaspard Monge démissionne de son poste de ministre de la Marine le 10 avril 1793.
La guerre avec le Royaume-Uni est déclarée le 1er février 1793. Le 29 août 1793, la défection des anti-jacobins français permet à la flotte britannique de Hood de s'emparer de Toulon, c'est-à-dire non seulement de la ville et de son arsenal mais aussi de la flotte de la Méditerranée. La Royal Navy n'en est délogée qu'en décembre 1793, non sans avoir brûlé ou emporté la moitié des vaisseaux.
À partir de ce désastre, la Marine républicaine, en infériorité tactique, ne peut remplir une partie de ses missions qu'au prix de lourdes pertes : bataille de Prairial (1er juin 1794, perte de 7 vaisseaux), campagne du Grand Hiver (décembre 1794 à février 1795, 5 vaisseaux), cap Noli (14 mars 1795, 2 vaisseaux), île de Groix (23 juin 1795, 3 vaisseaux), îles d'Hyères (13 juillet 1795, un vaisseau), expédition d'Irlande (décembre 1796 à janvier 1797, 3 vaisseaux), transport de l'expédition d'Égypte payé par le désastre d'Aboukir (1er août 1798, 11 vaisseaux), ainsi que d'autres combats plus modestes (10 vaisseaux).

## La marine du Consulat et de l'Empire

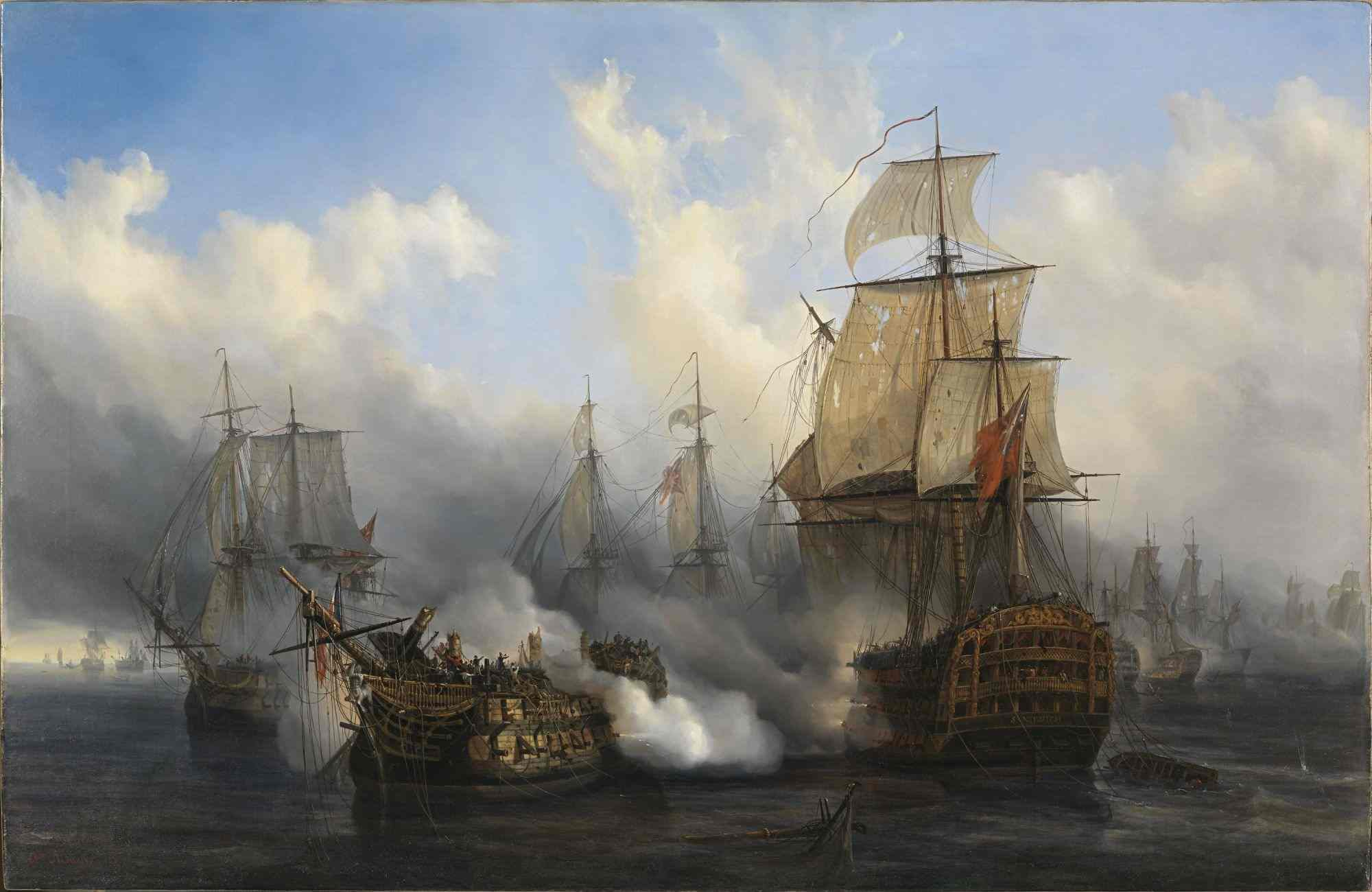
La bataille de Trafalgar, le 21 octobre 1805. Tableau Auguste Mayer, musée national de la Marine, à Paris.

Contrairement à bien des idées reçues, Napoléon, bien que général de l'Armée de terre, ne négligeait pas l'importance de la marine. Il avait d'ailleurs conscience que son plus grand ennemi n'était pas l'une des nombreuses puissances terrestres qu'il avait battues (Autriche, Russie, Prusse et Espagne) mais bien le Royaume-Uni.
En 1792, la marine française dispose de 80 vaisseaux et 78 frégates. En 1799, elle ne dispose plus que de 49 vaisseaux et 54 frégates, malgré les constructions de la période révolutionnaire. Sous Napoléon, de 1799 à 1814, sont construits 87 vaisseaux (dont beaucoup de puissants 80 et 118 canons) et 59 frégates (dont beaucoup de grosses frégates de 18). Sur l'ensemble de la période du Consulat et de l'Empire, les sommes dépensées par la France pour sa flotte représentent environ 37 % de celles consacrées par le Royaume-Uni à sa Royal Navy.
De 1800 à 1815, la France perd 43 vaisseaux de ligne, 82 frégates, 26 corvettes et 50 bricks, dont la valeur était évaluée à environ 202 millions de francs : notamment au cap Trafalgar (21 octobre 1805, perte de 9 vaisseaux), au cap Ortegal (3 novembre 1805, 4 vaisseaux), à San Domingo (6 février 1806, 5 vaisseaux), à Cadix (14 juin 1808, 5 vaisseaux) et en rade d'Aix (11 avril 1809, 5 vaisseaux). Il faut ajouter les pertes des alliés de la France : la République batave, devenue royaume de Hollande puis annexée en 1810, perd 13 vaisseaux à la bataille de Camperdown (1797). La Marine espagnole est enveloppée dans le désastre de Trafalgar où elle perd 10 vaisseaux ; ses restes se retournent contre les Français dans la Guerre d'indépendance espagnole en 1809.
Au mois de janvier 1815[Quoi ?], grâce à de longs efforts, elle dispose pourtant de Dunkerque à Toulon, de 29 vaisseaux et 17 frégates prêts à prendre la mer, plus 10 vaisseaux et 4 frégates à Anvers et 2 vaisseaux et une frégate à Gênes et à Venise ; en outre, 31 vaisseaux et 24 frégates sont en construction ou en réparation dans les ports de France, 25 vaisseaux et 8 frégates à Anvers, 6 vaisseaux et 3 frégates dans les ports d'Italie et à Corfou, soit un potentiel de 103 vaisseaux et 55 frégates. Mais une grande part des navires se trouvant dans les ports annexés par l'Empire sont pris par les vainqueurs et donnés aux royaumes des Pays-Bas, de Piémont-Sardaigne et des Deux-Siciles.
Napoléon se plaint, au seuil de la mort, de n'avoir eu « l'homme de la marine » qu'il avait espéré trouver dans les vice-amiraux Villeneuve (le vaincu de Trafalgar) ou Decrès (ministre de la Marine à partir de 1801). D'après Las Cases, « l'Empereur regrettait fort, disait-il, Latouche-Tréville ; lui seul lui avait présenté l'idée d'un vrai talent ». Mais Latouche-Tréville était mort prématurément en 1804 et le dénouement de la rivalité entre Français et Britanniques sur les océans[réf. nécessaire] avait été réglé irrémédiablement en faveur de ces derniers, l'année suivante, à la bataille de Trafalgar.

## Marine de la Restauration

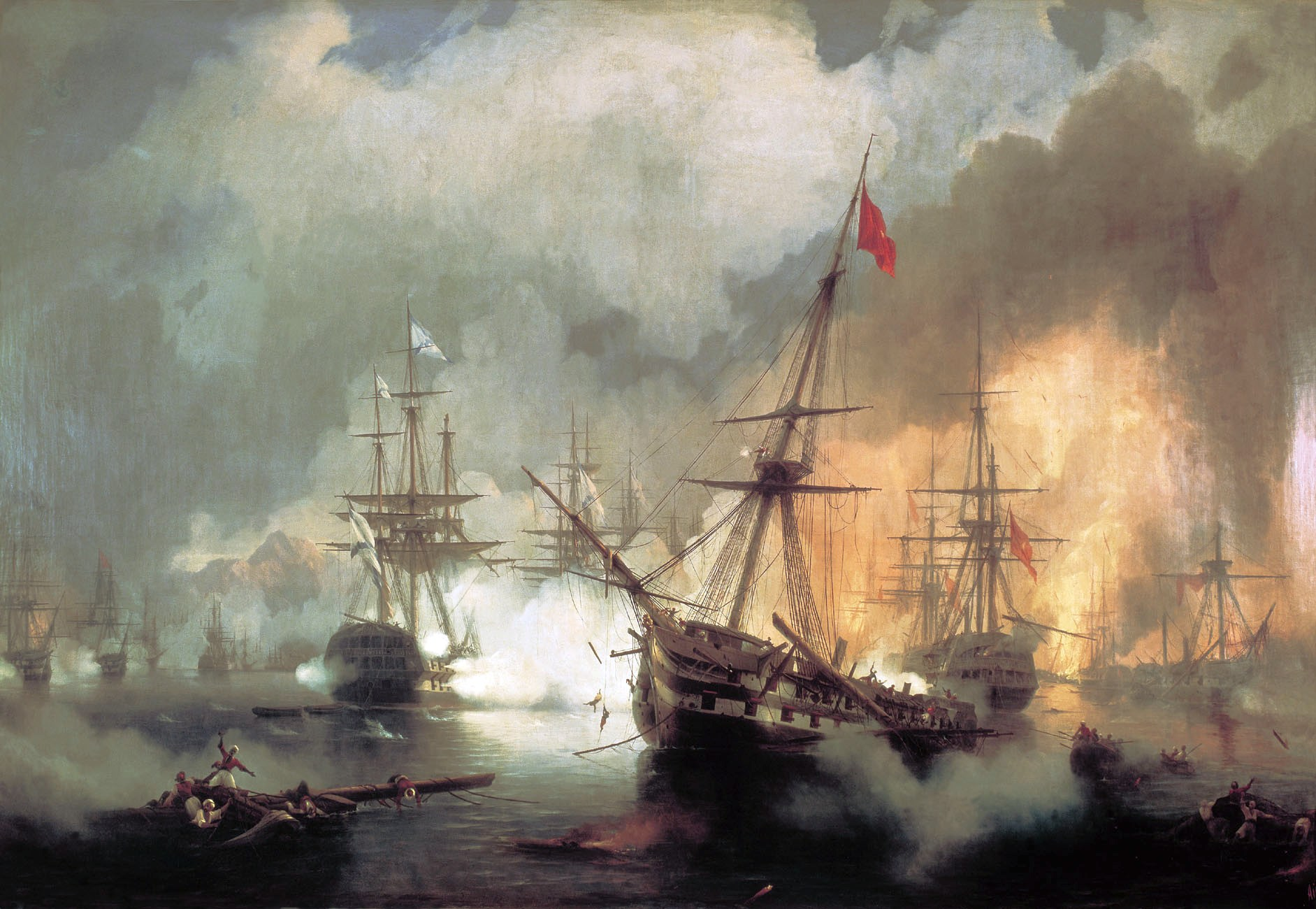
La Bataille de Navarin, tableau de 1846 d'Ivan Aïvazovski (1817-1900).

À la Restauration , la marine est dans un triste état. Malgré des constructions nombreuses, le moral reste bas après 1815 du fait du remplacement des officiers de l'Empire par d'autres royalistes peu compétents dont un grand nombre étaient en exil depuis la Révolution.
Le naufrage de La Méduse, envoyée pour récupérer la colonie du Sénégal qui coula le 2 mai 1816 en faisant 135 victimes fit scandale et révéla à la population une marine archaïque aux mains des royalistes, qui avaient choisi d'ignorer les apports de l'Empire dans le domaine maritime.
En mars 1817, le ministre de la Marine et des Colonies, François Joseph de Gratet, fit connaître aux chambres que la France disposait encore de 68 vaisseaux de ligne, 38 frégates et 271 navires de différentes dimensions. Ce nombre décrut beaucoup dans les décennies suivantes.

### Station du Levant et guerre d'indépendance grecque
Durant la guerre d'indépendance grecque qui débuta en 1821, l'escadre du Levant sous les commandements successifs d'Emmanuel Halgan (jusqu'en avril 1822), de Louis-Henri de Viella et d'Henri de Rigny (à partir de janvier 1823), fut chargée de protéger les intérêts commerciaux français et notamment de réprimer la piraterie qui s'était développé dans la mer Égée à la faveur du conflit. La difficulté de la mission tenait à l'ambiguïté du statut des navires grecs : officiellement, dans le cadre de la politique de la Sainte-Alliance hostile aux mouvements révolutionnaires, les blocus imposés aux forteresses ottomanes assiégées ne furent d'abord pas reconnus, puis tolérés. La frontière entre guerre de course et piraterie étant poreuse, la situation donna lieu à de nombreuses contestations entre les Grecs et les différents commandants des flottilles occidentales, qui agissaient de façon plus ou moins rigoureuse selon leur sensibilité. Le chevalier de Viella semble ainsi avoir été rappelé par suite de son attitude trop intransigeante en faveur des intérêts ottomans. Régulièrement, les commandants français jouèrent aussi un rôle de médiation entre les belligérants, et intervinrent dans des actions humanitaires (évacuation de populations civiles grecques ou musulmanes).
Finalement, par le traité de Londres du 6 juillet 1827, la France, le Royaume-Uni et la Russie convinrent d'intervenir entre les belligérants de ce conflit pour « faire cesser les effusions de sang ». Une flotte tripartite, commandée par Edward Codrington, Henri de Rigny et Login Van Geiden fut envoyée dans ce but. Cette flotte comportait douze navires britanniques (pour 456 canons), sept navires français (352 canons) et huit navires russes (490 canons) formant au total une puissance de feu de près de 1 300 canons lorsque, le 20 octobre 1827, elle engagea de manière fortuite la bataille de Navarin contre la flotte de l'Empire ottoman composé de 80 à 90 navires (turcs, égyptiens, tunisiens et algériens), de faible tonnage, avec environ 3 500 canons et 30 000 hommes d'équipage. Dans ce qui est considéré comme dernière grande bataille navale de la marine à voile, la flotte ottomane avait perdu une soixantaine de navires, et comptait 6 000 morts et 4 000 blessés selon l'amiral Codrington. La flotte allié ne déploraient que 174 morts et 475 blessés (respectivement, 75 morts et 197 blessés britanniques ; 40 morts et 141 blessés français et 59 morts et 137 blessés russes).

### Guerre franco-marocaine
Durant la guerre franco-marocaine de 1844, l'escadre française y participant, en bombardant les côtes marocaines, permit de remporter la victoire.

## La marine du Second Empire et de laIIIeRépublique

### Les forces navales et leurs zones d'action
Dès 1854, les forces navales françaises comprennent deux forces.
D'une part, la Division navale de l'Océan Pacifique se déploie sur la partie orientale du Pacifique, y compris les côtes américaines.
D'autre part, la Division de La Réunion et de l'Indo -Chine intervient sur la partie occidentale du Pacifique, c'est-à-dire la Mer Rouge, l'Océan Indien, les Mers de Chine, du Japon et autour des Îles de la Sonde.

### Les innovations du Second Empire
Malgré le grand retard des arsenaux français (tant numériquement que qualitativement) sur leurs homologues britanniques, le règne de Napoléon III s'avère être l'un des plus fructueux sur le plan maritime. Il constitue l'un des Trois sommets de la Marine française, après la marine de Louis XVI et avant celle de 1939. On y expérimente les blindages et on construit de nombreux navires dont plusieurs cuirassés. Plusieurs premières mondiales dans le domaine maritime sont alors effectuées. Dès 1844, on adopte le principe de ne plus construire un bâtiment qui ne soit propulsé par une machine à vapeur.

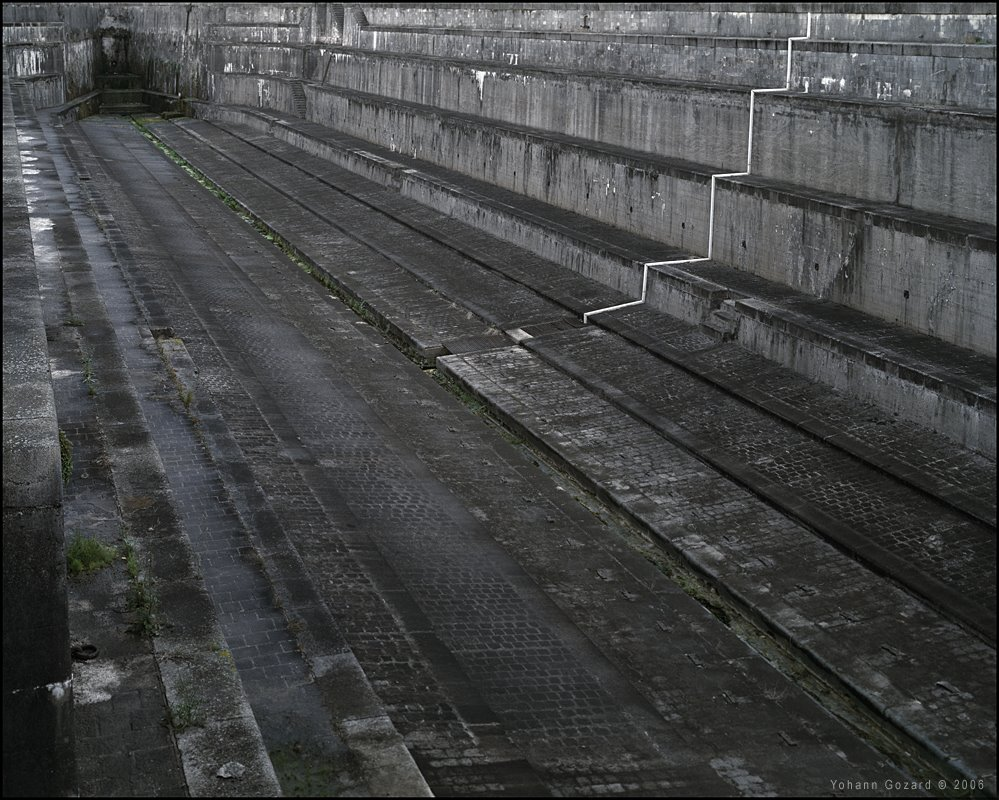
La forme Napoléon III, forme de radoub du XIXe siècle

Elle continue d'être au deuxième rang mondial, loin devant les autres marines de l'époque qui n'ont alors ni l'envie ou la capacité de construire une marine à l'échelle mondiale. Dans les années 1860 elle talonne de très près la Royal Navy. Celle ci a pris le virage de la révolution industrielle un peu en retard, bien que ses effectifs et ses budgets soient toujours à son avantage.
Certes, la marine du Second Empire dispose de moins de bâtiments que la Royal Navy, mais ils sont plus modernes.
La marine effectua de nombreuses opérations d'importance dont le blocus anglo-français du Río de la Plata après la bataille de la Vuelta de Obligado contre l'Argentine, le ravitaillement des armées françaises engagées dans la guerre de Crimée ou l'expédition du Mexique et intervint en Asie de l'Est dans la seconde guerre de l'opium, la révolte des Taiping dont l'expédition en Corée du contre-amiral Roze en 1866.
La guerre franco-allemande de 1870 fut essentiellement terrestre ; l'écrasante supériorité navale de la France interdisait en effet à l'Allemagne toute opération maritime d'envergure, et la plupart de ses navires restèrent prudemment dans leurs bases ou dans des ports neutres, bloqués par les escadres françaises. Quant à la France, aucun des projets ambitieux de débarquement sur les côtes d'Allemagne du Nord n'aboutit et sa flotte dut se contenter de soumettre à un blocus serré les ports ennemis.
Il y eut toutefois quelques capitaines allemands assez audacieux pour défier les marins français : ainsi, en mer Baltique, le yacht Grille échangea des coups de canons avec un aviso français le 17 août 1870 mais il dut se replier devant l'arrivée d'une frégate et d'une corvette et le 27 août en baie de Dantzig, la corvette la Nymphe eut une escarmouche sans résultat avec un bâtiment français. De même la corvette Augusta parvint à forcer le blocus de Wilhelmshaven, et réussit à capturer trois navires marchands au large de Brest, de Rochefort puis de l'embouchure de la Gironde, avant d'être poursuivie par la frégate l'Héroïne et contrainte de se réfugier dans le port espagnol de Vigo, où elle demeura jusqu'à la fin des hostilités.
Enfin la canonnière de la Confédération de l'Allemagne du Nord Meteor livra le seul véritable combat naval du conflit contre l'aviso Bouvet.

### LaIIIeRépublique et l'influence de la Jeune École
Lors de la guerre franco-chinoise, la bataille de Fuzhou en août 1884 remportée sur l'Empire de Chine par l'Escadre d'Extrême-Orient fut la dernière bataille navale de la marine française au XIXe siècle.
Dans les années 1880 apparaît une doctrine navale, celle de la « Jeune Ecole », préconisant le recours à une multitude de petites unités plutôt qu'à des navires de ligne cuirassés coûtant de plus en plus cher. Ministre de la marine du 7 janvier 1886 au 29 mai 1887, l'amiral Hyacinthe Aube en tant que tête de file de cette école de pensée, pourra mettre en œuvre ses théories. La commande de 34 torpilleurs, 11 croiseurs prévus et la construction des premiers sous-marins, le Gymnote et le Goubet, viendront prendre le pas sur la réalisation de cuirassés d'escadre malgré la construction d'une flotte d'échantillons de 5 cuirassés entre 1891 et 1897.
Parallèlement, pour assurer le soutien de ses forces de défense, il va créer, tout au long du littoral de métropole et d'Afrique du Nord, des points d'appui où seront basés les torpilleurs de défense mobile, les "poussières navales".
Après son départ, la tendance subsistera, aboutissant à la réalisation d'une flotte de petits bâtiments qui ne tarderont pas à montrer leur inefficacité : mauvaise tenue à la mer, rayon d'action limité, inaptitude à combattre en haute mer... Ainsi, lors des manœuvres navales de 1891, une escadre se rend d'Alger à Toulon. Les torpilleurs se révéleront incapables de l'attaquer.
En 1899, la crise de Fachoda montrera que la marine française est hors d'état de pouvoir s'opposer à la Royal Navy. Le Conseil supérieur de la Marine, le 11 janvier 1899, en fera le constat. Ceci conduira Jean-Marie de Lanessan, le ministre de la Marine du gouvernement Waldeck-Rousseau, à lancer le programme de constructions connu sous le nom de « programme de 1900 », comprenant de nombreux cuirassés.
Ceci semble sonner la fin de cette doctrine mais, en juillet 1902, arrive un nouveau ministre de la Marine, Camille Pelletan, partisan déclaré des thèses de la « Jeune École ». De nouveau, la priorité est donnée aux petites unités, torpilleurs et sous-marins. À son départ, en 1905, la « Jeune École » aura perdu la quasi-totalité de ses partisans. Il est vrai que les leçons de la guerre russo-japonaise de 1904 ont ramené les théoriciens à la raison.
L'engouement pour les théories de la « Jeune École » aura été à l'origine du retard qui handicapera la marine française jusqu'à la Première Guerre mondiale.
D'une manière générale, le réarmement naval français a souffert d'un manque de vision et de changements constants de ministres de la Marine, ce qui a conduit à des dépenses erratiques et à un gaspillage de fonds. Paul-Antoine-Théodore Bénazet déclarant qu'entre 1896 et 1911, l'Allemagne avait dépensé l'équivalent de 100 millions de livres sterling pour sa flotte et la France 152 millions de livres. Pendant cette période, la flotte allemande s'était hissée à la deuxième place parmi les marines du monde tandis que la France était tombée à la quatrième place.
Tous les navires de la flotte française sont équipés en radio en 1905.
En 1909, l'amiral Auguste Boué de Lapeyrère, qui avait eu tout le loisir de décrier l'incurie qui avait fait chuter la France au quatrième rang naval, arriva au ministère et réussit à faire passer son plan massif de réarmement de la marine, axé sur la modernisation rapide de la flotte. Ce plan, qui fut voté le 30 mars 1912, appelé « loi-programme de réorganisation de la Royale », prévoyait la construction de 28 cuirassés-dreadnought, 10 croiseurs légers, 52 contre-torpilleurs et torpilleurs, 94 sous-marins et 10 canonnières et corvettes, et devait trouver son achèvement en 1920, mais il fut remis en question en août 1914, avec l'entrée en guerre.

### Galerie

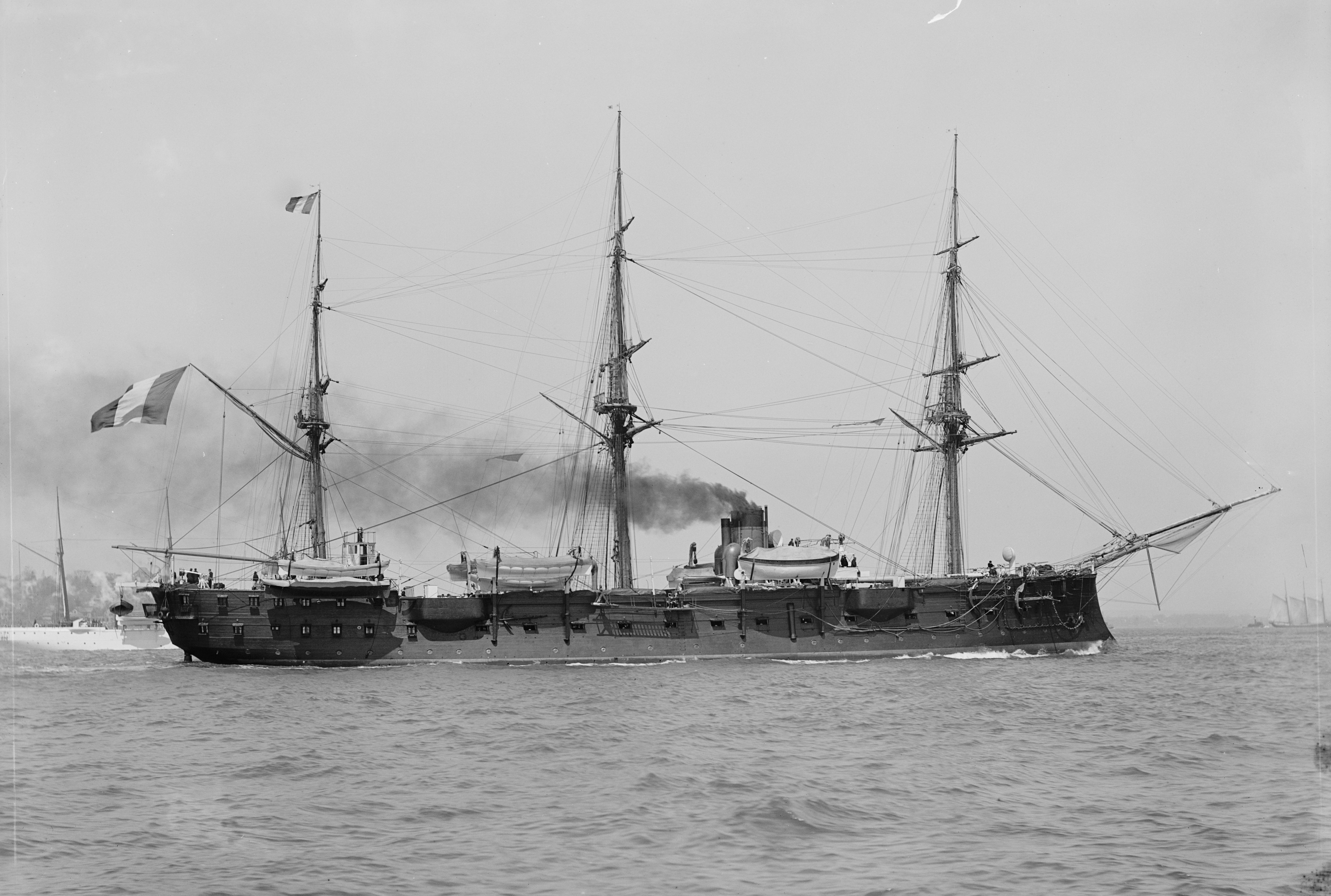
Le croiseur de première classe Aréthuse (1885-1899).
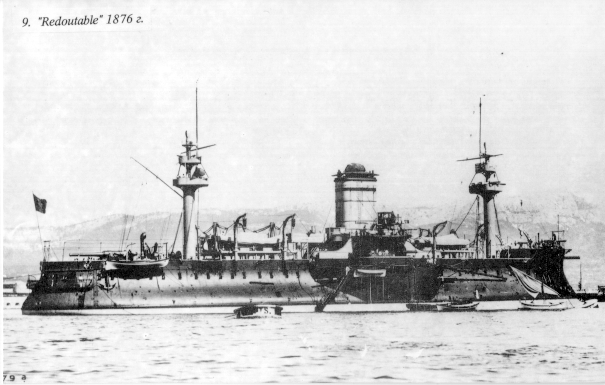
Le Redoutable, cuirassé français lancé en 1876 fut le premier navire à utiliser principalement l'acier pour sa construction.
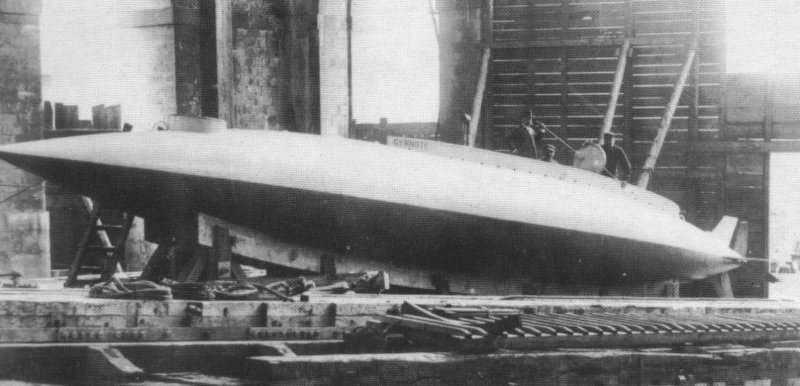
Le Gymnote en 1889, premier sous-marin électrique français.
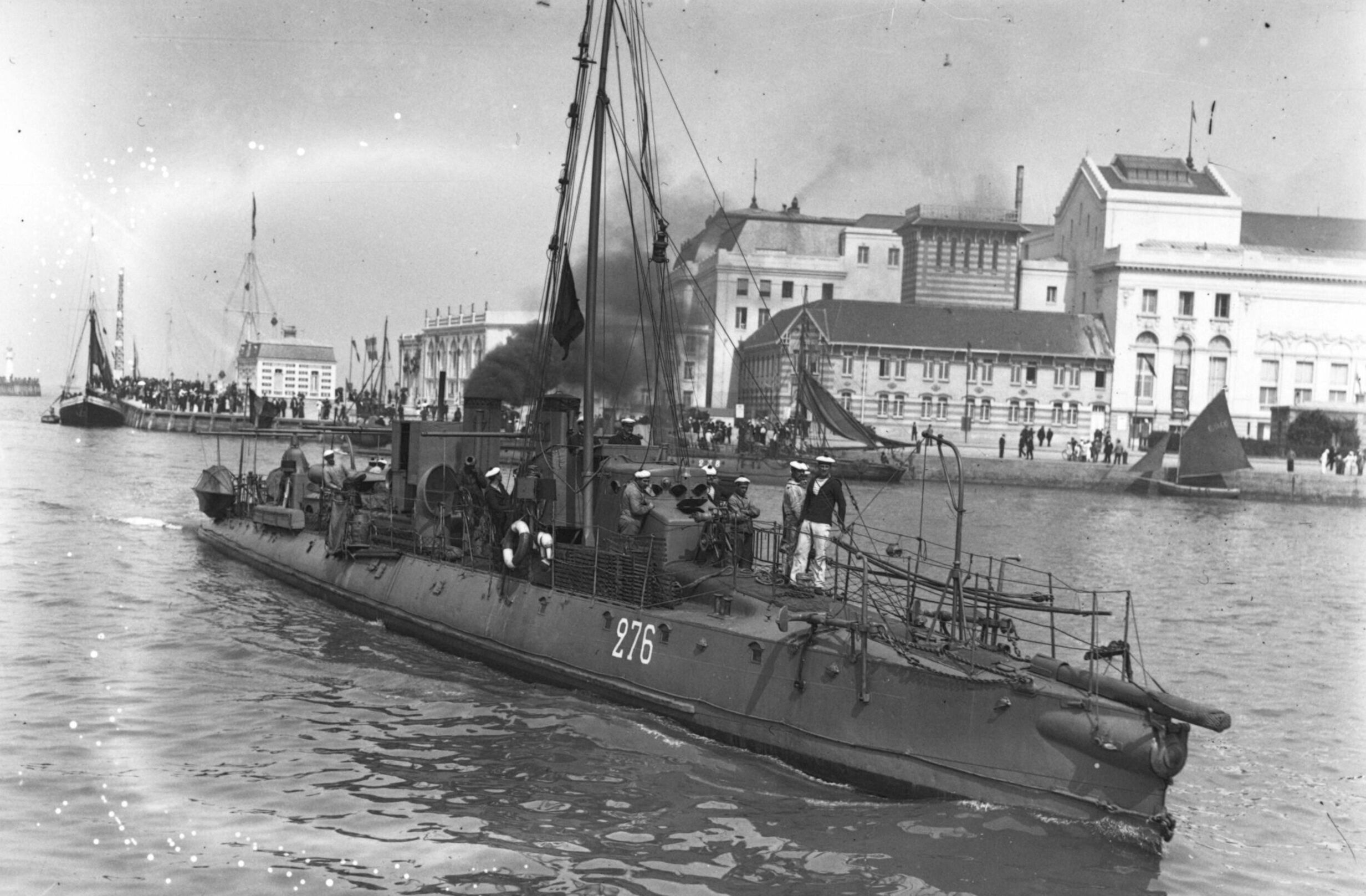
Torpilleur no 276 de 37 m photographié en 1913 lancé par les Forges et Chantiers de la Gironde.
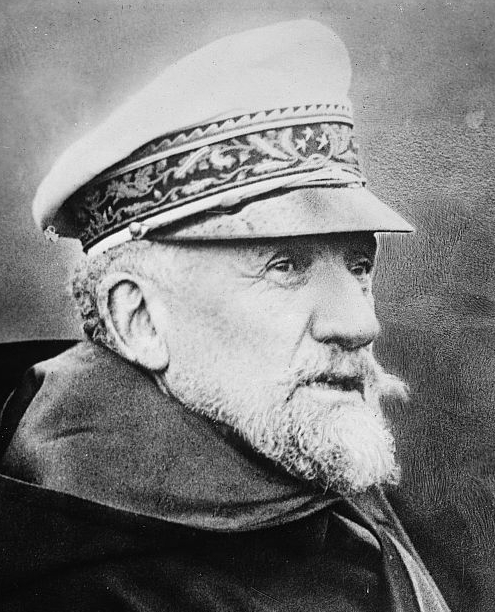
Boué de Lapeyrère s'active pour relancer la flotte, mais le plan de réarmement est interrompu par la Première Guerre mondiale.

## La Première Guerre mondiale

### La flotte en 1914

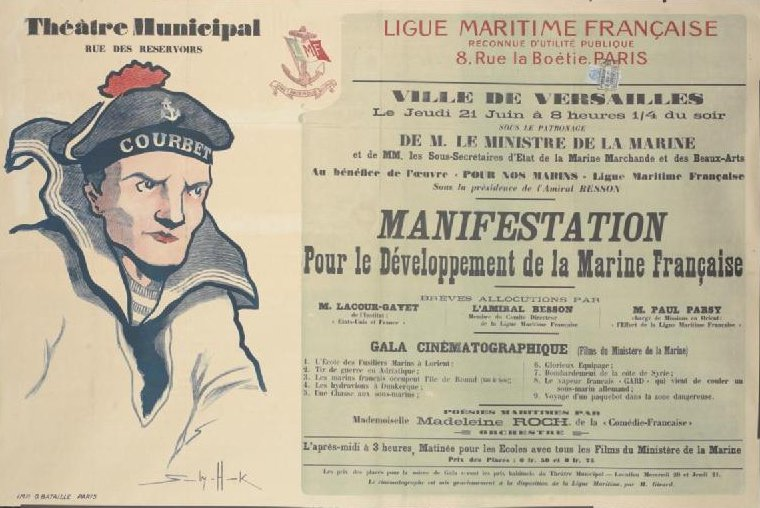
Affiche « Pour le développement de la Marine française » 1916. Collection de lImperial War Museum.

En Août 1914, la France rentrait avec une marine encore composée majoritairement de bâtiments anciens et dépareillés, mais ses équipages étaient bien entraînés, malgré la piètre considération de la marine qui passa toujours en second derrière l'armée de Terre. la meilleurs preuve en était que dès les premiers moins de la guerre, et sans que le plan soit annulé, les ouvriers des chantiers navals rejoignirent le front, et ces derniers furent reconvertis pour la production de canons et d'obus. Le plan devait donc reprendre en 1918, mais à cette date, toute la stratégie navale avait été bouleversée et les navires prévus étaient déjà quelque peu dépassés dans leur conception.
À la veille de la Première Guerre mondiale, la marine française souffre d'un retard sensible sur ses principaux concurrents avec une marine encore composée majoritairement de bâtiments anciens et dépareillés mais ses équipages sont bien entraînés et d'un excellent moral, malgré la piètre considération de la marine qui passa toujours en second derrière l'armée de Terre. la meilleurs preuve en était que dès les premiers moins de la guerre, et sans que le plan soit annulé, les ouvriers des chantiers navals rejoignirent le front, et ces derniers furent reconvertis pour la production de canons et d'obus. Son retard est d'autant plus paradoxal que l'important empire colonial français doit être relié à la métropole et donc sécurisé. La marine française se classe alors au quatrième rang mondial avec 793 729 tonnes de navires derrière la marine impériale allemande et ses 952 304 tonnes, l'US Navy (2e avec 1 057 497 tonnes) et la Royal Navy (1re avec 2 340 268 tonnes). Le budget de la « Royale » en 1914 est de 3 205 millions de francs stabilisés (valeur 1930) soit de moitié inférieure à celui de la marine britannique, mais le double de la marine italienne.

#### Chiffres
Les forces en présence en 1914 sont de:
- 29 cuirassés (429 276 tonnes), dont:
  - 4 dreadnought modernes de la classe Courbet (1910-1911)
  - 6 semi-dreadnought de la classe Danton (1909-1910)
  - 3 Pré-dreadnought de la Classe Liberté (1905-07), (Le Liberté avait été coulé en 1911 à la suite d'une explosion de chaudière)
  - 2 Pré-dreadnought de Classe République (1906).
  - 3 Pré-dreadnought de Classe Charlemagne (à peu près similaires, 1899-1900),
  - Suffren (1899)
  - Les 6 cuirassés à tourelle et barbette suivants de la Flotte d'échantillons ne peuvent être formellement rattaché à une classe particulière car ils divergent sur le plan de l'armement, des machines, du blindage, des arrangements de superstructures. 
    - 2 Classe Charles Martel (1891-1893)
    - Bouvet (1896),
    - Masséna (1895),
    - Jauréguiberry (1893),
    - Carnot (1894),

  - les Marceau, Magenta, Neptune, Hoche (1886-1890) sont obsolètes, entretenus en réserve et exploitables au cas où.

- 35 croiseurs (268 552 tonnes) dont:
  - 19 croiseurs cuirassés:
    - 2 Classe Edgar Quinet (1907)
    - Ernest Renan (1906),
    - Jules Michelet (1905),
    - 3 Classe Léon Gambetta (1901-03),
    - 4 Classe Gloire (1900-1902),
    - 3 Classe Dupleix (1900-02),
    - 3 Classe Gueydon (1900),
    - Jeanne d'Arc (1899),
    - Pothuau (1895);
    - 3 Classe Amiral Charner (1892-94) en réserve,
    - Dupuy de Lôme (1890) en réserve.

  - 10 croiseurs protégés, 
    - Jurien de la Gravière (1899)
    - D'Estrées,
    - Châteaurenault ,
    - Guichen,
    - d'Entrecasteaux,
    - 2 Classe D'Assas (1895-96)
    - Descartes.
    - Friant, Lavoisier, Cosmao et Surcouf (en), en théorie trop anciens pour servir efficacement (1888-92), Mais le Friant et le Lavoisier figuraient pourtant aux effectifs d'active.

- 84 destroyers (37 288 tonnes),
- 187 torpilleurs (34 032 tonnes),
- 57 sous-marins
- 12 autres navires divers (cumulant 24 581 tonnes)[21].

Durant la guerre, entre autres, 3 cuirassés de Classe Bretagne supplémentaires sont mis en service.

### La guerre de 1914 à 1916

#### Les premières opérations

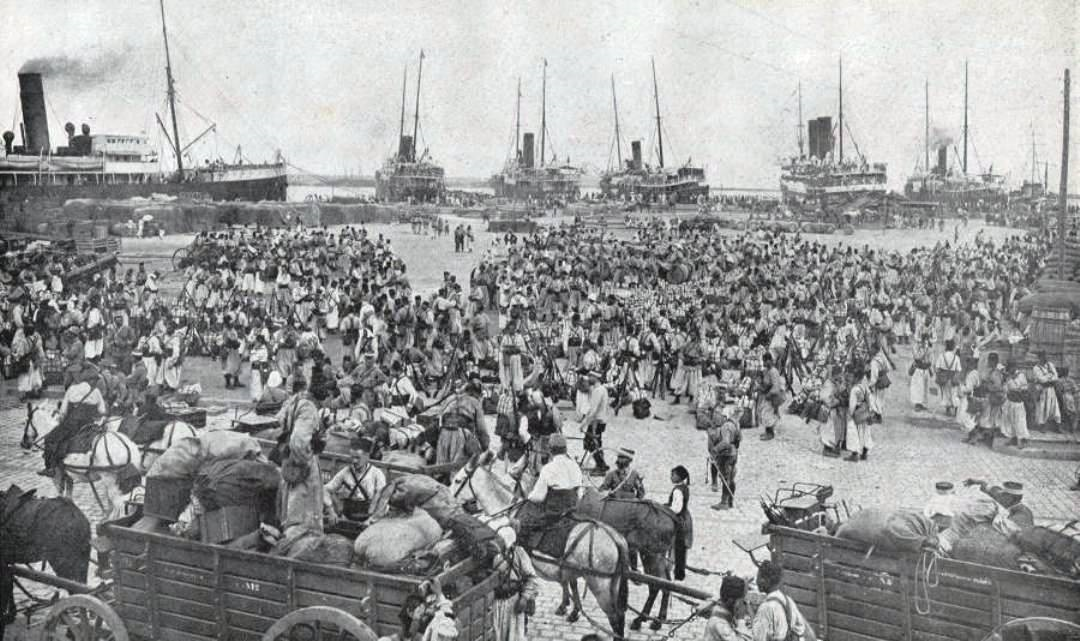
Embarquement d'un régiment de tirailleurs à Alger en 1914. Le transport de renforts vers la France est la mission principale que doit satisfaire la Marine lorsque la guerre éclate.

Dans la nuit du 2 au 3 août 1914, l’amiral Rouyer, commandant de la deuxième escadre légère basée à Cherbourg reçoit l’ordre de défendre le pas de Calais à tout prix, à l’exclusion des eaux territoriales britanniques. Il dispose de six vieux croiseurs, de trois escadrilles de petits torpilleurs et de trois escadrilles de sous-marins. Tout le monde envisage le sacrifice total, d’ailleurs inutile, compte tenu de l’écrasante supériorité de la flotte allemande. Le soulagement est donc immense lorsque tombe la nouvelle de l’entrée en guerre de l'Empire britannique. La Hochseeflotte enfermée en mer du Nord par la Home Fleet, la Marine française peut regrouper ses forces en Méditerranée, conformément aux accords négociés l’année précédente. Comme sur terre, on s’attend à une guerre courte, décidée sur mer en quelques semaines par le choc des flottes cuirassées. Choc qui ne va intervenir qu’en 1916 au Jutland et sans effets décisifs sur le conflit. La Marine française ne va mener aucune grande bataille navale, au grand désappointement, comme en 1870, de l’opinion. L’engagement, pourtant, est total, mais va rester dans l’ombre de celui de l’Armée de terre et des tranchées, bien plus « médiatisé » (pour reprendre une expression actuelle) que celui consenti par les marins.
L’addition des flottes italiennes et austro-hongroises aurait pu mettre la Marine française en grande difficulté. L’Italie restant finalement neutre, la situation en Méditerranée semble relativement simple. Deux missions incombent aux escadres françaises : protéger le transport en France des troupes qui arrivent d’Afrique du Nord et empêcher la flotte autrichienne de sortir de l’Adriatique. Sur le papier, l’amiral Boué de Lapeyrère exerce le commandement en chef interallié en Méditerranée. En réalité, il est très mal informé par le gouvernement de l’évolution de la situation diplomatique et se trouve sans liaison sérieuse avec les forces britanniques. La Royal Navy va donc conserver de fait le contrôle de certaines zones, notamment en Méditerranée orientale face à la Turquie. Le 6 août, signe malgré tout de la bonne volonté britanniques, la Marine reçoit la possibilité d’utiliser les bases de Malte et de Gibraltar.
L’armée navale appareille de Toulon le 3 août. Elle doit surveiller l’Italie – dont on n’est pas encore assuré, à ce moment-là de la neutralité – attendre l’arrivée des vaisseaux venus de Brest et faire sa jonction avec les petites escadres d’Afrique du Nord. Le plan est bouleversé le 4 août par l’incursion dans les eaux algériennes des croiseurs allemands Goeben et Breslau qui bombardent Bône et Philippeville. Il s’agit là d’une piqure de moustique, mais l’effet psychologique est désastreux car les deux bâtiments, plus modernes et rapides que les unités françaises chargées de les intercepter (le Courbet, le Condorcet, le Vergniaud), réussissent à s’échapper vers la Turquie (la Navy échoue aussi à les rattraper). Boué de Lapeyrère doit diviser l’armée navale en trois groupes pour escorter au plus près les convois qui partent d'Algérie. La manœuvre, qui se termine le 7 août, est un plein succès. Avec célérité, ce sont presque 50 000 hommes — soit 38 000 d’Algérie avec 6 800 chevaux et 11 000 du Maroc avec 5 000 chevaux — sur respectivement 46 et 43 bâtiments qui traversent la Méditerranée. Ces troupes arrivent à temps pour participer à la bataille de la Marne.
L’effort de la Marine vers la métropole ne se limite pas au transport. Comme elle dispose en métropole de fusiliers marins inemployés à bord de ses bâtiments, il est décidé, le 7 août 1914 de créer une brigade de fusiliers marins de 6 000 hommes organisée en deux régiments d'infanterie. Le commandement est confié au contre-amiral Pierre Alexis Ronarc'h. La première mission confiée est la défense de Paris et de sa banlieue. Elle est ensuite envoyée dans les Flandres pour aider l'armée belge à se replier vers la France et pour protéger le port stratégique de Dunkerque. Elle participe en septembre-octobre à la bataille de l'Yser à Dixmude où elle tient trois semaines face à la Deutsches Heer. Elle a 3 000 hommes morts ou hors de combat. Ce fait d’arme sera à peu près le seul que retiendra l’opinion publique sur l’engagement de la Marine en 1914.
L’escorte des renforts assurée, Boué de Lapeyrère se tourne vers l’Adriatique pour chercher la bataille avec les Austro-Hongrois (c’était au départ la mission qu’il voulait prioritaire). Le 15 août, l’armée navale quitte Malte. Elle se compose de quinze cuirassés de ligne, de six grands croiseurs accompagnés et d'une trentaine de bâtiments légers. Une division britannique de deux croiseurs cuirassés et douze destroyers aux ordres de l’amiral Troubridge se joint aux Français. Les croiseurs français et les bâtiments britanniques remontent la côte albanaise. Les cuirassés et les torpilleurs longent la côte italienne puis obliquent vers la côte dalmate entre Antivari (aujourd’hui Bar) et Cattaro (Kotor). Au matin du 16 août, la fumée de plusieurs bâtiments autrichiens est repérée. Il s’agit du croiseur léger et ancien Zenta accompagné de deux escorteurs (torpilleurs ou destroyers). Les trois navires, qui ont aussi repéré les Alliés, tentent de s’enfuir. Boué de Lapeyrère, sur le Courbet, entreprend de les rattraper et de leur couper la route. Seul le Zenta, plus lent, est rejoint par les Français. Après vingt minutes de canonnade, le navire autrichien, qui a tenté sans succès de riposter, s’enfonce par l’arrière puis chavire et coule. Boué de Lapeyrère bombarde ensuite les forts de Cattaro, occupe les îles Dalmates, détruit tous les sémaphores et ouvrages militaires autrichiens sur la côte et cherche, par ses croisières de provocation à engager la flotte autrichienne. En vain. Celle-ci refusant de sortir de ses ports, la destruction sans gloire du Zenta sera la seule victoire navale française de 1914.
Il faut dès lors se résoudre à organiser le blocus de l’Adriatique, ce qui est mis en place à hauteur du canal d’Otrante par Boué de Lapeyrère. L'opération est délicate à cause du manque de charbon ce qui oblige à faire se relayer les navires depuis Malte. À cela s’ajoute le ravitaillement et la protection des côtes du Monténégro en guerre avec l’Autriche-Hongrie depuis le 5 août… Ces missions obscures vont monopoliser de gros moyens jusqu’à la fin de la guerre, même si l’effort sera allégé par l’entrée en guerre de l’Italie aux côtés des Alliés en 1915. Elles sont rendues dangereuses dès octobre par des armes dont on n’a pas encore réellement mesuré la dangerosité : l’avion et le sous-marin. Le Waldeck-Rousseau est attaqué devant Cattaro par un avion autrichien, puis par le sous-marin U3. Les bombes et les torpilles, cependant, ratent le bâtiment. Nouvelle alerte le 2 novembre avec une attaque de sous-marin contre ce même croiseur cuirassé et contre le Jules Ferry. Le 21 décembre, le Jean Bart – l’un des rares type dreadnought dont dispose la Marine – est torpillé par le sous-marin U2 au large de Brindisi et doit être escorté jusqu’à Malte par le Victor-Hugo. Ces attaques montrent que la guerre prend une autre tournure que celle qui avait été prévue par les états-majors. Par précaution, il est décidé de ne plus faire entrer les cuirassés dans l’Adriatique. Celle-ci est confiée à la garde des croiseurs cuirassés et de sous-marins chargés de surveiller les ports autrichiens (comme le Fresnel, l’Ampère, le Monge, le Bernouilli, le Cugnof, le Curie). Mesure insuffisante, car dans la nuit du 26 au 27 avril 1915 le croiseur cuirassé Léon Gambetta est coulé par l’U5. Les grandes unités sont devenues des cibles, ce que les états-majors — britannique comme français — refusent encore de voir à ce moment-là. Il faudra attendre 1916 et d’autres pertes pour revoir complètement l’utilisation de ces bâtiments.
Bien que le plus gros de la flotte française soit concentré en Europe, l’outre-mer lointain n’est pas totalement exclu des opérations militaires. Aux Antilles, les croiseurs Condé et le Descartes assurent la surveillance au large des eaux américaines, mais aucun navire allemand n'y opère. En Extrême-Orient, seul le Dupleix est à même de pouvoir participer à la chasse à l’escadre de von Spee. Cette dernière, qui cherche à éviter la Royal Navy, traverse l’océan Pacifique en direction du Chili. En chemin, elle arrive en Polynésie française. Von Spee compte mettre la main sur le stock de charbon de Papeete. La place n’est défendue que par une modeste canonnière, la Zélée. Mais son commandant, le lieutenant de vaisseau Maxime Destremau anticipe l’arrivée de l’escadre allemande. Il fait déposer les deux pièces d’artillerie du bâtiment et les installe à terre, hors de la vue du large. Le 22 septembre 1914, von Spee se présente devant Papeete où il a la surprise de se faire tirer dessus alors que Destremau saborde la Zélée dans la passe. Von Spee fait bombarder la ville par ses croiseurs, coule un navire de commerce allemand saisi quelques jours auparavant, mais ne parvient pas à localiser les canons français. Destremau fait incendier le stock de charbon. Von Spee, qui hésite à s’engager dans le chenal obstrué et qui craint peut-être la présence de mines, finit par renoncer et reprend sa route, la destruction du stock de charbon ayant par ailleurs enlevé tout intérêt à une tentative de débarquement. Cette « défense brillante » (Jean Meyer, Martine Acerra), laisse Tahiti inviolée, malgré la destruction d’une partie de la basse ville de Papeete. Ce petit combat sera le seul à affecter les possessions françaises d’Asie et du Pacifique jusqu’à la fin du conflit.

#### Le désastre des Dardanelles

##### Les causes de l'intervention

Carte des Détroits. Sa fermeture, en novembre 1914, achève d'isoler la Russie, ce qui provoque l'intervention franco-britannique contre la Turquie.

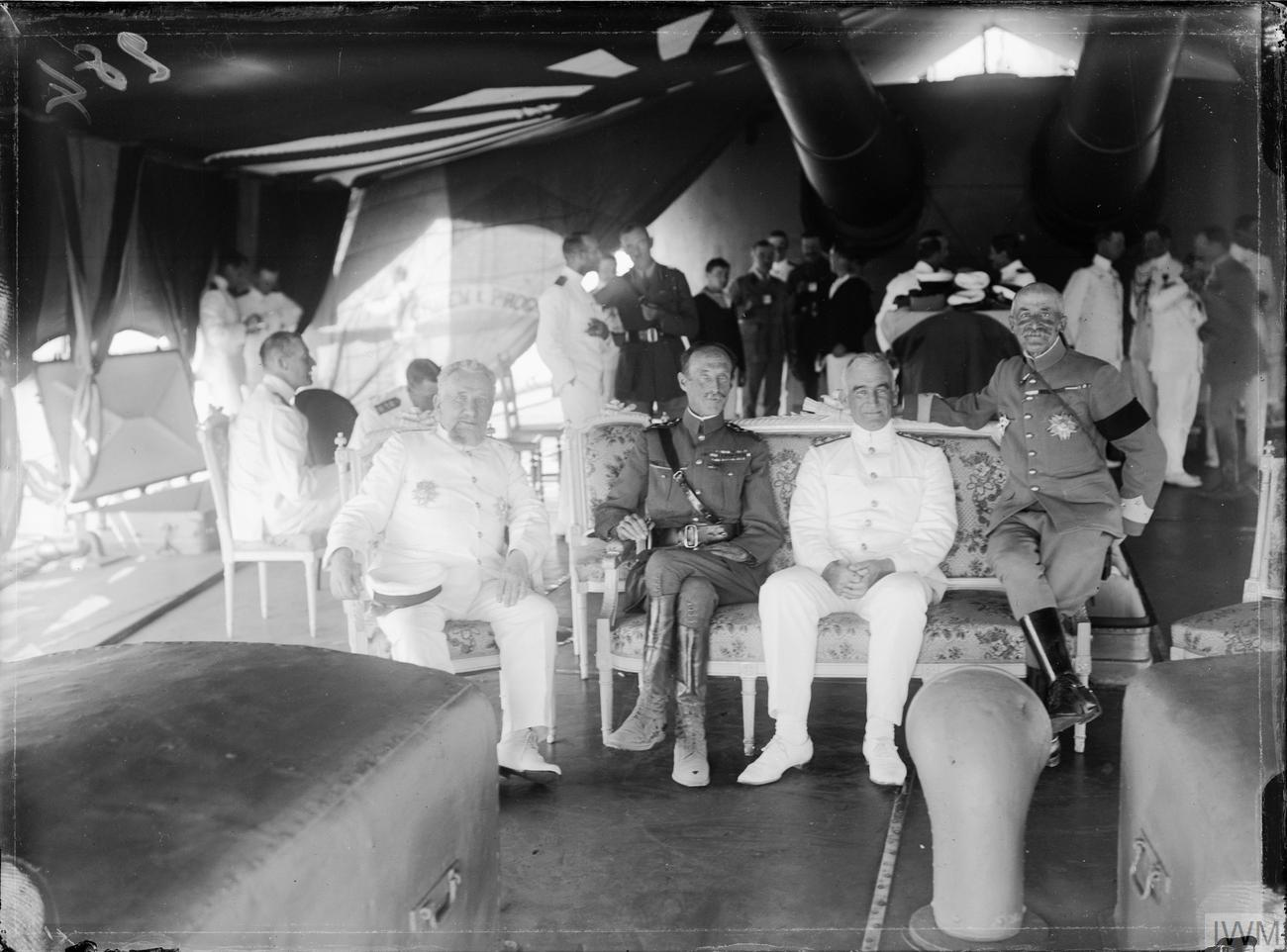
Les chefs alliés en conférence sur un bateau britannique en mer Égée. Dans un premier temps, l'attaque contre les Détroits n'est conçue que comme devant être strictement navale.

Le 10-11 août 1914, les croiseurs allemands Goeben et Breslau qui viennent de bombarder Bône et Philippeville franchissent les Détroits et se réfugient à Constantinople. Fictivement vendus à la Turquie dont ils prennent le pavillon, ils reçoivent l’autorisation, le 29 octobre, d’entrer dans la mer Noire pour y attaquer les ports russes (bombardement de Sébastopol, d’Odessa, de Féodosia, de Novorossisk). Le 2 novembre, le gouvernement Jeune-Turc déclare la guerre à la Russie, ce qui provoque aussi la rupture avec la France et le Royaume-Uni. Le lendemain, les bâtiments français et britanniques qui depuis déjà plusieurs semaines stationnent devant les eaux turques bombardent les Dardanelles.
L’Allemagne verrouillant la Baltique, l’entrée en guerre de la Turquie achève, en fermant les Détroits, d’isoler la Russie. Les Franco-Britanniques connaissent bien les faiblesses de la Russie. Celle-ci, en dépit d’énormes progrès de sa production industrielle, n’est pas en état de conduire une guerre prolongée nécessitant la consommation de beaucoup de matériel et de ravitaillement. Les importations des Alliés lui sont indispensables. Le Transsibérien n’est capable que d’apports limités. Ravitailler la Russie c’est lui permettre de disposer à fond de son principal atout : ses immenses réserves humaines susceptibles d’apporter la victoire sur le front de l’Est. C’est donc presque immédiatement que germe l’idée d’attaquer la Turquie pour déverrouiller les Détroits. En France, dès novembre, Aristide Briand (le ministre de la Justice) émet l’hypothèse d’un débarquement dans le port grec voisin de Salonique. Raymond Poincaré (le président de la République) soutient le projet d’ouvrir un nouveau front, tout comme en Angleterre Lloyd George (le chancelier de l’Échiquier) et Lord Kitchener, (le ministre de la guerre). Mais c’est le premier Lord de l’Amirauté, Winston Churchill, qui se fait le plus ardent défenseur de l’intervention contre la Turquie.
Outre la réouverture des voies de navigation vers la Russie, l’intervention parait présenter un autre avantage : celui de vaincre rapidement la Turquie, pays qui passe pour être le maillon faible des Empires centraux. Celle-ci en effet, n’a aucune base industrielle. La totalité de son armement et de son équipement doit venir d’Allemagne en transitant par les neutres (Roumanie, Bulgarie) jusqu’à Constantinople. Les Détroits aux mains des escadres alliées, cette artère vitale serait rompue. La Turquie ne dispose pas non plus d’un réseau de chemin de fer suffisant, ce qui rend très difficile le transport des troupes d’un front à un autre et leur ravitaillement. D’autant qu’en entrant dans la guerre, la Turquie a ouvert rien moins que trois fronts sur lesquels elle doit disperser ses forces : dans le Caucase (contre la Russie), en Mésopotamie et en Palestine (contre le Royaume-Uni). L’ouverture d’un quatrième, dans les Dardanelles, semble être pour les Alliés une opération parfaitement jouable et qui devrait porter rapidement le coup de grâce à un ennemi qui – comme la Russie – n’a pas les moyens de faire une guerre longue. Winston Churchill obtient gain de cause en janvier 1915, malgré l’opposition très forte des commandants des armées de terre, Joffre et French, qui ne veulent pas distraire des troupes du front de l’Ouest, ainsi que de l’amiral Fischer, premier Lord de la mer, qui se refuse à ce que des bâtiments soient détournés de leur garde de la mer du Nord. Tous sont convaincus que la guerre se gagnera sur le front français et pas ailleurs. Quant à la marine française, elle renâcle car elle voit d'un très mauvais œil l'unité du commandement en Méditerranée lui échapper…
Le détroit des Dardanelles est difficile à franchir. Long d’environ 60 km, large de 5-6 km à l’entrée, il va ensuite en se rétrécissant jusqu’à la passe de Canakkale, large d’à peine 1 km. Ensuite se trouve la mer de Marmara qui donne accès à Constantinople. Conseillés par les Allemands, les Turcs ont mis en place des forts et des batteries terrestres à l’entrée du détroit, à la fois sur la rive nord, sur la péninsule de Gallipoli, et sur la rive sud, autour de Kumkalè. L’entrée forcée, les Alliés doivent se heurter aux barrages successifs de mines (il y en sept principaux). Ces barrages sont eux-mêmes couverts par des batteries lourdes à Kilid Bar au nord et de Canakkale au sud. En outre, le courant de décharge de surface vers la mer Égée permet de lancer des mines flottantes, dont la dérive est totalement imprévisible. Sur le plan tactique, Les Alliés ont le choix entre une intervention exclusive de la marine (qui arriverait jusqu’à Constantinople après avoir forcé les Détroits) ou une intervention suivie d’un débarquement (afin de tenir le terrain et d’être certain de contraindre le gouvernement turc à négocier). La deuxième option demande du temps pour transférer des troupes, mais dans les deux cas, il faut beaucoup de cuirassés pour forcer les défenses des Détroits. Après un vif débat entre les chefs, l’option retenue est celle d’une intervention exclusivement navale. Dans un premier temps, l’amiral Jackson propose d’opérer par surprise, à très grande vitesse, en deux vagues successives de 8 cuirassés. La première serait coulée, la seconde passerait. Le coup étant jugé trop risqué, le plan retenu est celui du vice-amiral Carden qui commande sur place la force de surveillance des Détroits : avancer en bombardant méthodiquement les forts pour les réduire. Ce plan peut réussir à condition de rester secret et d’agir très vite, sans laisser aux Turcs le temps de réagir.
Carden dispose d’une armada de 18 cuirassés, dont quatre sont français : le Suffren, le Bouvet, le Gaulois, le Charlemagne, sous les ordres du contre-amiral Guépratte. S’y ajoutent une division légère de 5 croiseurs, 22 torpilleurs, 9 sous-marins et un transport d’hydravion, l’HMS Ark Royal, doté de 12 appareils. Ce déploiement de forces ne doit pas faire illusion. Presque tous les cuirassés sont anciens, de type pré-dreadnought, mal protégés et réputés « consommables » selon la formule cynique du commandement britannique. Seuls deux unités récentes figurent dans la flotte alliée : le croiseur de bataille Inflexible et le super-dreadnought Queen Elizabeth, armé de huit canons de 381 mm. Elles ont été détachées de la Grand Fleet par l’amiral Fischer (qui ne croit guère au succès de l’opération) pour tenir en respect le croiseur de bataille allemand Goeben toujours réfugié dans les Détroits.

##### La «tragique folie» du 18 mars 1915

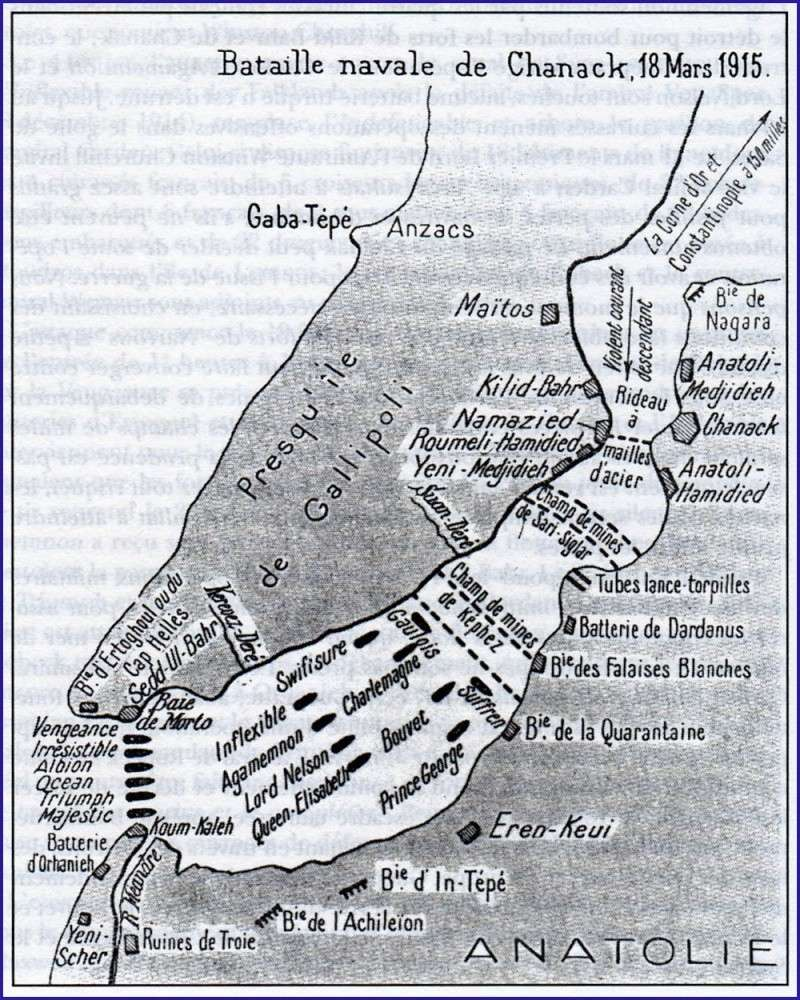
Plan de l'attaque navale franco-britannique du 18 mars 1915. La tentative de passage en force des Dardanelles est un échec complet qui coûte trois cuirassés aux Alliés.

À plusieurs reprises, les troupes de marines mènent des opérations de renseignement sur les côtes turques et constatent que les forts sont vides (le 10, 20 et 25 février), signe que Constantinople, malgré la concentration navale alliée devant les Détroits, n’a pas encore pris la mesure de la menace. Mais Carden, chef excessivement prudent, n’en profite pas et perd des semaines. Le 19 février, il fait bombarder les forts extérieurs du détroit de Kumkalè et de Seddul-Bahr. La riposte turque, assez molle, semble de bon augure. Ce faisant, les Turcs, qui ont maintenant compris les intentions des Alliés, renforcent leurs positions. Les semaines passent encore. Le feu turc gagnant en efficacité, les opérations de déminage deviennent de plus en plus périlleuses. Carden est maintenant convaincu que la flotte ne passera que grâce à une opération combinée, c'est-à-dire un débarquement. Churchill, instigateur de l’expédition, refuse d’abandonner le principe du passage de « vive force » avec les escadres seules et remplace Carden par le contre-amiral de Robeck, homme réputé audacieux jusqu’à la témérité. De Robeck décide de lancer toute la flotte pour réduire les défenses de Çanakkale et permettre le passage des dragueurs pour tracer un chenal dans les champs de mines.
Le 18 mars, la flotte appareille. Les 4 unités britanniques les plus puissantes, le Queen Elizabeth, l’Inflexible, l’Agamemnon et le Lord Nelson, s’avancent de front et bombardent les positions turques à 14 000 m de distance. Ce bombardement est censé permettre l’approche, par divisions, des bâtiments plus anciens, chargés de compléter la destruction. Guépratte, qui partage la même audace que Robeck, a demandé – et obtenu – que sa division entre la première dans le détroit. À 12 h 0, les 4 cuirassés français dépassent leurs homologues britanniques et commencent à bombarder les côtes turques sur deux lignes. Le Suffren (sur lequel Guépratte a mis son pavillon) et le Bouvet tirent sur les forts de la côte asiatique, le Gaulois et le Charlemagne sur ceux de la rive européenne. Le feu turc est violent et précis. Des incendies se déclarent à bord du Bouvet, du Suffren, et, côté britanniques, de l’Inflexible. Pratiquement tous les navires engagés sont touchés. Les Alliés, cependant, continuent d’avancer et arrivent à mi-chemin de Canakkale, c'est-à-dire le passage le plus étroit et le mieux défendu. Le Bouvet, qui a presque stoppé pour que ses tirs soient mieux ajustés, se distingue particulièrement. Néanmoins, à 13 h 30, les cuirassés sont en si mauvaise posture que de Robeck ordonne le repli.
C’est alors que commence le drame. Le Bouvet est éventré par une mine dérivante pendant la manœuvre de retournement. Il chavire et sombre en moins d’une minute avec presque tout son équipage. Le Suffren, malgré une voie d’eau importante causée par un obus, parvient à s’extraire du détroit. Le Gaulois, gravement avarié par les tirs turcs sur la ligne de flottaison doit s’échouer à la sortie du détroit sur l’île de Drepano pour ne pas sombrer (il sera réparé et renfloué plus tard). Le Charlemagne est l'un des rares bâtiments à s'en sortir intact. Avec un navire coulé et deux hors de combat, Guépratte vient de perdre les trois quarts de sa division. L’analyse du combat confirme les faiblesses des pré-dreadnought français : blindage insuffisant, protection antiexplosion sous-marine médiocre, pas de conduite de tir centralisée.
Les pertes britanniques sont aussi très lourdes. Le croiseur de bataille Inflexible heurte, comme le Bouvet, une mine lors de la manœuvre de retournement, mais, plus récent et mieux protégé, il réussit à se maintenir à flot et à manœuvrer. Vers 15 h 0, le cuirassé Irresistible est gravement endommagé par l’artillerie turque. Prenant une forte gîte, il se met à dériver et heurte une mine au niveau de la salle des machines. L’Ocean se porte à son secours et touche à son tour une mine. Les deux cuirassés britanniques coulent en eau profonde, mais leurs équipages sont pour l’essentiel évacués. Jouant de malchance, ils sont tombés dans un très petit champ de 18 mines posées là quelques jours auparavant par un mouilleur de mines turc. Quant au croiseur de bataille Inflexible, gravement avarié, il gagne Malte à grand peine.
À 17 h 0, la flotte sort des Détroits. La « tragique folie » du 18 mars 1915 coûte aux Alliés trois grandes unités et en laisse autant hors de combat. Ce que les Franco-Britanniques ne savent pas, c’est que les forts turcs sont sévèrement endommagés, que leurs défenseurs sont démoralisés et pratiquement à court de munitions. S’ils avaient persévéré, les Alliés seraient sans doute passés – non sans pertes supplémentaires probablement – et arrivés devant Constantinople. « On conçoit le désappointement de Churchill, qui se traduit dans ses Mémoires » (Jean Meyer, Martine Acerra). Quoi qu’il en soit, l’échec de l’attaque de vive force par les seuls cuirassés et croiseurs signifie qu’il faut revoir les plans en mettant les forces navales au service du débarquement et du soutien d’un corps expéditionnaire.

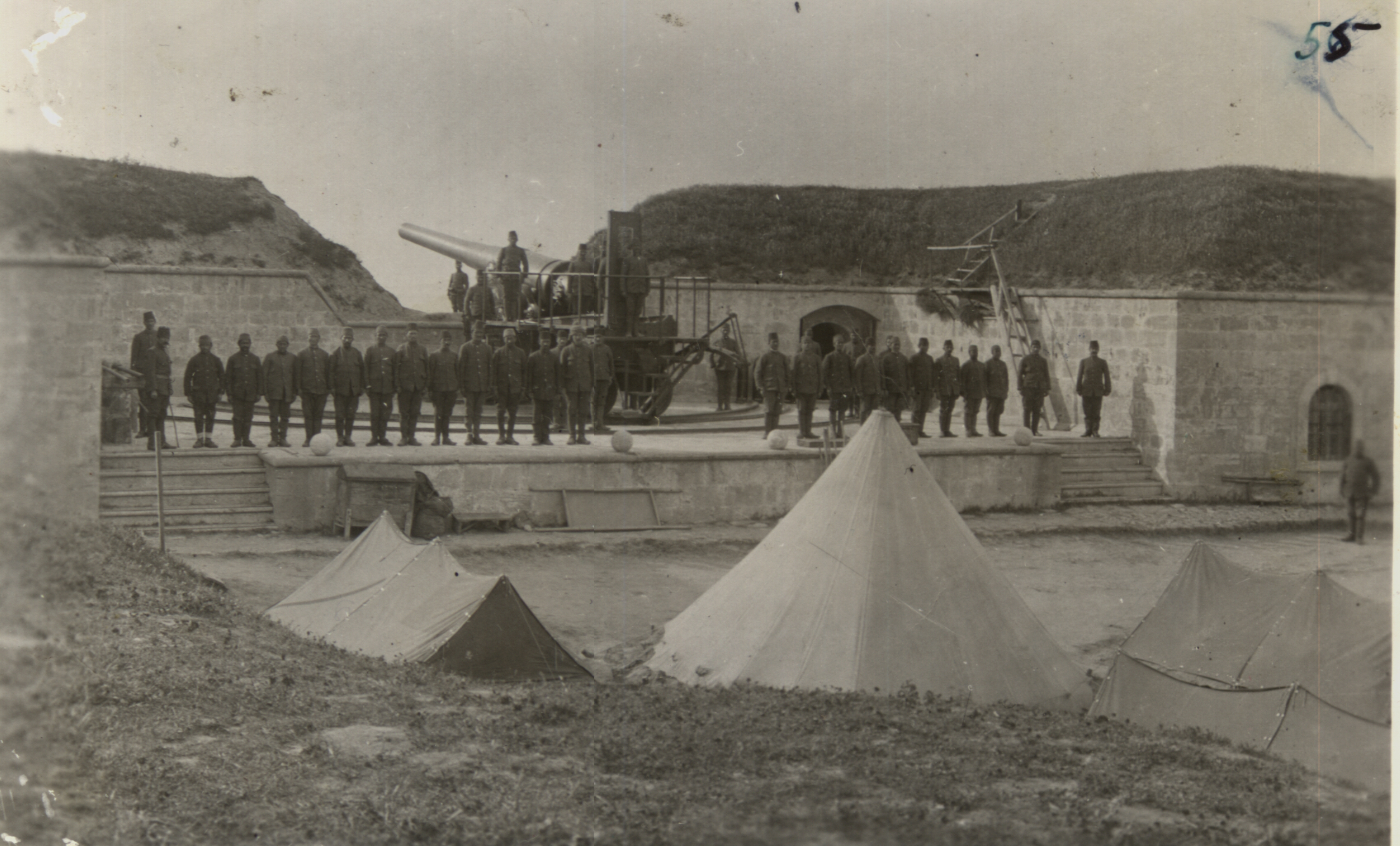
Pièce d’artillerie côtière turque et ses servants. De nombreux forts gardent le passage des Détroits et doivent être réduits par les cuirassés.
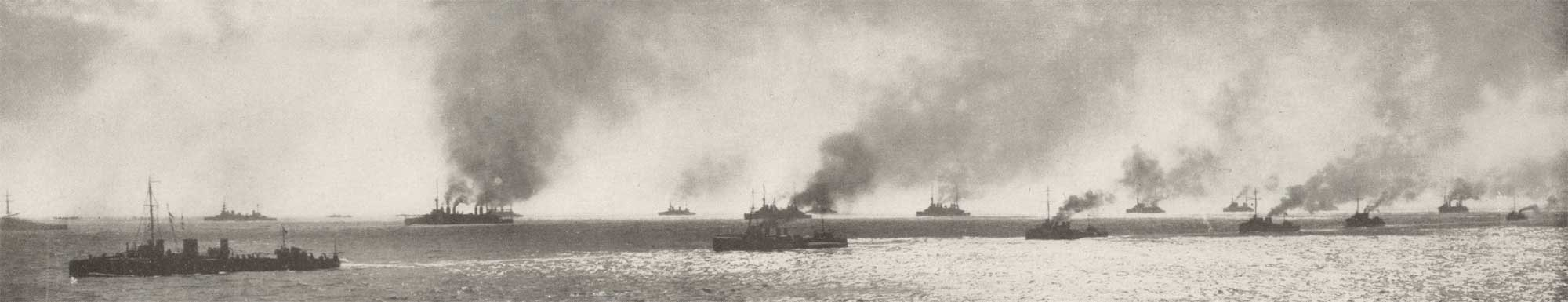
La flotte alliée devant les Dardanelles. Elle compte dix-huit cuirassés, mais ce sont presque tous des modèles anciens.
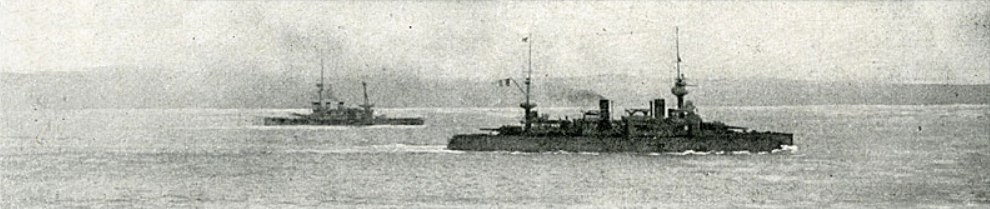
Le Suffren (au premier plan) passe devant les forts turcs. Il sert de navire amiral aux quatre bâtiments français engagés dans l’attaque.
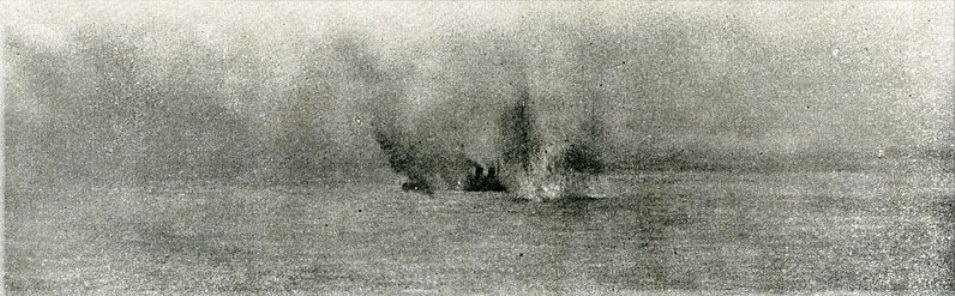
Le Gaulois sous le feu de l’artillerie turque. Dès le début de l’attaque tous les bâtiments alliés sont touchés et de nombreux incendies se déclarent.
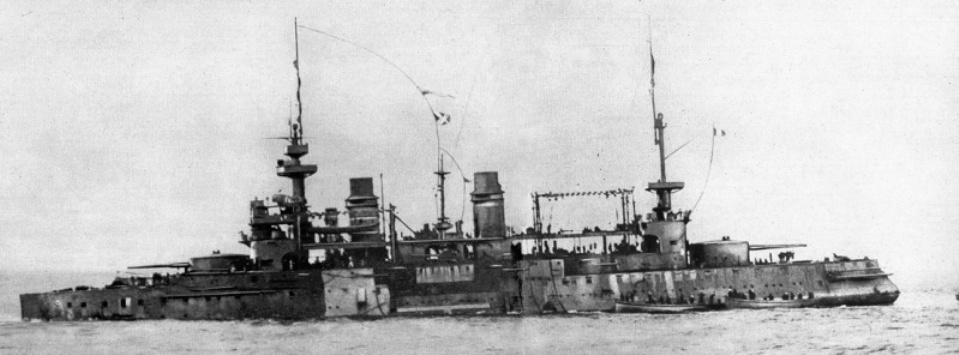
Le Gaulois s’enfonçant sur l’avant. Le cuirassé, gravement touché par l’artillerie sur la ligne de flottaison doit s’échouer pour ne pas sombrer.
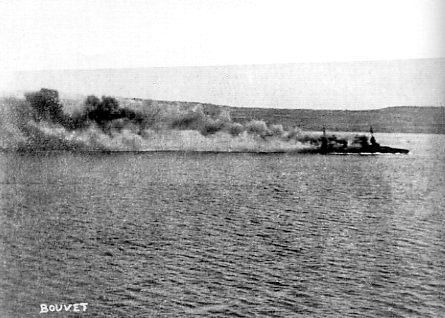
Le Bouvet, photographié depuis un bâtiment britannique, quelques instants après avoir heurté une mine lors de la manœuvre de retournement.
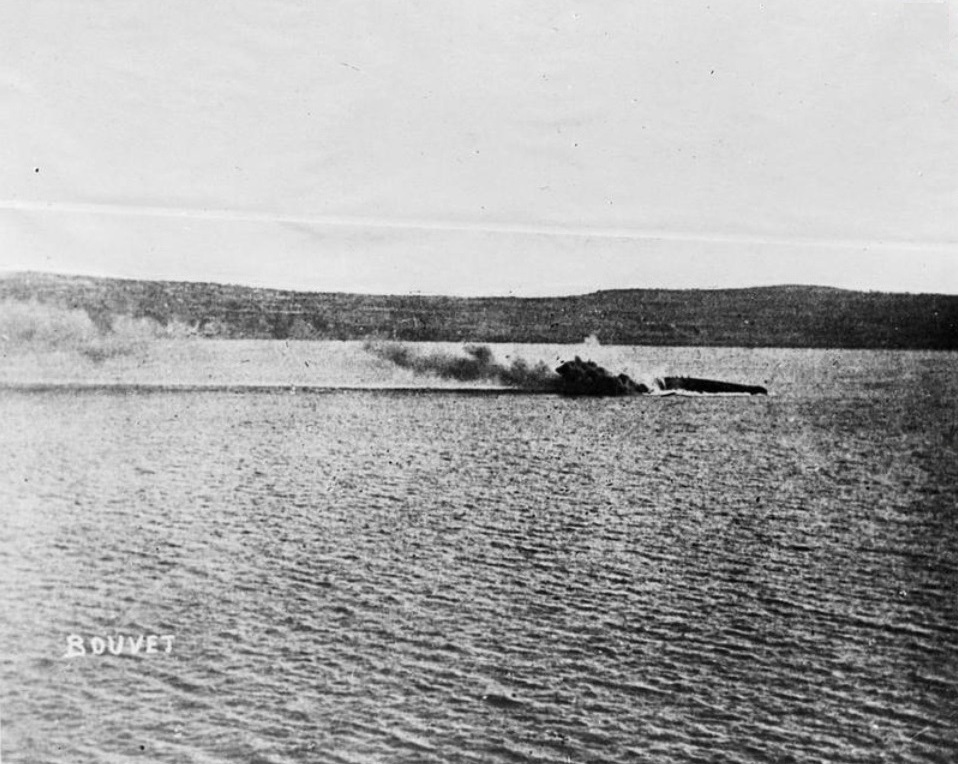
Le Bouvet chavire et sombre avec presque tout son équipage. Quelques dizaines de secondes séparent ce cliché du précédent.
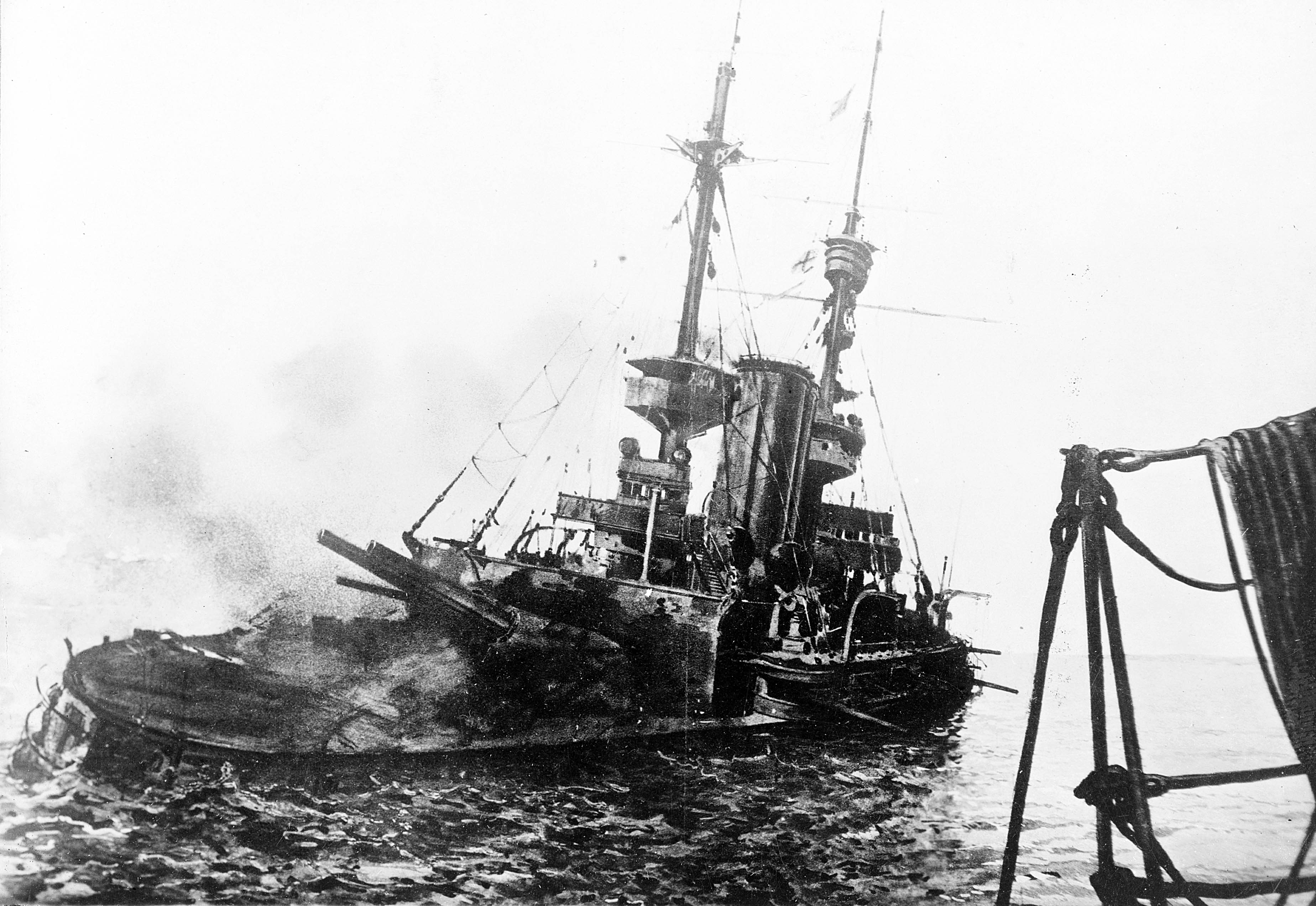
Le HMS Irresistible coule après avoir heurté une mine, tout comme le HMS Ocean venu lui porter secours. L'attaque alliée est un échec total.
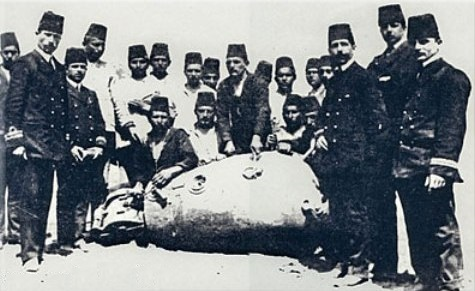
Des marins turcs autour d’une mine marine. Ces engins sont à l’origine de la perte des trois cuirassés alliés coulés lors de la bataille.

##### Le coûteux soutien naval au débarquement

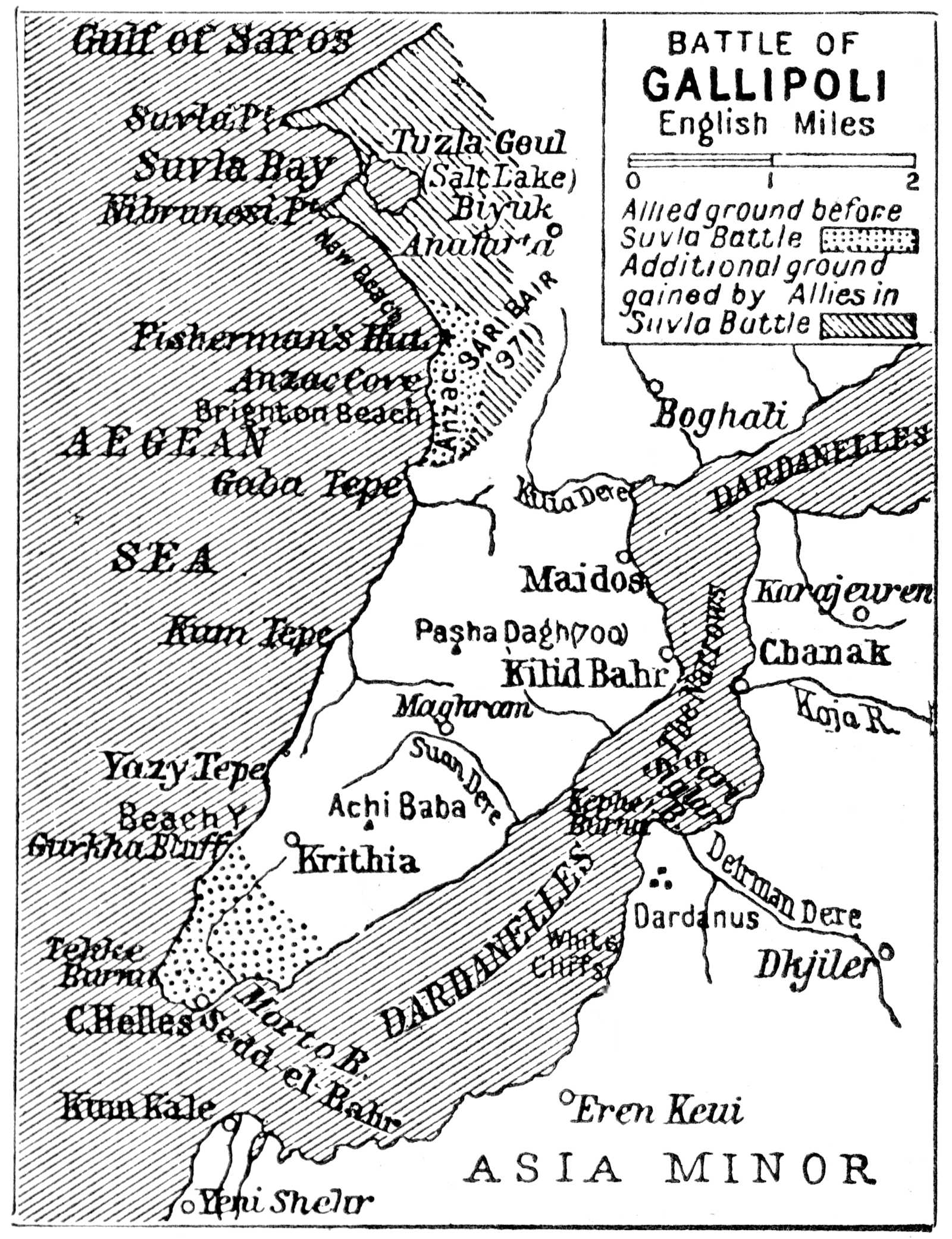
Les têtes de pont alliées à Gallipoli. Les Alliés débarquent le 25 avril au cap Helles et à Gaba Tépé puis le 6 août à la Suvla, mais ces offensives sont contenues par les Turcs.

Un débarquement ne s’improvise pas. Il faut rassembler des troupes, des bâtiments de transport, du ravitaillement, ce qui demande des semaines et laisse aux Turcs le temps de se renforcer. Le 25 avril, le corps expéditionnaire débarque au cap Helles, à l’extrême-sud de Gallipoli, et un peu plus au nord à Gaba Tépé avec l’appui-feu de toute l’escadre alliée. Il comporte 80 000 hommes, dont 17 000 Français, mais ne parvient pas à percer les défenses turques qui tiennent les plages et les collines. Le 28 avril, l’offensive, qui n’a progressé que d’un kilomètre, s’arrête. Le 6 août, un autre débarquement opéré à la pointe de La Suvla élargit la tête de pont de Gaba Tépé, mais celle-ci reste fragile car peu profonde. Comme sur le front français, la défensive montre sa supériorité sur l’offensive. Au lieu de déverrouiller les détroits turcs, les Alliés n’ont fait qu’exporter un mini-front en Orient, sur lesquels les effectifs fondent pour des gains territoriaux dérisoires. L’afflux de renforts alliés n’y change rien et n’a pour avantage que de lier sur les Détroits des troupes turques qui manquent face à l’offensive russe en Arménie. À terre, le haut commandement britannique (général Hamilton) étale sa médiocrité. Avec l’été, la chaleur, le manque d’eau, la prolifération extraordinaire des mouches et des rats, la dysenterie dont les soldats sont victimes, font de cette campagne un véritable enfer.
Les deux têtes de pont sont totalement dépendantes du ravitaillement venu de la mer et de l’appui-feu naval lors des diverses tentatives de percée. Depuis l’île de Lemnos où ils ont établi leur base arrière, les Alliés doivent pendant des mois gérer un flux permanent de cargos réquisitionnés et de barges diverses qui font des allez-retours entre le large et les plages, souvent à portée des canons turcs pour débarquer la nourriture, l’eau, le matériel, les munitions, relever les troupes et les blessés. Guépratte passe sur le cuirassé Jauréguiberry et, avec le cuirassé Henri IV et le croiseur Jeanne d'Arc envoyés pour relever les unités hors de combat, déploie beaucoup d’énergie lors des engagements du 27 mars et des 25 et 26 avril 1915 (bataille des cinq plages, débarquement de Seddul-Bahr et de Koum-Kaleh). En vain. Les Britanniques, impressionnés, le surnomment Fireeater (« Mangeur de feu »). Mais l'état-major français, inquiet devant les risques qu’il prend, préfère le relever de son commandement le mois suivant. De Robeck partage le même sort peu de temps après.
Pendant que sur terre l’expédition s’enlise, sur mer la lutte continue. Dès avant la tentative de passage en force du 18 mai, le commandement allié a engagé les sous-marins pour essayer de couper les communications turques en mer de Marmara. La remontée du détroit, cependant, est périlleuse à cause des forts courants, des mines et des obstructions. Les sous-marins français Saphir (janvier), Joule (mai), Mariotte (juillet), Turquoise (octobre) et 4 sous-marins britanniques se prennent dans les filets barrant le détroit et sont capturés ou détruits. Seuls les sous-marins britanniques de la classe E parviennent à effectuer des croisières prédatrices et à couler 2 cuirassés turcs (le Messoudieh et le Kheir ed-Din Barberousse), un torpilleur, 5 canonnières, 32 bâtiments à vapeur (120 000 t) et 88 voiliers. Ces succès ne compensent pas les lourdes pertes de la Royal Navy. Le 13 mai, le cuirassé Goliath est coulé à l’entrée du détroit par un torpilleur turc. Très inquiet pour la sécurité du super dreadnought Queen Elizabeth, le commandement britannique le retire immédiatement de la zone d’opération. Le 25 et le 27 mai, les vieux cuirassés Triumph et Majestic sont coulés par le sous-marin U 21 devant les têtes de pont respectives de La Suvla et de Gallipoli. Désormais, les grandes unités ne sont plus employées qu’avec parcimonie et l’appui de l’artillerie navale se raréfie au détriment des troupes à terre.

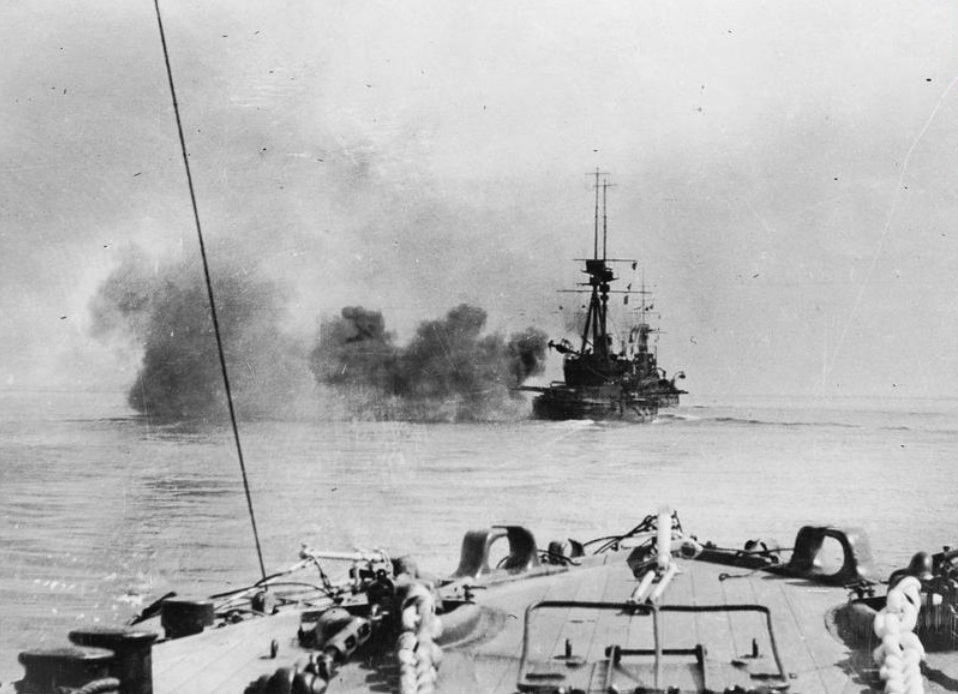
L’un des cuirassés français tirant sur les positions turques. L’appui-feu naval joue un rôle essentiel pour le soutien des débarquements.
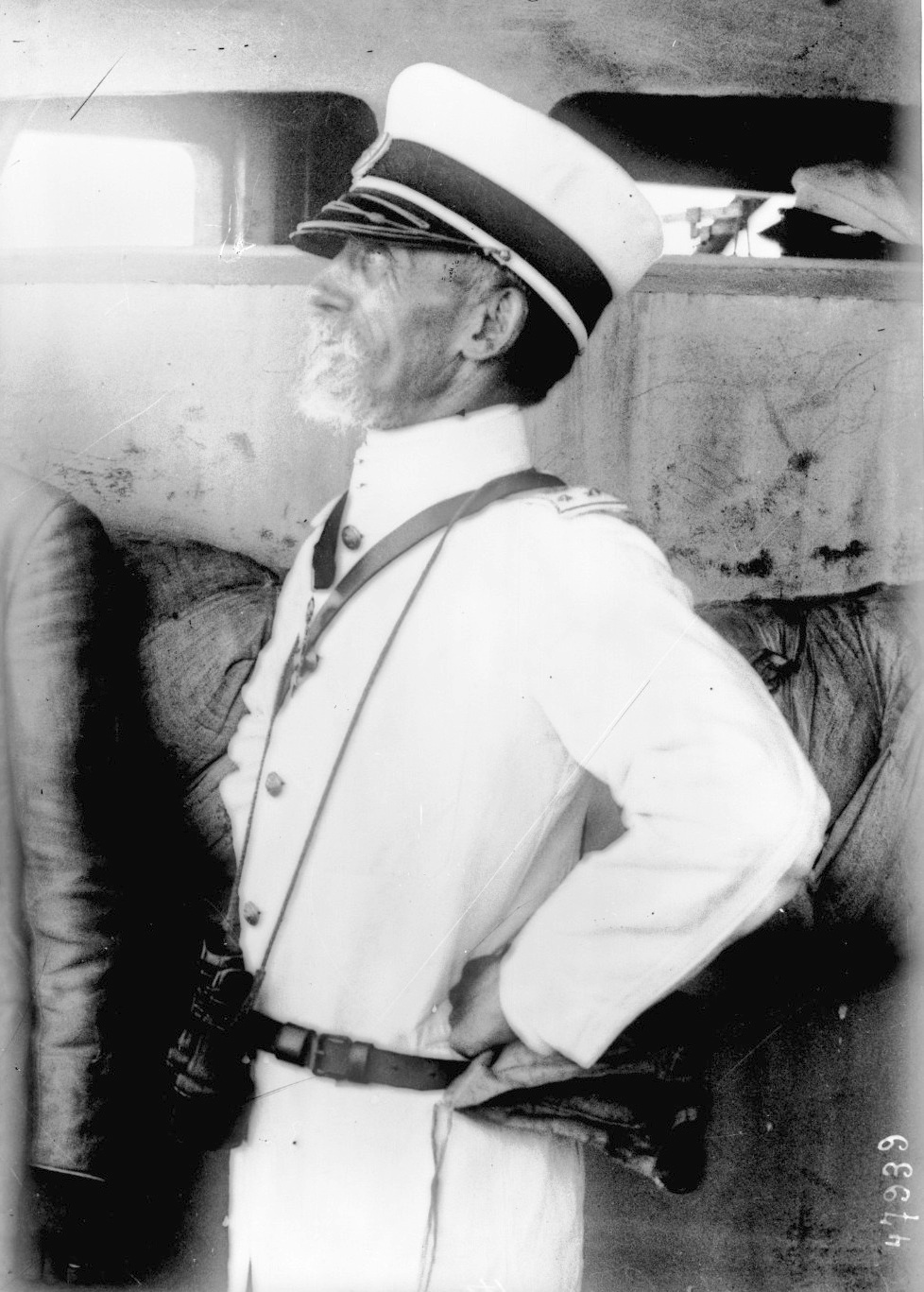
Le contre-amiral Guépratte participe activement au soutien naval, mais considéré comme imprudent, il est relevé de son commandement.
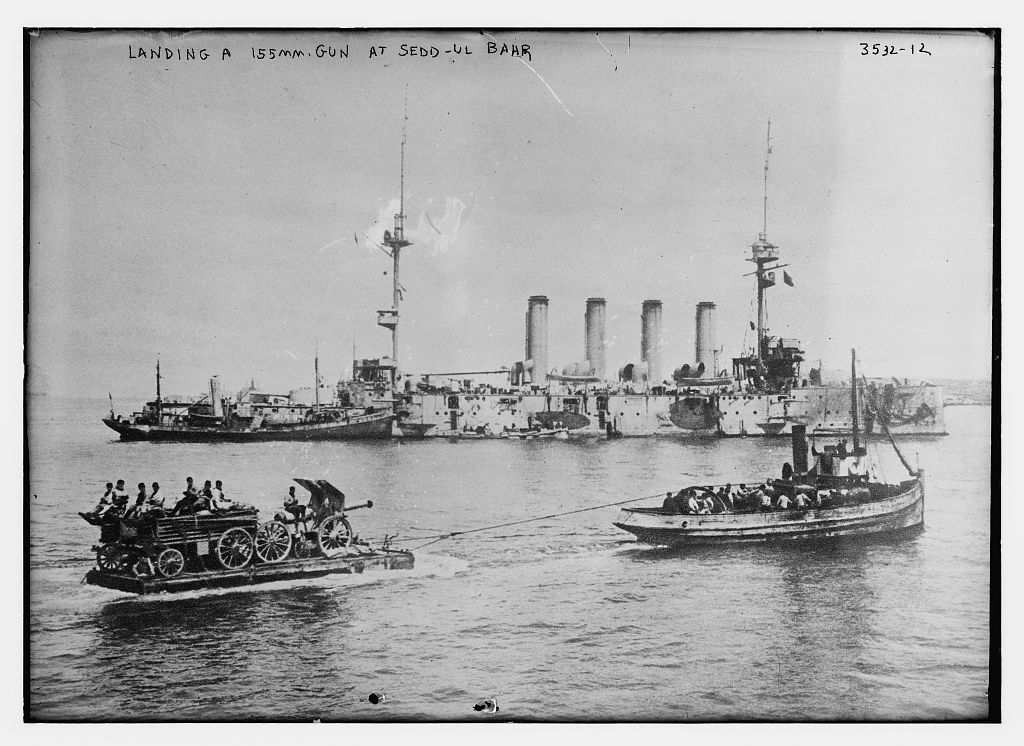
Artillerie française arrivant à Gallipoli. 80000 soldats alliés sont engagés dans les débarquements d'avril 1915, dont 17000 Français.
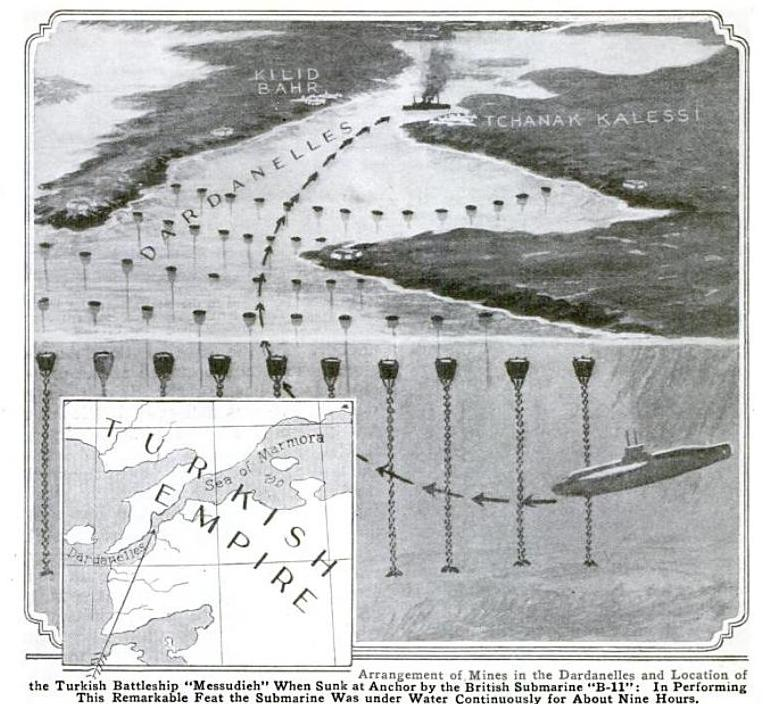
Un sous-marin britannique s’introduisant dans le détroit des Dardanelles au milieu des champs de mines et des obstacles divers.
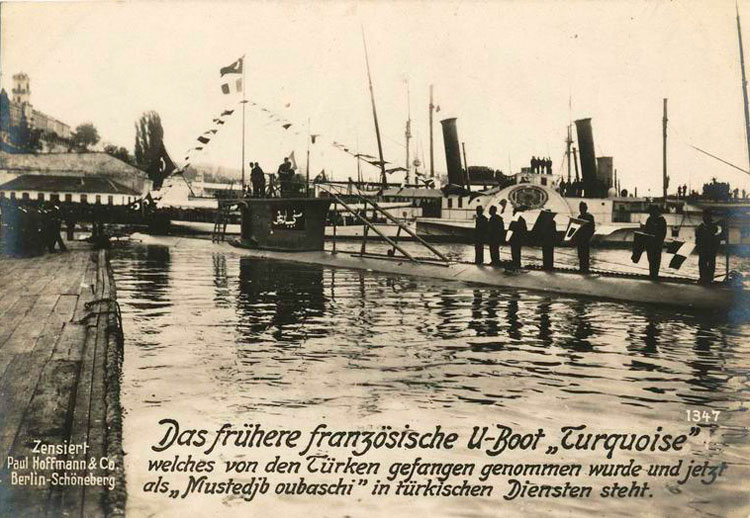
Le sous-marin français Turquoise après sa capture par les Turcs. Les Alliés perdent dix sous-marins dans les Dardanelles.
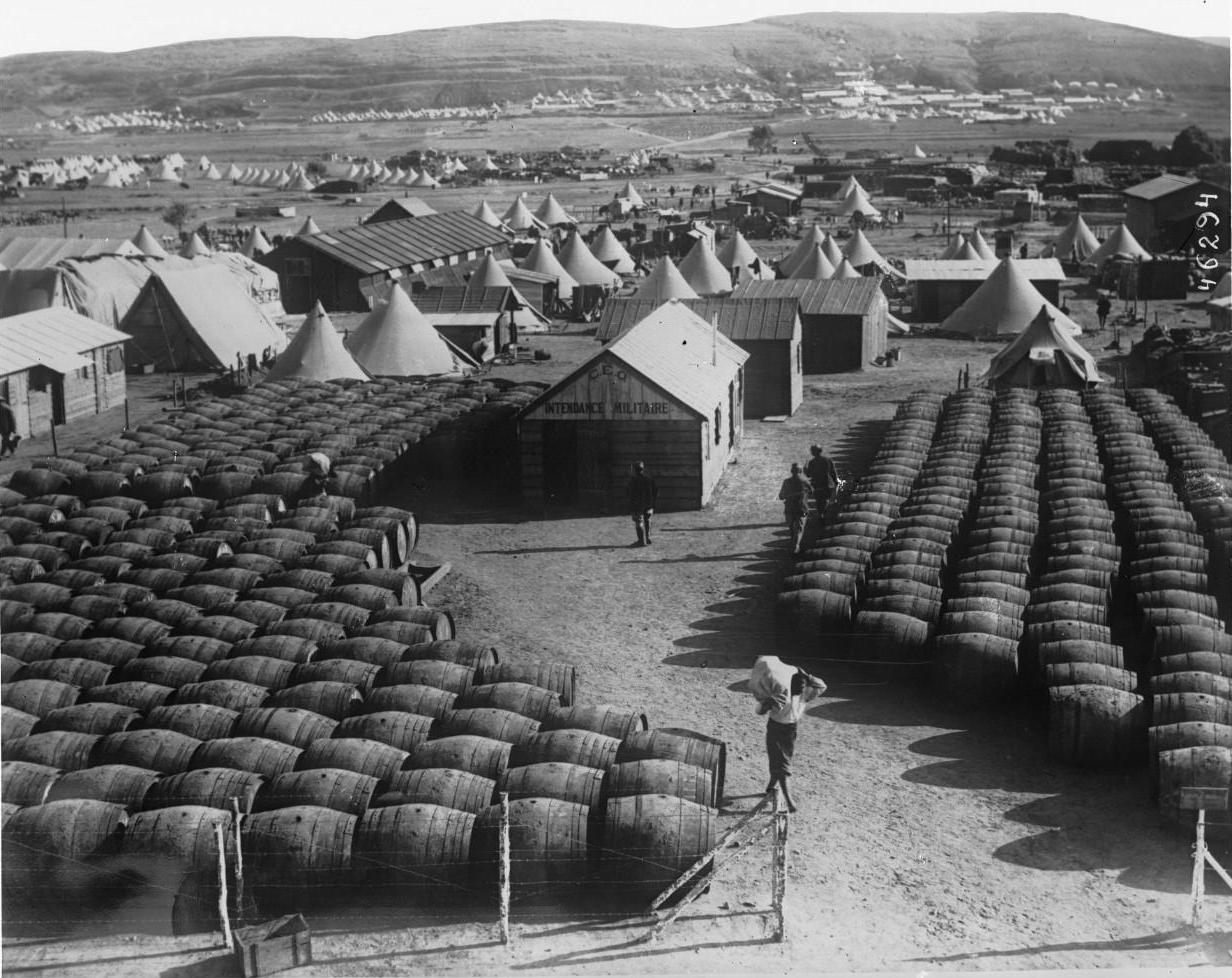
Poste de ravitaillement français. Les têtes de pont alliées sont totalement dépendantes de l’approvisionnement venu par la mer.
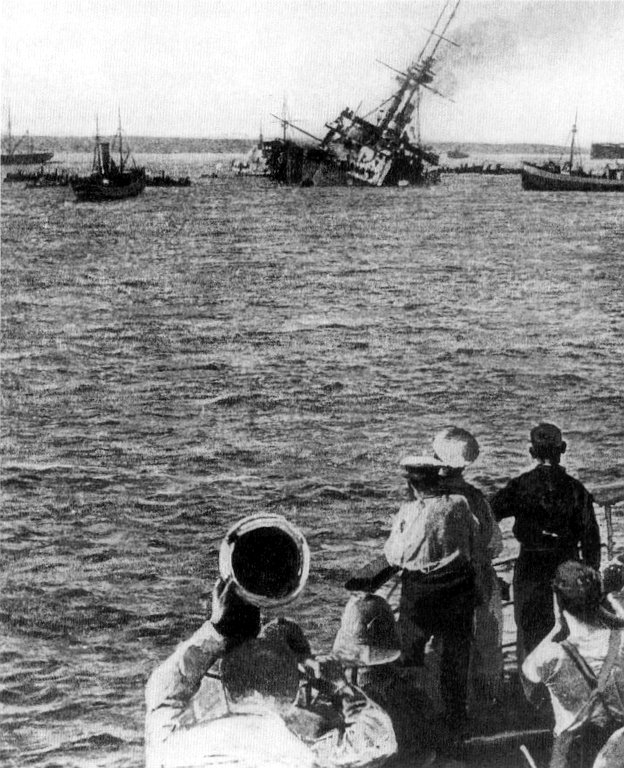
Le Majestic coulé par un sous-marin allemand. Les lourdes pertes en cuirassés réduisent peu à peu le soutien de l’artillerie navale.
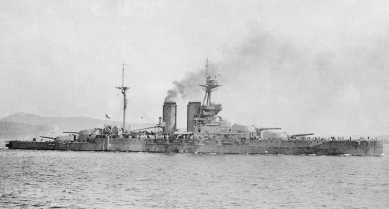
Le super dreadnought Queen Elizabeth est replié sur Lemnos pour être mis à l’abri de la menace des sous-marins et des torpilleurs.
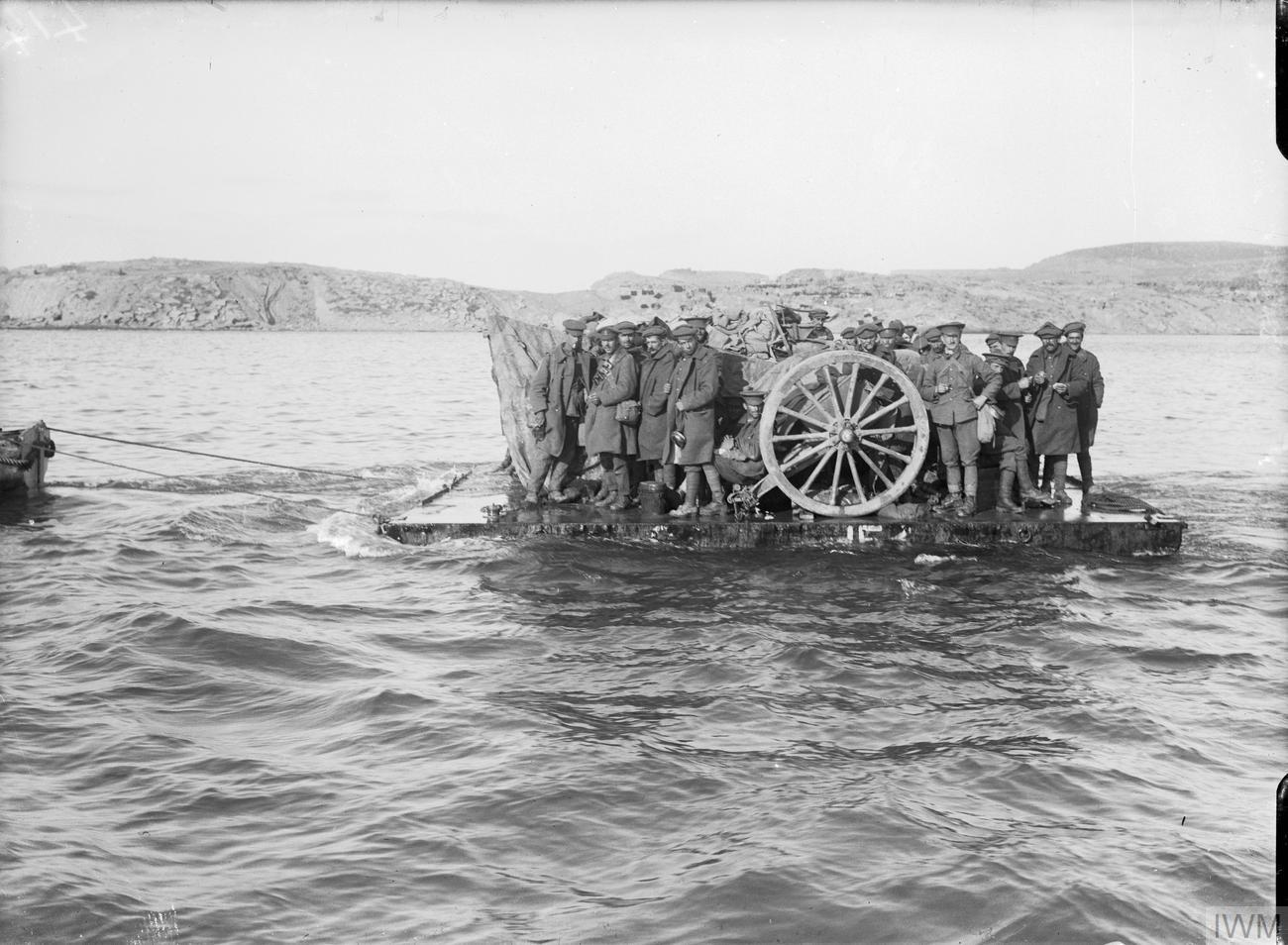
Une barge évacuant des troupes et du matériel. Le rembarquement allié, achevé en janvier 1916, est le seul succès de la campagne.

##### Les lourdes conséquences de la défaite alliée
À Londres, le fiasco de l’expédition provoque la démission spectaculaire de l’amiral Fischer (mai 1915) puis l’éviction de Churchill du gouvernement (novembre 1915), à peu près au même moment où est décidé le rembarquement. Celui-ci s’effectue en bon ordre du 10 décembre 1915 au 8-9 janvier 1916. C’est le seul succès de l’opération. Pendant les trois semaines de sa durée, le secret réussit à en être préservé ce qui permet d’évacuer 145 000 hommes, 15 000 chevaux, 500 canons et un important matériel sans que les Turcs s’en rendent compte. Les pertes navales totales s’élèvent à 6 cuirassés, un contre-torpilleur et 10 sous-marins. Sur près de 500 000 soldats engagés pendant huit mois et demi (dont 80 000 Français), 252 000 ont été tués, blessés ou évacués sanitaires. Les Turcs ont perdu 251 000 hommes.
La bataille des Dardanelles est la plus importante défaite alliée de la guerre. Pour les Franco-Britanniques, « leur perte de prestige en Orient est incommensurable » (Michelle Battesti). Dès octobre 1915, la Bulgarie rejoint les Puissances centrales, ce qui facilite les communications entre ceux-ci et la Turquie et provoque aussi l’effondrement de la Serbie, prise à revers. À la fin de l’année 1915, les Puissances centrales sont maîtres de la plus grande partie des Balkans (hormis la Roumanie et la Grèce). À plus long terme, c’est la Russie qui est poussée à l’écroulement, faute d’un réseau de communication suffisant, faute de matériel, de munitions voire de vivres. « On peut considérer l’échec des Dardanelles comme l’un des éléments majeurs de la chute du tsarisme et, par là, de l’instauration ultérieure du communisme de Lénine » (Jean Meyer, Martine Acerra). En Turquie, le retentissement de cette bataille est considérable. Le général vainqueur, Mustapha Kemal, en tire une gloire immense qui va lui permettre de prendre le pouvoir après la guerre et de fonder la Turquie moderne.

#### Les autres missions en Méditerranée

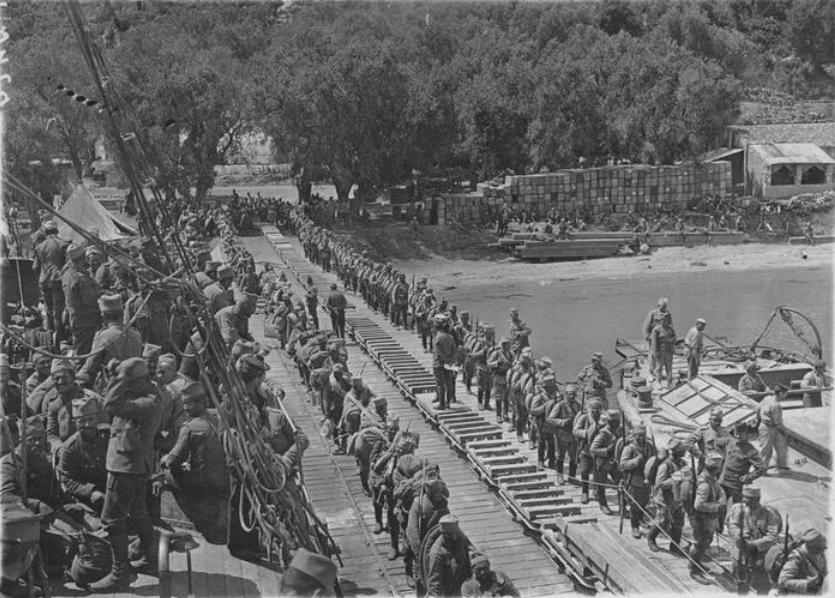
Soldats serbes embarquant sur des navires français à Corfou. Plus de 100000 hommes sont évacués de Serbie et transférés vers Salonique.

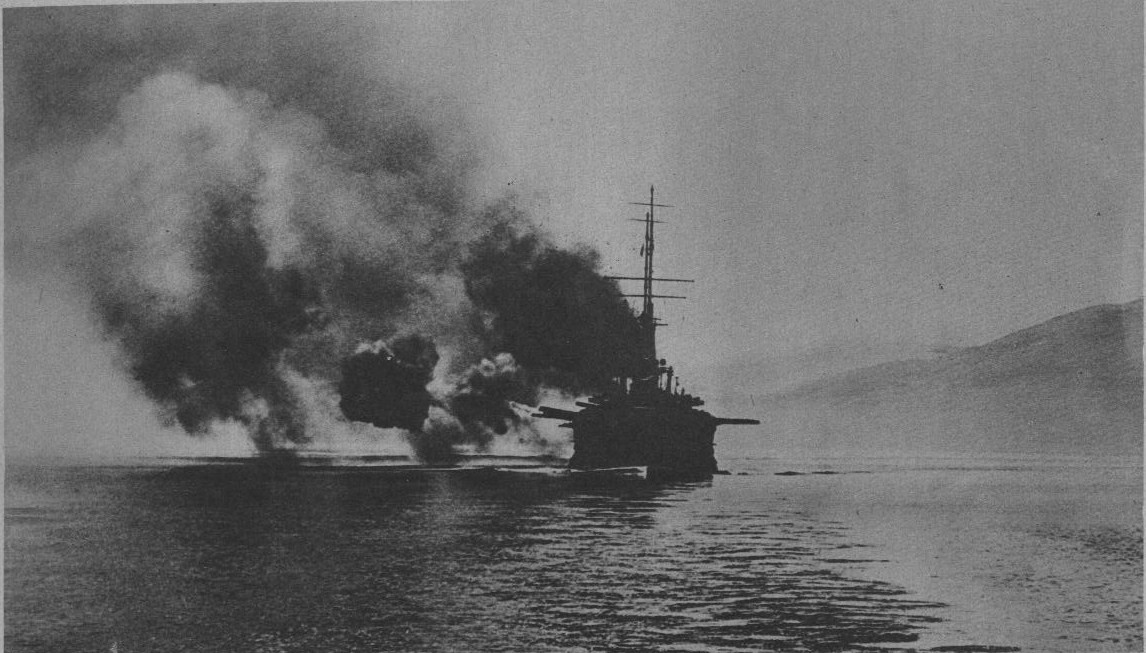
Le cuirassé bombardant Athènes. C'est sous la pression navale que la Grèce rejoint le camp allié.

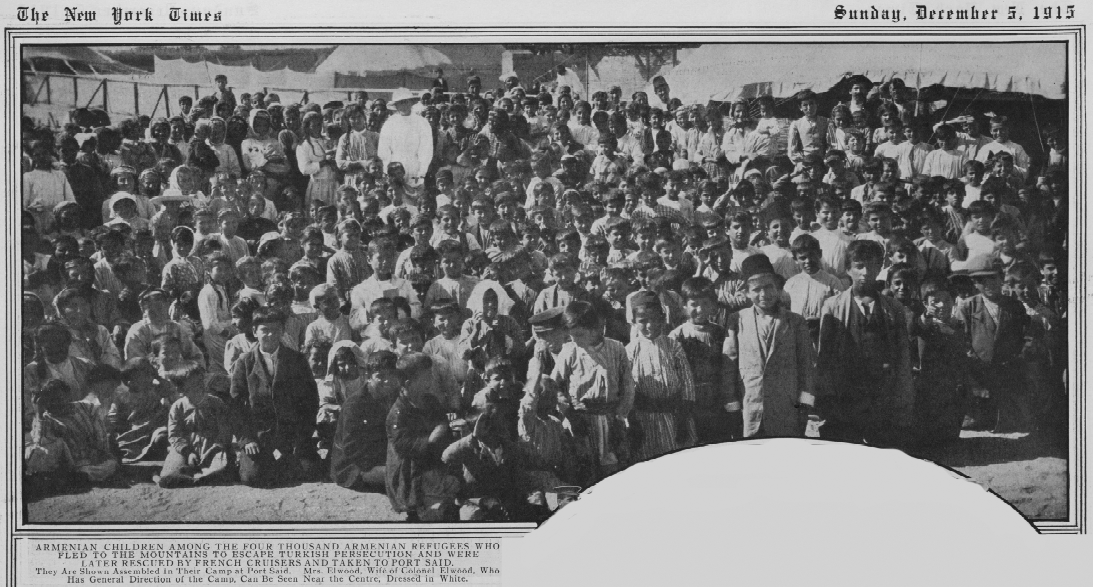
Réfugiés arméniens sauvés par la Marine française en 1915 à Musa Dagh et transférés à Port-Saïd.

L’échec de la campagne des Dardanelles ne met pas un terme aux opérations en mer Égée, bien au contraire. L’effondrement de la Serbie, en octobre 1915, oblige les Alliés à réagir. Pour essayer d’aider l’armée serbe, des forces franco-britanniques sont retirées du théâtre des Dardanelles et débarquées à Salonique, dans le nord de la Grèce. Elles s’avancent dans la vallée du Vadar, mais ne peuvent rejoindre l’armée serbe qui opère une difficile retraite vers l’Adriatique. Cet échec est compensé par la célérité des opérations navales menées pour sauver l’armée serbe acculée à la côte. De décembre 1915 à février 1916, celle-ci est évacuée par la flotte alliée depuis les ports de Durazzo, de Saint-Jean de Medua et de Valona. Cette opération considérable mobilise tous les navires disponibles dans la région, dont de nombreux cargos et paquebots réquisitionnés : 200 bâtiments italiens, 100 français, 90 britanniques. Elle permet de transporter près de 250 000 personnes, dont 140 000 militaires environ, avec 500 canons et le gouvernement serbe. Les civils sont pour la plupart dirigés vers Marseille, Bizerte, la Corse ou l’Italie.
Bien qu’engageant moins de navires que l’Italie au départ, la flotte française joue un rôle essentiel car c’est elle qui s’occupe de rassembler les restes de l’armée serbe. Pour ce faire, Paris porte son choix sur l’île de Corfou, proche du théâtre des opérations, et dont l’accès, entre le continent et la côte orientale de l’île peut être aisément défendu par des filets et des champs de mines. Sans trop d’égards pour la neutralité grecque déjà bousculée par le débarquement sur Salonique, un bataillon de chasseurs alpins met la main sur l’île le 11 janvier 1916. Dès le lendemain, arrivent les premiers transports français et italiens chargés de troupes qui s’installent dans des camps de toile construits à la hâte. Le 1er mars, la totalité du contingent serbe est rassemblé sur l’île. Reposées, soignées et rééquipées en quelques semaines par les Français (de mars à mai), ces troupes sont ensuite transférées par voie de mer à Salonique où elles viennent y grossir l’armée alliée.
Cette troupe, à dominante française, prend bientôt le nom d’armée d’Orient et va se renforcer peu à peu jusqu’à l’offensive décisive de septembre 1918 contre la Bulgarie. En attendant, il faut la ravitailler alors qu'elle stationne isolée, le dos à la mer, face à une armée bulgare plus nombreuse. Là encore, tout passe par le soutien logistique de la flotte. Le vice-amiral Dartige du Fournet, qui a pris le commandement depuis octobre 1915, déploie beaucoup d’efforts pour assurer la sécurité des convois qui font la noria entre Toulon et la mer Égée. Celle-ci passe sous contrôle anglo-français avec l’occupation des principales îles grecques. À Lemnos, occupée dès le 16 février 1915 pour servir de base arrière à l’attaque des Dardanelles, succède Mytilène, l’ancienne Lesbos de l’Antiquité, face au grand port turc de Smyrne. L’île devient une base intermédiaire des opérations entre l’Égypte et les Dardanelles puis Gallipoli et Salonique et permet également – par le biais des échanges discrètement préservés avec la communauté grecque du continent – d’entretenir un réseau de renseignement en Asie Mineure. D’autres îles, très proches du continent, reçoivent aussi des centres d’espionnage. À la mi-octobre 1915, le blocus des îles et des côtes est proclamé par les Anglo-Français qui bombardent immédiatement Dedeagatch. Les ressources minières (comme en Eubée par exemple) sont réquisitionnées au bénéfice direct de l’effort de guerre français. Bien que devenue un lac anglo-français, la navigation dans l’Égée reste dangereuse, comme en témoigne la perte du cuirassé Gaulois, torpillé au large de la Crète le 27 décembre 1916 par l’U-Boot 47.
La flotte joue aussi un rôle clé pour forcer la Grèce à rejoindre les Alliés. Officiellement neutre, celle-ci est en fait très divisée, entre autres parce que le roi Constantin Ier est favorable à l’Allemagne. Mais pour les Alliés, la position géographique de la Grèce, face à la Turquie et à la Bulgarie, impose absolument qu’elle passe dans leur camp ou reste au minimum neutre. Dartige du Fournet doit organiser des démonstrations de force devant Le Pirée pour intimider le gouvernement grec : en octobre 1915, en mai, puis en décembre 1916. Celle du 1er décembre 1916 tourne au combat de rue car Dartige du Fournet, trop confiant dans la parole du souverain grec, voit le débarquement des fusiliers marins alliés qu’il a ordonné (1 200 hommes) tomber dans une véritable embuscade à Athènes. En représailles, la ville subit un bombardement naval. Cette affaire coûte son commandement à Dartige du Fournet (et provoque une crise ministérielle à Londres et à Paris). Il n’en reste pas moins que l’objectif est atteint : au prix d’un sévère blocus puis d’un débarquement français au Pirée en juin 1917, Constantin abdique et la Grèce entre dans la guerre aux côtés des Alliés.
La Marine ne se déploie pas que dans la mer Égée. Fait peu connu, elle maintient pendant toute la durée du conflit une pression permanente le long des côtes turques. Celles-ci, à l’époque, vont jusqu’aux portes de l’Égypte. Le 2 et 3 février 1915, l’armée turque attaque le canal de Suez défendu par une armée britannique et plusieurs bâtiments de guerre alliés. Le cuirassé garde-côte Requin et le croiseur D'Entrecasteaux, engagés dans le canal sur l’axe principal de l’offensive turque jouent un rôle essentiel pour la stopper. Entre Ismaïlia et le Grand Lac Amer, leurs canons broient l’artillerie puis l’infanterie de Djemal Pacha qui est forcé de se retirer. En mars, une deuxième attaque contre le canal est à nouveau contrée par les vaisseaux français. Cette « victoire défensive trop sous-estimée » sauve le canal de Suez (Jean Meyer, Martine Acerra). La Marine y engage aussi ses hydravions. Employés dès l’hiver 1914-1915, ils accomplissent d’audacieuses missions au-dessus du Sinaï et de la Syrie du Sud. En mer Rouge, les bâtiments présents (D'Entrecasteaux, Pothuau…) contribuent, aux côtés de la Royal Navy, à l’escorte des convois qui arrivent d’Asie.
Sur les côtes syriennes et palestiniennes, la Marine tente systématiquement des opérations de surveillance, de bombardement, de harcèlement, à Alexandrette, à Jaffa, à Beyrouth, en s’appuyant sur de petits îlots comme celui de Rouad (occupé en septembre 1915). En 1917, elle soutient par ses bombardements la progression des forces britanniques le long des côtes. C’est lors d’une ces patrouilles côtières qu’elle monte une de ses premières missions humanitaires : le sauvetage, en septembre 1915 au Musa Dagh, de plus de 4 000 Arméniens qui résistent au génocide entrepris par les Turcs. Pendant que les canons de marine tiennent les troupes ottomanes en respect, les réfugiés sont hissés sur les cuirassés et croiseurs de la 3e escadre de l’armée navale et débarqués à Port-Saïd par le contre-amiral Darrieus. Elle doit lutter aussi, sur les côtes syriennes contre la contrebande de guerre.

### La guerre de 1916 à 1918

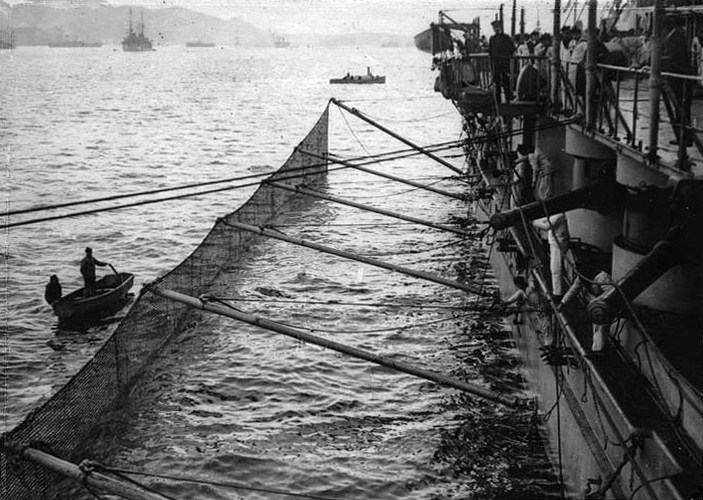
Le Provence derrière un filet anti-torpille en 1917. Les cuirassés sont progressivement relégués au fond des ports à partir de 1916 à cause de la menace sous-marine et ne prennent presque plus la mer.

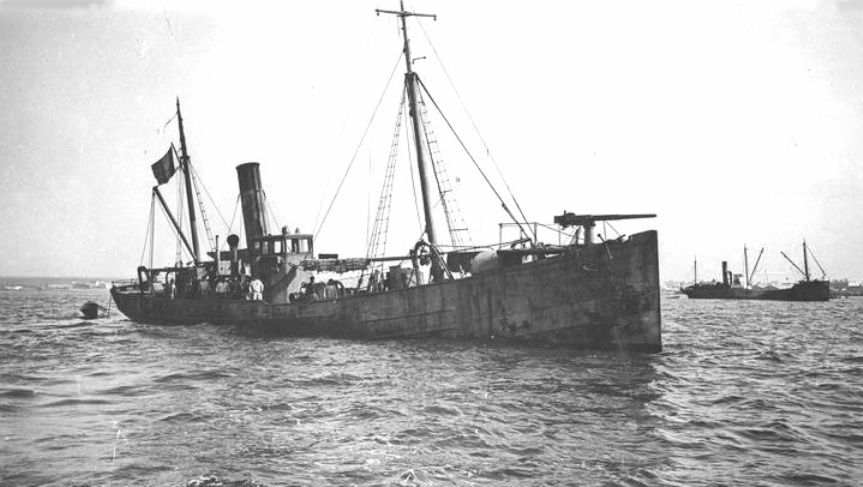
Un chalutier armé en 1916. Au fil du conflit, la Marine déploie des centaines de petites unités pour faire la chasse aux sous-marins.

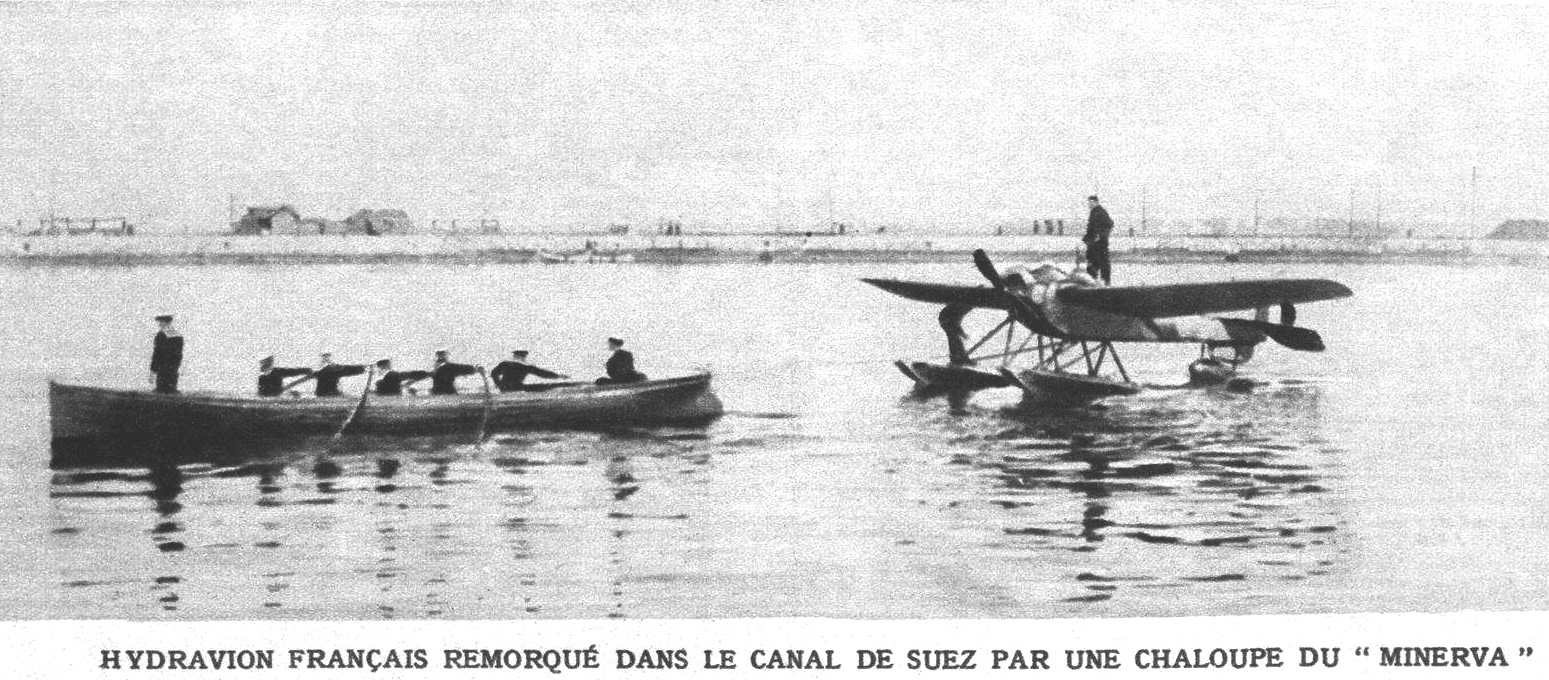
Hydravion français engagé dans la défense du canal de Suez en 1915. L'aéronautique navale connait un développement exponentiel pour faire face à la menace sous-marine. En 1918, la Marine aligne 1900 appareils.

#### L'évolution des moyens face à la menace sous-marine
La « grande explication » (Philippe Masson) entre cuirassés tant attendue par les états-majors et les opinions intervient le 31 mai 1916 au large du Jutland. Les pertes sont lourdes (23 navires britanniques et 11 allemands coulés), mais l’engagement reste indécis. Au soir du combat, la Hochseeflotte et la Grand Fleet regagnent leur mouillage. La bataille navale « décisive » ayant avorté, la guerre sur mer reprend sa forme initiale : l’usure par le blocus. Jusqu’à la fin du conflit, les cuirassés de tous les belligérants ne vont plus servir à grand-chose. Deux causes à cela : du côté allemand (comme austro-hongrois), la disproportion des forces par rapport aux escadres alliées (britanniques surtout) ne permet plus de risquer un grand affrontement. Du côté allié, le développement de la menace sous-marine allemande au fur et à mesure que le conflit avance et qui rend de plus en plus aléatoire l'usage des grosses unités. À partir de 1916, les grandes escadres sont réduites au minimum et ne s’aventurent plus en mer qu’en effectuant des zigzags ou à l’abri d’écrans de destroyers. De plus en plus souvent, les gros navires se terrent dans les rades protégées de Bizerte, de Malte, de Moudros, de Toulon.
L’évolution est la même pour la Royal Navy, mais la prise de conscience est plus tardive dans la Marine française qui perd encore plusieurs cuirassés sortis sans escorte, comme le Suffren torpillé au large du Portugal le 26 novembre 1916 alors qu’il marchait à petite vitesse vers Lorient pour réparer ses avaries subies aux Dardanelles (il n’y a aucun survivant). Un mois plus tard, c’est le Gaulois — un rescapé des Dardanelles lui aussi, mais qui sort de réparation à Toulon — qui est envoyé par le fond au large de la Crète alors qu’il patrouille entre Corfou et Salonique (27 décembre). Le 19 mars 1917, c’est au tour du Danton, d’être coulé au large de la Sardaigne alors qu’il marche vers Corfou (les deux-tiers de ses marins sont sauvés cependant). Les pertes en croiseurs par torpillage sont importantes aussi et s’étirent jusqu’à la fin du conflit (le Dupetit-Thouars, dernier croiseur victime des U-Boote est envoyé par le fond dans l’Atlantique le 7 août 1918).
Malgré ces pertes tardives (ce sont surtout des navires anciens), les grands bâtiments terminent la guerre calfeutrés au fond des rades derrière des barricades de mines, de filets d’aciers, d’estacades (surtout si ce sont des navires récents, pour lesquels il n’y a plus aucun prise de risque). Cette relégation n’est pas sans conséquences : se morfondre dans les ports mine l’esprit et le moral des équipages condamnés aux longues corvées quotidiennes, sans possibilité de promotion ou de distraction. Facteur aggravant, les équipages s’étiolent car de plus en plus d’hommes (et souvent les meilleurs) sont prélevés pour servir dans les unités plus petites qui font la chasse aux sous-marins ou escortent les convois. Cette dégradation des conditions de vie et du moral va trouver sa conclusion dans les mutineries de 1919 (la Marine allemande, victime du même phénomène, connait des troubles graves dès 1917). « On ne gagne pas les batailles au port » (Jean Meyer, Martine Acerra).
Les mises en chantier portent aussi témoignage de la mise à l’écart des cuirassés. Dans un premier temps, le ministère fait achever la deuxième tranche de Dreadnought mise sur cale en 1912 (la classe Bretagne). Ainsi sont admis au service en 1915-1916 le Provence, le Bretagne et le Lorraine. Pour rien. La troisième tranche (la classe Normandie), dont la construction a débuté en 1913-1914 et qui compte cinq unités, est interrompue alors que les coques et les superstructures sont déjà bien avancées et sera presque entièrement démantelée après la guerre. Dans un deuxième temps, la priorité est donnée aux unités chargées de faire la guerre aux sous-marins, en grande partie sous l’impulsion de l’amiral Lacaze, ministre de la Marine d’octobre 1915 à août 1917. Les arsenaux tournant quasi exclusivement pour l’armée de terre, il faut commander 170 navires à l’étranger pour satisfaire les besoins immédiats : 9 sloops et vedettes au Royaume-Uni, 12 contre-torpilleurs au Japon, 50 chalutiers et plus de 100 chasseurs aux États-Unis. À la fin de la guerre, la flotte dispose, pour la seule lutte contre les sous-marins, de 1 191 navires de tout type. Lacaze fait armer les bâtiments de commerce malgré l’opposition des Américains et crée la Direction générale de la guerre sous-marine en 1917. Les avancées sont aussi techniques : à partir de 1917, les scientifiques mettent au point le Walser, premier appareil de détection sonore des sous-marins en plongée.
À cela s’ajoute le développement d’une gigantesque aéronavale. La Marine ne part pas de rien, puisqu’en 1914 elle dispose déjà d’une Base d'aéronautique navale de Fréjus-Saint Raphaël avec des dirigeables pour surveiller les côtes et un peu moins d’une trentaine d’avions et d’hydravions. Cette petite force est engagée dès l’hiver 1914-1915 dans la défense du canal de Suez et sur le Sinaï où elle rend les plus grands services (voir partie précédente). À la fin de 1915, des appareils quittent la région bordelaise pour rejoindre les troupes belges du Congo et mener, avec succès, la guerre contre l’escadre allemande du lac Tanganyika. C’est la menace sous-marine qui fait véritablement monter en puissance l’aéronavale à partir de 1916. Elle aligne 1 200 appareils en 1917 et 1 900 en 1918, servie par 8 000 hommes, dont 700 pilotes répartis sur 36 bases. Nombre de ces appareils sont des hydravions, mais l’aéronavale dispose aussi d’avions à long rayon d’action et participe au soutien des troupes terrestres dans les régions côtières. S’y ajoute 37 dirigeables et plus de 200 ballons captifs. Cuirassés laissés de côté, développement d’une grande flotte d’escorteurs et de chasseurs de sous-marins, aéronavale en croissance exponentielle : « à la fin de la guerre, c’était une autre marine française que celle de 1914 » (Jean Meyer, Martine Acerra)

#### Le bilan de la guerre
Les forces sous-marines ont un rôle négligeable et se concentrent en Méditerranée. Elles voient 59 sous-marins conduire 1 300 sorties de guerre et perdre 14 submersibles dont 12 en Méditerranée.
Pour la Marine nationale, les pertes matérielles de ce premier conflit mondial sont de 4 cuirassés, 4 croiseurs cuirassés, 1 croiseur protégé, 16 destroyers, 5 torpilleurs côtiers, 14 sous-marins et 108 navires auxiliaires dont 7 croiseurs auxiliaire soit 111 745 tonnes Washington de navires de guerre. Une source de 1919 donne un total de 115 navires coulés par faits de guerre, dont 46 chalutiers (patrouilleurs ou dragueurs de mines) et 25 navires affrétés comme transports et ravitailleurs. 56 torpillés par des sous-marins, 42 coulés par des mines, 16 dans des attaques au canon, un sous-marin dans une attaque aérienne. 50 navires ont coulé par accident dont 26 chalutiers. 2 sous-marins ont été capturés par l'ennemi.
Les pertes humaines sont de 11 500 officiers et marins, dont 3 000 marins lors des combats terrestres. Elle décide la condamnation massive de navires de guerre âgés et fatigués par les missions les plus diverses : 219 unités détruites en 1919 et 102 unités en 1920.
Au début des années 1920, un croiseur austro-hongrois (SMS Novara) et quatre croiseurs légers allemands (SMS Kolberg, SMS Stralsund, SMS Regensburg, SMS Königsberg) ont été livrés au titre des dommages de guerre, ils servirent entre 1920 et 1932, tandis que 46 U-Boots de la marine impériale allemande furent également livrés, la plupart de ces derniers furent envoyés à la ferraille entre 1922 et 1923, après la signature du Traité de Washington sur la réduction des armements navals.

## L'Entre-Deux-Guerres
| Budget de la défense par armée | 1926-1936 | 1937 | 1938 | 1939 |
| ------------------------------ | --------- | ---- | ---- | ---- |
| Armée de Terre                 | 31 %      | 40 % | 43 % | 32 % |
| Armée de l'Air                 | 27 %      | 32 % | 33 % | 51 % |
| Marine Nationale               | 42 %      | 28 % | 24 % | 17 % |

Dans l'entre-deux-guerres, la marine renouvela sa flotte et créa l'École de maistrance en 1923. Durant l'immédiate après-guerre, cependant, des voix se font entendre pour déplorer l'abandon de tous les programmes de construction navale. En 1921, un commentateur comme René La Bruyère souligne qu'aucun navire de ligne n'a été lancé depuis 1914 — la construction des cuirassés de type Normandie ayant notamment été abandonnée. La Bruyère accuse les arsenaux d'engloutir, pour des raisons indépendantes de l'intérêt militaire, une part trop considérable du budget alloué à la marine, et s'alarme de ne pas voir la France suivre l'exemple des puissances européennes, notamment l'Italie, qui pour leur part n'ont pas cessé de construire des bâtiments de surface et sous-marins. Lors de l'exposé présenté le 17 février 1930 du traité naval de Londres, la France déclare au 1er janvier 1930 un tonnage total en service, en construction ou autorisés de 670 860 tonnes anglaises (4e rang mondial), et un effectif en 1929 de 4 110 officiers et 57 500 hommes, aviation navale et défense côtière comprise.
| Types d'unités                                     | Nombre | Tonnage (tonnes anglaise) |
| -------------------------------------------------- | ------ | ------------------------- |
| Bâtiments de lignes                                |        |                           |
| a) Soumis aux règles de remplacement de Washington | 6      | 133 136                   |
| b) non soumis à ces règles                         | 3      | 55 791                    |
| Porte-avions                                       | 1      | 22 146                    |
| Croiseurs                                          |        |                           |
| a) de 1re classe armés d'un calibre > 155 mm       | 13     | 201 490                   |
| b) de 2e classe armées d'un calibre < 155 mm       | 11     | 64 527                    |
| Contre-torpilleurs                                 | 31     | 73 603                    |
| Torpilleurs                                        | 64     | 64 175                    |
| Sous-marins                                        | 110    | 97 875                    |
| Bâtiments spéciaux                                 | 21     | 28 644                    |
| Total                                              |        | 670 860                   |

Durant la guerre du Rif, ses navires soutinrent les troupes françaises et espagnoles en participant notamment au débarquement de Al Hoceima en 1925 et des unités de l'aéronavale participent aux bombardements.
Malgré la crise de 1929, le budget officiel de la marine de guerre est passé de 2,66 milliards de francs en 1929 à 3,22 milliards en 1932, ce qui, même en déflatant, fait une augmentation en francs constants de 35,3 %. Son budget en 1930 de 2,618 millions de francs représente 5,3 % du budget national (en dessous des 3 autres principales marines à ce niveau et inférieur au budget de 1914, seule cas dans ce cas des 5 participants de la conférence de Londres).
Jusqu’en 1936, elle est dotée du plus gros budget de défense des trois armées. L’Exposition universelle de 1931 a exalté la puissance coloniale de la France, alors à son apogée, et la marine joue un rôle essentiel dans la relation entre la France et son empire. En 1933, les bâtiments de combat sont 3 cuirassés de la classe Bretagne, le porte-avions Béarn, le transport d'hydravions Commandant Teste, 7 croiseurs lourds, 3 croiseurs légers, 1 croiseur école, le croiseur mouilleur de mines Pluton, 24 contre-torpilleurs, 26 torpilleurs, 62 sous-marins, 6 avisos coloniaux déplaçant au total 367 054 tonnes.
Durant la guerre d'Espagne, la marine met en place le dispositif spécial en Méditerranée, dispositif mis en place afin d’assurer la protection des navires de commerce neutres à la suite de l'« arrangement de Nyon » (Conférence qui s'est tenue du 9 au 14 septembre 1937 entre les grandes nations pour trouver les moyens d'assurer la sécurité du trafic commercial dans la zone),.
Le tonnage annuel moyen mis en chantier, calculé sur dix ans entre le 1er juin 1928 et le 1er juin 1938, se monte à 38 000 tonnes. Du 1er juin 1938 au 1er juin 1939, c'est à 162 000 tonnes qu'elle s'est élevé, quasiment aux limites des capacités des chantiers navals.

## La Seconde Guerre mondiale

### État des lieux à l'entrée en guerre
En 1939, la Marine nationale est la quatrième mondiale et l'une des plus belles de son histoire. La flotte en service rassemble 176 bâtiments de combat pour un tonnage global de 554 442 tonnes, avec 2 croiseurs de bataille, 5 cuirassés (un sixième en achèvement et un septième en construction), 1 porte-avions, 1 transport d'hydravions, 19 croiseurs, 32 contre-torpilleurs, 26 torpilleurs et 78 sous-marins. Il faut ajouter les 53 petits bâtiments de combats (avisos coloniaux et avisos dragueurs de mines, chasseurs de sous-marins, canonnières fluviales…) et auxiliaires (pétroliers et ravitailleurs, mouilleurs de mines et de filets, dépanneurs d'aviation…) représentant environ 240 000 tonnes. Avec la mobilisation, le personnel de la marine passe de 82 500 hommes dont 16 500 officiers de marine à 160 000 hommes. La majeure partie de la flotte a été mise en service à partir de 1926, les plus anciens ne sont donc en service que depuis 13 ans à l'exception des 5 cuirassés (dont 3 modernisés en 1935-1936), d'avisos et de quelques bâtiments auxiliaires survivants de la Première Guerre mondiale.
D'abord conçue pour s'opposer à la marine italienne en Méditerranée, la flotte française est ainsi relativement homogène et moderne. Un grand programme de construction est en cours, le but étant de pouvoir combattre à la fois les Allemands qui reconstruisent leur Kriegsmarine et les Italiens accroissant la Regia Marina. le renouvellement des unités les plus anciennes est lancé. La construction de 64 bâtiments de combat est en cours ou autorisée en 1939, totalisant 271 495 tonnes, plus 86 petits bâtiments de combat et auxiliaires (90 000 tonnes). Le but étant de porter le tonnage global à 740 000 t au 1er janvier 1943.
Sous l'autorité de l'amiral de la flotte François Darlan, le commandement est bien organisé. L'entraînement est poussé et le moral du personnel est élevé. Le matériel est généralement au point mais les plus récents souffrent encore de défauts de jeunesse. Les ingénieurs ont réalisé de beaux matériels (on dirait maintenant « sophistiqués ») mais souvent fragiles et très complexes pour un entretien facile en temps de guerre.
L'industrie nationale peine à suivre la demande et la standardisation est rare (des sous-marins d'une même série ont, par exemple, des moteurs diesel différents…). L'aéronautique navale reste une composante secondaire et l'évolution du parc aérien est lente. Le seul porte-avions en service, le Béarn, ancien, est jugé trop lent et incapable d'accompagner une escadre. Dès le début de la guerre, il est relégué à l'entraînement et au transport. Deux porte-avions (le Joffre et le Painlevé) ont été commandés en 1938, mais un seul est en construction en 1939 et il ne sera jamais lancé. L'aéronavale dispose de 754 appareils (53 types différents, avions, hydravions ou autogyres) au début du conflit, mais les appareils modernes sont peu nombreux. La défense rapprochée contre-avions reste victime des carences administratives et industrielles qui ont retardé la mise en service de matériels performants et le prototype d'un canon double de 37 mm automatique contre-avions, en retard de plusieurs années ne sera embarqué, pour essai, que début 1940. La DCA lourde des grands bâtiments est valable mais la mise au point des derniers matériels s'avère complexe.
La détection électromagnétique (le futur radar) est au stade expérimental.
La Marine nationale décide de l'implantantation de barrage David, des radars bistatiques, à Cherbourg, Brest, Toulon et Bizerte. Les performances de ces équipements sont toutefois limitées et elle s'engage résolument dans la voie des radars à impulsions. Un « télémètre décimétrique » de la SFR est essayé à Brest en août 1939, mais l'expérimentation n'est pas poursuivie, faute de magnétron assez puissant. Six modèles sont créés entre juin 1939 à mai 1940 et fonctionnent sur des longueurs d'onde variant de 2 m à 6,6 m. La marine installe des radars métriques à impulsions à Toulon et Bizerte et l'armée de l'air lui emboîte le pas. Le modèle le plus puissant est installé en février 1940 par les laboratoires LMT sur un promontoire de l’île de Port-Cros, à 200 m d'altitude et au large de Toulon, des avions sont détectés à 130 km.
Les Britanniques fournissent à la France des asdics (premier sonar), appareils servant à la détection sous-marine qui a été négligée par l'état-major français.

Au lendemain des premières opérations, Darlan en arrive à une conclusion dépourvue de toute ambiguïté pour les futures constructions : 

« Il faut faire plus robuste, plus marin, mieux défendu à l'avant : éviter des bateaux qui sont sur le nez en surcharge de combustible, les formes qui font piquer du nez quand la vitesse augmente, ne pas compliquer inutilement le matériel, ne plus chercher des records de vitesse, donner davantage de rayon d'action en tenue de guerre. »

### La Drôle de guerre et la bataille de France
La France entre en guerre contre l'Allemagne le 3 septembre 1939. La coopération avec la marine britannique est bonne : des bâtiments sont détachés, par roulement, à Dakar pour le recherche des corsaires allemands de surface (en particulier le cuirassé de poche Graf Spee). Les bâtiments légers (contre-torpilleurs, torpilleurs, avisos, chalutiers armés…) assurent l'escorte de nombreux convois, notamment entre les ports de la côte Atlantique, Casablanca et Dakar. De nombreux bâtiments normalement basés en Méditerranée renforcent l'escadre de l'Atlantique dont la Force de Raid qui ressemble nos plus modernes bâtiments. Les attaques sur des sous-marins ou supposés tels sont fréquentes, mais, malgré l'attribution de victoires souvent mentionnées dans la presse, aucun sous-marin allemand n'est coulé par les forces françaises à cette époque.
Les Alliés et les Allemands s'affrontent durant la campagne de Norvège à partir du 9 avril 1940. La Marine nationale y envoie la force Z avec de nombreux bâtiments dont 1 croiseur, 9 contre-torpilleurs et des croiseurs auxiliaires sous les ordres du contre-amiral Jean Cadart. Des sous-marins sont placés sous commandement opérationnel britannique. L'aviation allemande se révèle efficace. Elle avarie le croiseur Émile Bertin et coule le contre-torpilleur Bison. En Écosse, le contre-torpilleur Maillé-Brézé est détruit accidentellement par l'explosion d'une de ses torpilles.
La bataille de France commence le 10 mai 1940. Plusieurs contre-torpilleurs, torpilleurs de 1 500 tonnes ou de 600 tonnes sont engagés, d'abord sur les côtes hollandaises, puis sur celles du Pas-de-Calais. La marine participe activement à l'évacuation de Dunkerque (opération Dynamo) du 26 mai au 4 juin. Les pertes sont considérables. De nombreux bateaux de commerce et de pêche, ainsi que les contre-torpilleurs Jaguar et Chacal et les torpilleurs de 1 500 tonnes Orage, Bourrasque, Siroco, Foudroyant et L'Adroit sont coulés. Les flottilles de l'Aéronavale, basées dans le Nord, se sacrifient dans un combat inégal. Au total 338 000 soldats sont rembarqués (215 000 Britanniques et 123 000 Français). 35 000 soldats français sont faits prisonniers.
L'Italie fasciste entre en guerre le 10 juin, alors que la France est à genoux. C'est le coup de poignard dans le dos. L'action de l'armée italienne est principalement terrestre et aérienne. Les radars métriques à impulsions détectent des raids aériens le 10 juin contre Bizerte et particulièrement les 12 et 13 juin contre Toulon. La chasse française intercepte un Fiat BR.20 Cicogna en mission de reconnaissance le 12, un bombardement avec dix-neuf avions du même type dans la nuit du 12 au 13, et dix-neuf autres BR.20 dans la matinée. L'aviation italienne subit la perte de deux appareils et deux autres endommagés, la chasse française ayant un préavis de 120 km grâce à la station de Port-Cros. Les Français espèrent un affrontement naval mais les opérations se limitent à un bombardement nocturne de la région de Gênes, lors de l'opération Vado, par les navires de Toulon (4 croiseurs et 11 contre-torpilleurs) et quelques escarmouches dont la destruction du sous-marin Provana par l'aviso la Curieuse, le 16 juin.
Face à l'avance terrestre des troupes allemandes, les ports du nord et de l'ouest sont évacués et les navires ne pouvant appareiller sont sabordés. Les bâtiments qui le peuvent rallient l'Afrique française du Nord, les autres se réfugient en Grande-Bretagne. Après la demande d'armistice, entre la France et l'Allemagne, les Britanniques craignent que les unités françaises ne soient livrées ou prises par les Allemands. Les assurances verbales des Français n'y changent rien. L'armistice est signé le 22 juin 1940. Il met fin à la désastreuse bataille de France qui causa la mort de 120 000 Français (100 000 militaires et 20 000 civils). Les navires français sont immobilisés, répartis pour l'essentiel entre Mers el-Kébir, Alger, Casablanca, Dakar et aux Antilles françaises. Les stocks généraux de gazole se montent à 57 500 tonnes au 25 juin 1940.

### Après l'armistice, Vichy et la France libre

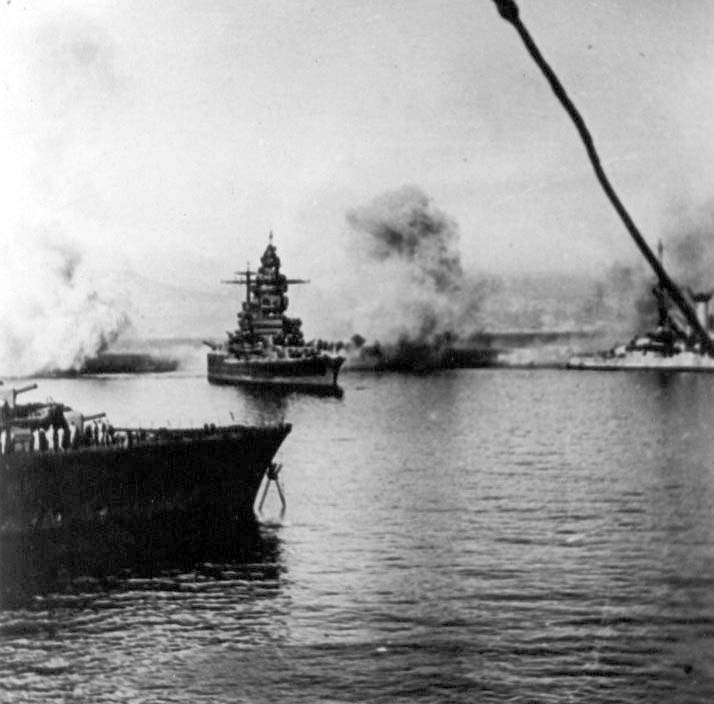
Le croiseur de bataille Dunkerque lors de la bataille de Mers el-Kébir.

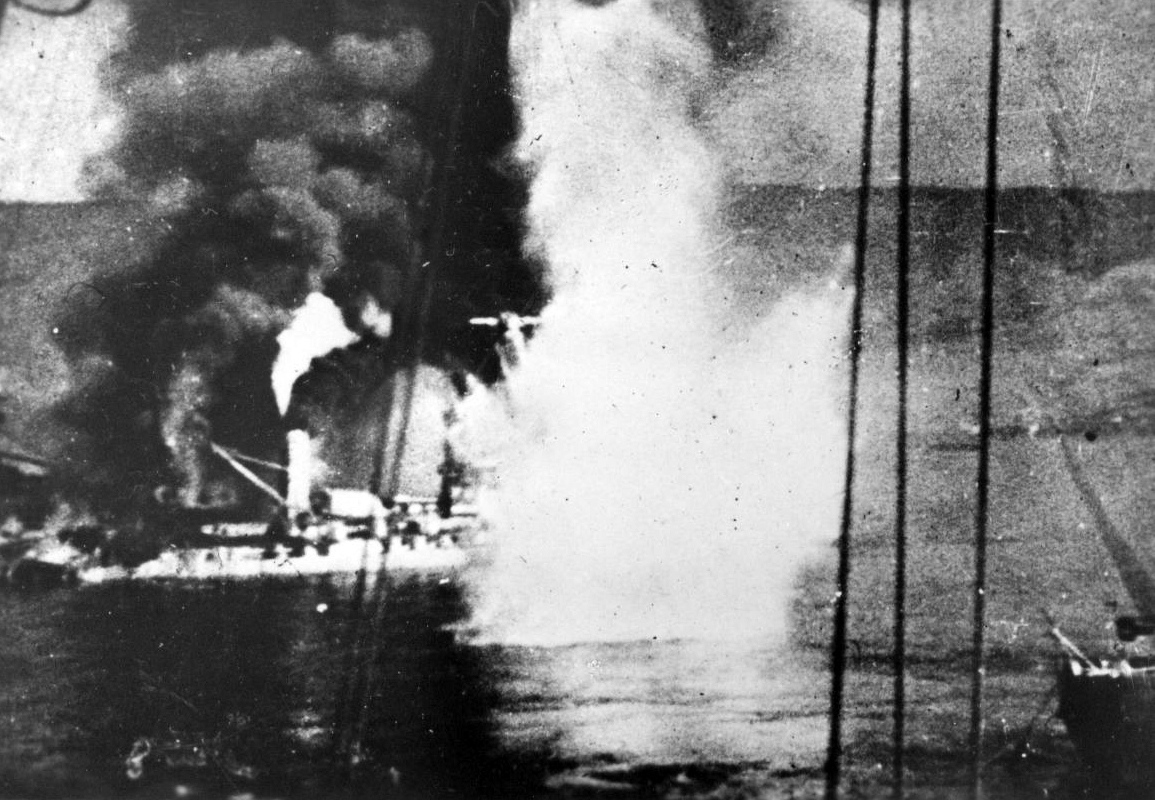
Le cuirassé Bretagne en flammes, quelques minutes avant qu'il n'explose.

Le 3 juillet, les Britanniques déclenchent l'opération Catapult. Les navires français en Grande-Bretagne sont saisis par les Britanniques et les équipages internés avant de rentrer en France occupée, pour le plus grand nombre. À Mers el-Kébir, après de difficiles négociations, les Français, sous les ordres du vice-amiral d'escadre Marcel Gensoul, rejettent l'ultimatum des Britanniques qui ouvrent le feu pour au moins immobiliser les 4 bâtiments de ligne qui sont amarrés dans la rade. Le cuirassé Bretagne est coulé, le croiseur de bataille Dunkerque, le cuirassé Provence et le contre-torpilleur Mogador sont mis hors de combat, mais le croiseur de bataille Strasbourg escorté par les contre-torpilleurs Volta, Le Terrible, Tigre, Lynx et Kersaint, parvient à s'échapper et rallie Toulon. La bataille de Mers el-Kébir cause la mort ou la disparition de 1 297 marins français et fait près de 400 blessés. Le transport d'hydravions Commandant Teste n'est pas atteint par les tirs de la Royal Navy;
Le 8 juillet, à Dakar, le cuirassé "Richelieu" est torpillé.
À Alexandrie, la Force X sous les ordres du vice-amiral René Godfroy, rassemble le cuirassé Lorraine, les croiseurs Duquesne, Tourville, Suffren et Duguay-Trouin, les torpilleurs Basque, Forbin et Fortuné et le sous-marin Protée. Un accord local, un gentlemen's agreement est conclu entre les amiraux Godfroy et Cunningham. Il consiste en l'immobilisation sur place des navires français. Aux Antilles, sous les ordres de l'amiral Georges Robert, le porte-avions Béarn et les croiseurs Émile Bertin et Jeanne d'Arc sont pratiquement bloqués par les Américains. Ces 3 navires avec 2 pétroliers, 2 transports de munitions et quelques bâtiments de moindre importance dont des bananiers forme l'escadre des Antilles représentant 34 000 t.
Ces trois opérations visent à neutraliser les navires de ligne français, surtout les plus récents.
De fait, la marine se divise.

Pavillon de beaupré des forces navales françaises libres.

Des marins réfugiés en Grande-Bretagne rallient les forces du général de Gaulle, et avec des évadés de métropole et des colonies forment les Forces navales françaises libres (FNFL), d'abord sous les ordres du vice-amiral Émile Muselier puis du contre-amiral Philippe Auboyneau. Ils poursuivent la lutte contre les Allemands et les Italiens. Peu nombreux (6 000 hommes en 1942), ils commencent à réarmer une partie des navires saisis par les Britanniques le 3 juillet 1940, mais les difficultés techniques réduisent le nombre des bâtiments remis en service, souvent à grand peine, comme ce fut le cas pour le croiseur sous-marin Surcouf.
Les marins français arment aussi des bâtiments neufs cédés par les Britanniques, dont 5 frégates classe River et 9 corvettes classe Flower, qui participent à la bataille de l'Atlantique, ainsi que 2 sous-marins et des vedettes rapides. La corvette Aconit coule deux sous-marins allemands et la Lobélia en coule un, mais, le Mimosa et l’Alysse sont coulées par des sous-marins.
Cependant, l'immense majorité de la marine reste fidèle au gouvernement de Vichy. Les forces de haute mer sont basées à Toulon en septembre 1940 où les bâtiments maintenus armés sont à grand-peine entraînés. La période de juillet 1940 à novembre 1942 est marquée par des affrontements avec les Britanniques qui craignent toujours la saisie des navires français ou une implantation des Allemands dans l'empire colonial français. Avec le concours des Britanniques, lors de l'opération Menace, une tentative de débarquement des Français libres à Dakar le 23 septembre 1940 est repoussée. Elle est suivie de trois jours de combats entre les Français de Vichy qui perdent le contre-torpilleur L'Audacieux et les deux sous-marins Ajax et Persée. La Royal Navy se retire le 25. Le cuirassé HMS Barham, atteint par un obus de 380 mm du Richelieu doit rompre le combat, tandis que le cuirassé Resolution, qui a été torpillé par le sous-marin Bévéziers, est contraint de rester plusieurs mois au bassin pour réparer ses avaries de combat.
La reprise d'un trafic maritime limité entre la France métropolitaine et ses colonies est l'occasion de nombreux incidents, notamment dans la zone de Gibraltar. Les marins français et britanniques se combattent encore ouvertement lors de la campagne de Syrie en juin et juillet 1941 (le contre-torpilleur Chevalier Paul et le sous-marin Souffleur sont coulés) et lors de la bataille de Madagascar en 1942 (un aviso colonial, un croiseur auxiliaire et trois sous-marins perdus). La prise du Gabon par les Français libres est marquée par le combat de deux avisos coloniaux du même type le 9 novembre 1940. Le Savorgnan de Brazza (FNFL) coule le Bougainville.
En Indochine française, contrôlée par le Japon depuis l'invasion japonaise de l'Indochine de septembre 1940, la guerre franco-thaïlandaise éclate entre octobre 1940 et le 9 mai 1941. La bataille de Koh Chang, le 17 janvier 1941 oppose le croiseur Lamotte-Picquet, les aviso coloniaux Dumont d'Urville et Amiral Charner et les avisos Marne et Tahure à la flotte siamoise qui perd deux puissants garde-côtes cuirassés (Dombury et Ahidéa) ainsi que trois torpilleurs.
Les clauses de l'armistice interdisent à la marine française de construire des unités neuves, aussi elle ne peut remplacer celles perdues. Coupée de ses bases industrielles en zone nord occupée, la flotte ne peut se moderniser et ses bâtiments en service ne bénéficient que de renforcements très limitées tels que la défense contre avions avec les matériels disponibles. Les premiers appareil de DEM, les Moyens de Détection Electromagnétique, ne sont installés que sur des grands bâtiments entre 1941 et 1942. Le 8 novembre 1942, l'opération Torch, le débarquement des Américains au Maroc et des Britanniques et des Américains réunis en Algérie est le dernier affrontement avec les Alliés. Les pertes sont encore lourdes. La deuxième escadre légère à Casablanca est presque anéantie et perd le croiseur Primauguet, deux contre-torpilleurs, quatre torpilleurs et huit sous-marins. À Oran, un contre-torpilleur, 3 torpilleurs, un aviso colonial et deux sous-marins sont coulés ou sabordés.
Le 10 novembre, l'amiral Darlan, sous la pression des résistants d'Alger, conclut un cessez-le-feu avec les Alliés et décide de reprendre le combat à leurs côtés. Aussitôt, il donne l'ordre à l'amiral Jean de Laborde, commandant les forces de haute-mer de quitter Toulon pour rejoindre les Alliés en Afrique du Nord. L'amiral de Laborde refuse car l'amiral Darlan est désavoué par le maréchal Pétain.

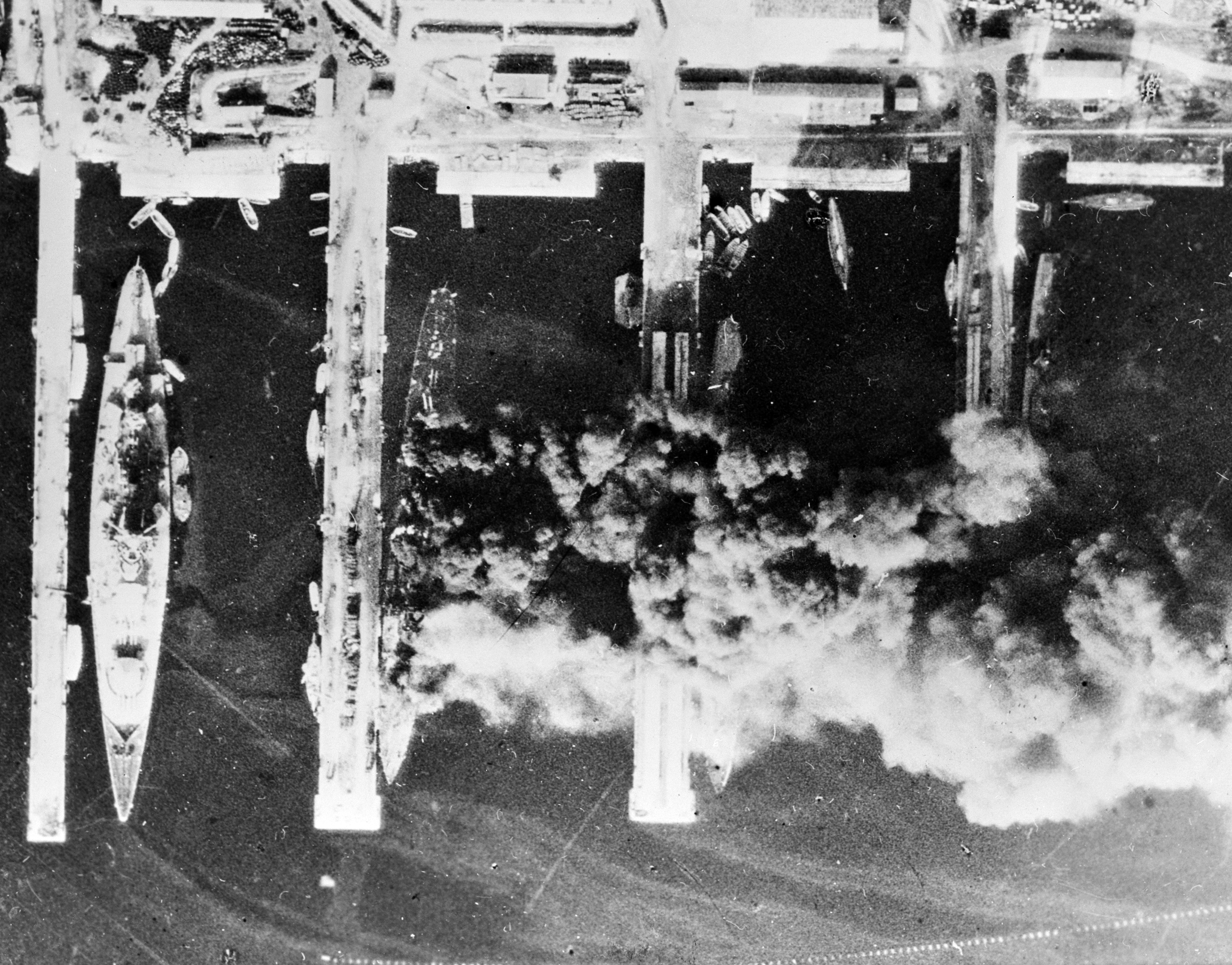
Toulon, les appontements de Milhaud au lendemain du sabordage.

Les Allemands considèrent que cet accord passé avec les Alliés rompt l'armistice et dès le 11 novembre, ils envahissent la zone sud, dite « Zone libre », sauf une enclave à Toulon. Ils y pénètrent néanmoins le 27 novembre. La flotte, pour éviter sa capture, se saborde. Seuls cinq sous-marins s'échappent et trois atteignent l'Afrique du Nord et reprennent la lutte, le Casabianca, Le Glorieux et le Marsouin. Ce sabordage marque profondément la marine qui perd 237 000 tonnes de bâtiments. Une partie des équipages, libérée par les Allemands, va rejoindre l'Afrique française du Nord ou reprendre le combat dans la résistance intérieure française. Les Allemands s'emparent de Bizerte le 8 décembre et saisissent trois torpilleurs de 600 tonnes, deux avisos et neuf sous-marins anciens sans grande valeur militaire.

### Le combat auprès des Alliés
Fin novembre 1942, la marine en Afrique du Nord reprend le combat aux côtés des Alliés, mais les bâtiments qui lui restent sont souvent équipés de matériels obsolètes. Les forces navales dispersées outre-mer rallient peu à peu les forces maritimes d'Afrique du Nord ou « Marine barbaresque ». La première est celle de Dakar dès la fin novembre 1942, puis, après quelques difficultés, celle d'Alexandrie en mai 1943 et celle des Antilles en juillet 1943.
Le tonnage total de la flotte est tombé à 260 000 tonnes et les effectifs à 42 000 hommes. Isolées, les petites forces d'Indochine, sont étroitement surveillées par les Japonais qui y ont des bases.

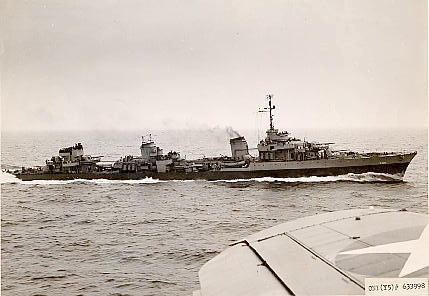
Le Fantasque en 1944 après sa modernisation aux États-Unis.

Les Américains modernisent, plus ou moins, les navires français aux États-Unis ou dans les ports d'Afrique du Nord, selon leur valeur militaire. Ils débarquent les installations aéronautiques du Richelieu et des croiseurs, devenues inutiles avec l'installation de radars et de sonars, et les équipent d'une artillerie anti-aérienne moderne de 20 et 40 mm.
Les Forces maritimes d'Afrique fusionnent avec les FNFL le 3 août 1943, même si certains marins, marqués par leurs affrontements précédents, ne se montrent guère enthousiastes.
Des croiseurs basés à Dakar patrouillent à la recherche des forceurs de blocus allemands et le Gloire en intercepte un qui se saborde. Avec le sous-marin Casabianca, commandé par le capitaine de frégate Jean l'Herminier, la marine joue le premier rôle dans la libération de la Corse en septembre 1943. Les contre-torpilleurs Le Terrible, Le Malin et Le Fantasque (reclassés comme croiseurs légers) effectuent des raids à grande vitesse contre les convois allemands en Adriatique et dans le Dodécanèse. Les torpilleurs de 1 500 tonnes participent aux opérations en Italie, escortent les convois, en particulier ceux qui relient la Corse et l'Afrique du Nord. Le Sénégalais, un destroyer d'escorte neuf, livré par les Américains, coule un sous-marin allemand le 4 mai 1944. Des sous-marins assurent des missions spéciales en débarquant des hommes et du matériel sur les côtes occupées (Norvège, Corse, Provence). Des unités terrestres sont constituées et vont s'illustrer dans les combats pour la libération (dont le 1er régiment de canonniers marins, le 1er régiment de fusiliers marins au sein de la 1ere DFL et le régiment blindé de fusiliers marins au sen de la 2e division blindée). Le 6 juin 1944, les croiseurs Montcalm et Georges Leygues avec plusieurs frégates participent au débarquement de Normandie au cours duquel les 177 du 1er bataillon de fusiliers marins du capitaine de corvette Kieffer, sous commandement opérationnel britannique, débarquent à Sword et libèrent, entre autres, Ouistreham.
Presque toutes les unités disponibles sont engagées dans le débarquement de Provence, le 15 août 1944. La Flank Force, avec une majorité de navires français assure ensuite la couverture maritime du front entre la France et l'Italie jusqu'à la fin de la guerre. La marine, avec la French Naval Task Force (FNTF), bloque les poches de l'Atlantique (côté mer) et réalise un débarquement qui permet la reprise de l'île d'Oléron, le 30 avril 1945. Dans l'océan Indien, le navire de ligne cuirassé Richelieu est incorporé dans l’Eastern Fleet britannique avec le contre-torpilleur Le Triomphant. L'Aéronavale, partiellement reconstituée avec des appareils britanniques et américains, après les pertes de novembre 1942, assure des missions de patrouille. Deux appareils de Dakar coulent deux sous-marins allemands en 1943. Faute de porte-avions, en vain demandés aux Alliés, les deux flottilles de l'aéronautique navale opèrent contre les poches de l'Atlantique.

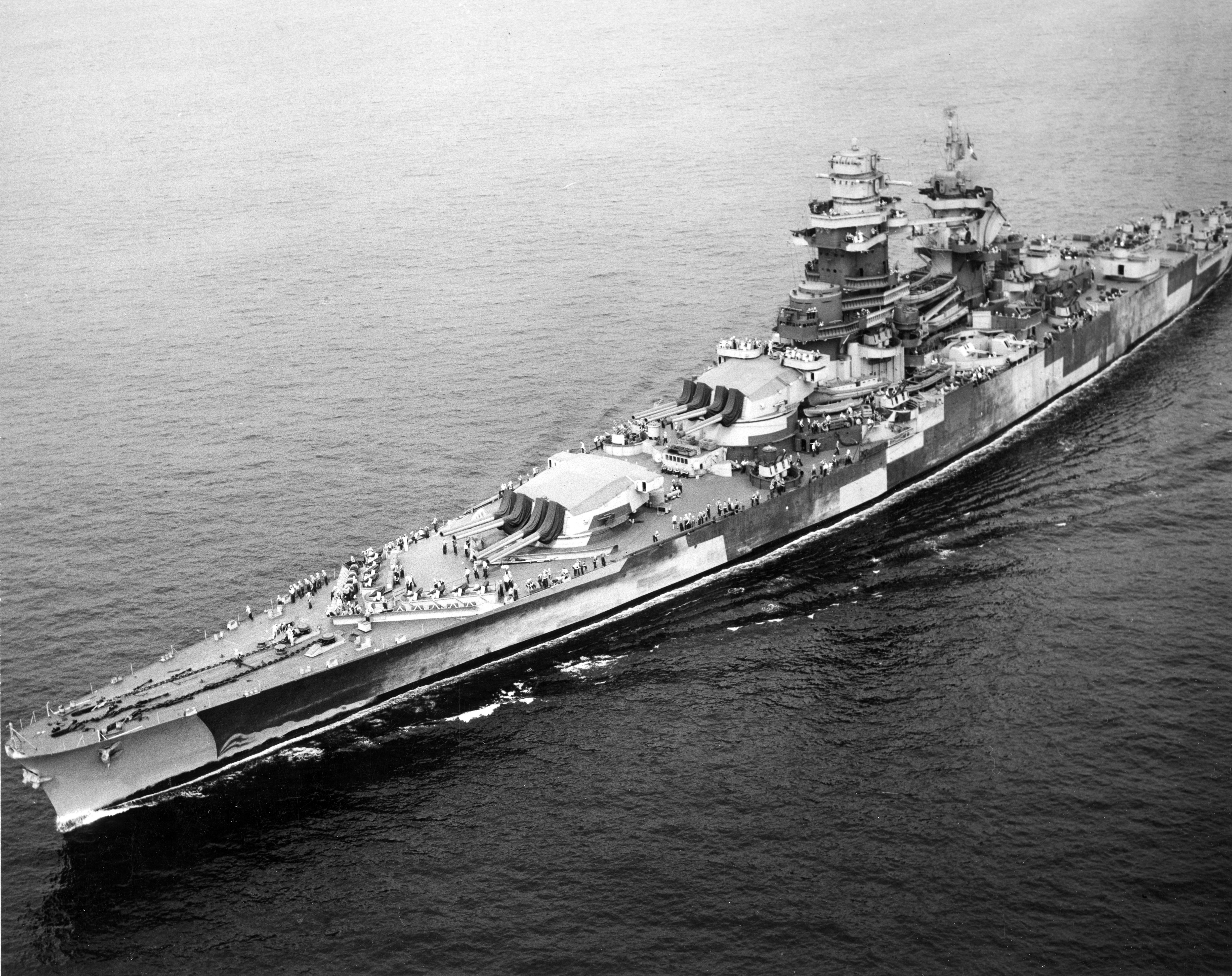
Le cuirassé Richelieu, l'un des symboles d'une marine à l'histoire tourmentée.

### Une marine à reconstruire
À la Libération, la marine retrouve ses arsenaux dévastés, les bassins encombrés d'épaves. En mai 1945, avec les cessions des Alliés (en particulier une douzaine d'escorteurs, frégates et destroyers d'escorte), et des bâtiments de patrouille et de servitude des bases d'Afrique du Nord, la marine dispose de 350 000 tonnes de bâtiments et 87 000 hommes.
Elle entame une remise en état et une modernisation de ses navires les moins fatigués pour les envoyer participer à la guerre contre le Japon et reprendre le contrôle de l'Indochine. Ce qui restait de la marine en Indochine a été coulé par les Américains ou a disparu lors du coup de force des Japonais, le 9 mars 1945.
La capitulation du Japon, le 15 août 1945 survient alors que les tout premiers éléments rallient l'océan Indien.
Ils arrivent avec les Britanniques en octobre 1945. La marine va être largement engagée dans la guerre d'Indochine qui va éclater en 1946.
Pendant le second conflit mondial, 11 000 marins français sont morts ou disparus, 8 000 de la Marine de guerre et 3 000 de la Marine marchande. 117 navires militaires — sans compter les petits bâtiments et les bâtiments auxiliaires — ont été coulés au 1er avril 1945 dont onze par l'aviation ainsi que 650 navires marchands.
La reconstruction de la marine nationale commencera avec le programme naval de 1949.

## L'après-guerre et la reconstruction

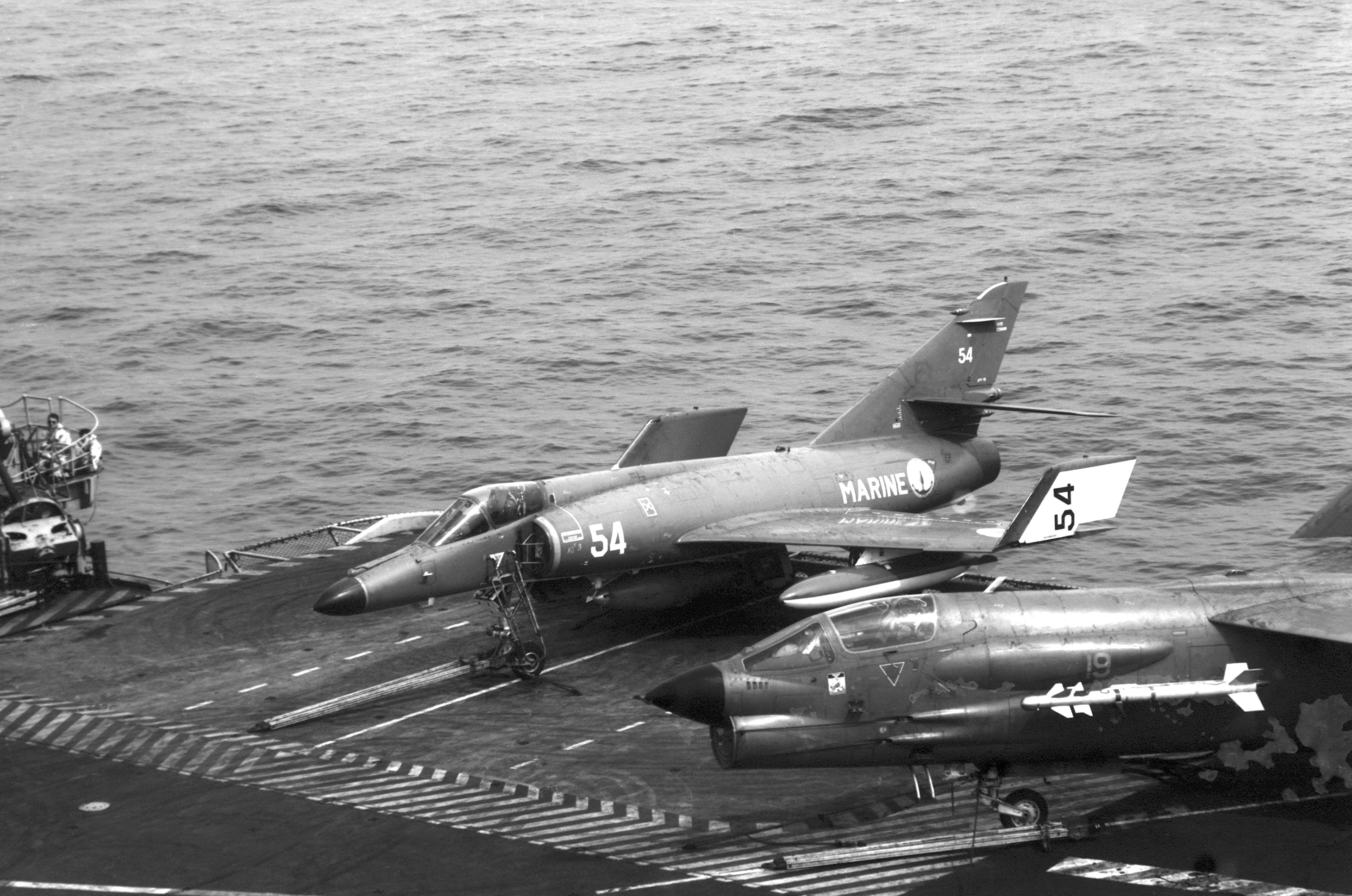
Un F-8E(FN) Crusader aux côtés d'un Super-Étendard sur le pont d'envol du le 7 novembre 1988. Ces appareils symboliseront la puissance aérienne de la Marine française durant le dernier quart du XXe siècle.

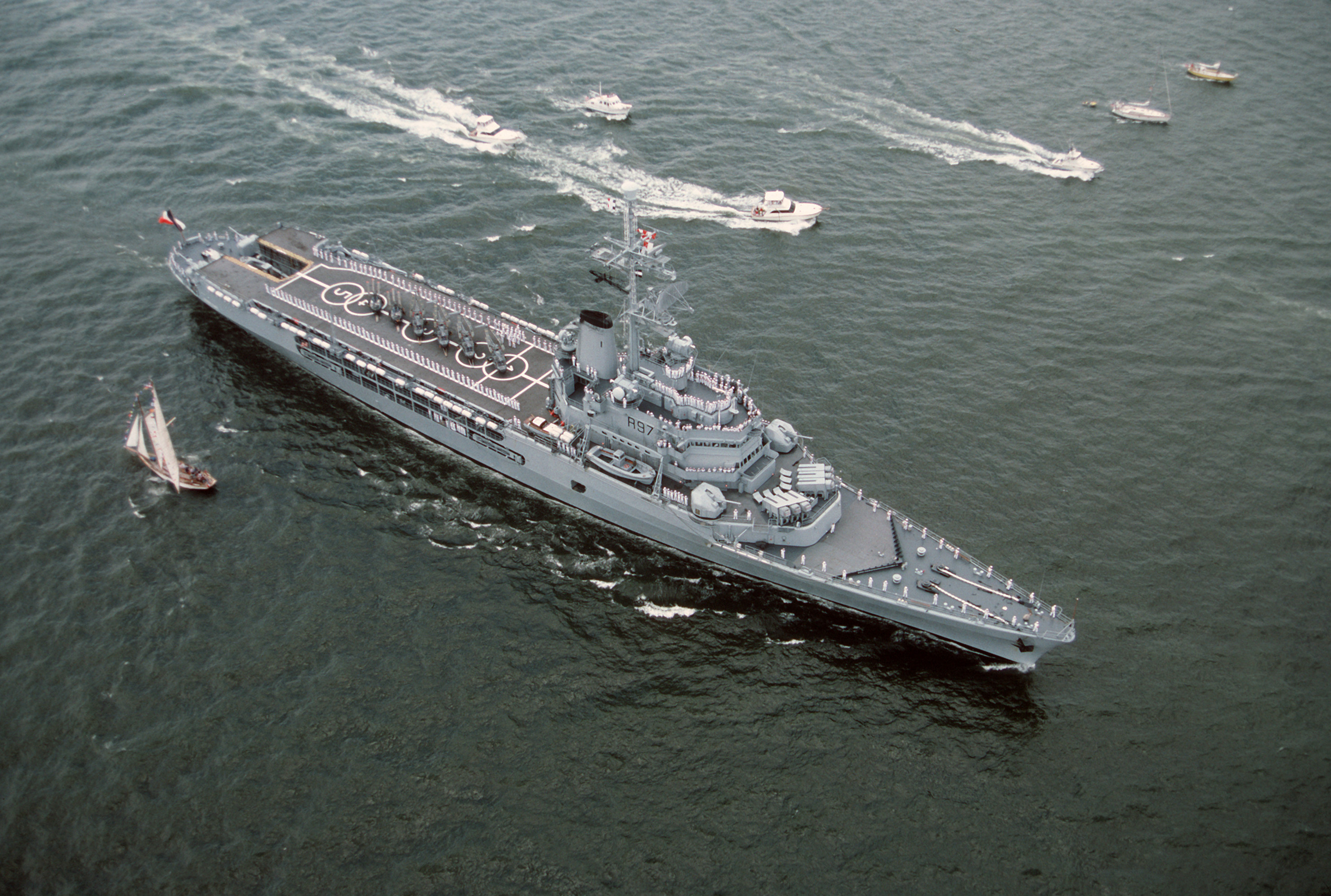
Le porte-hélicoptères Jeanne d'Arc (R97), entré en service en 1964, fut jusqu'en 2010, dans son rôle de navire-école, l'un des symboles de la marine française.

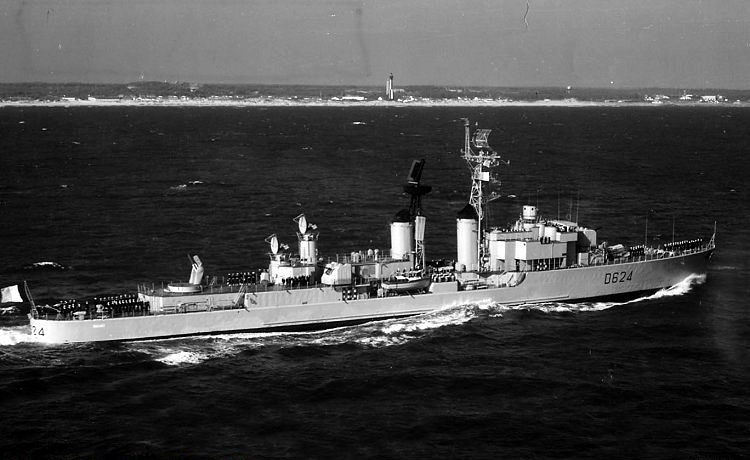
L'escorteur d'escadre Le Bouvet (D624) en 1965 après sa refonte et l'installation d'un lance-missile « Tartar ».

À la fin de la Seconde Guerre mondiale, la Marine arme 306 bâtiments disparates et vieillissants déplaçant 350 000 tonnes, dont une partie provient de l’aide alliée (203 navires reçus dans le cadre des accords Lend-Lease et Mutual Aid, soit 71 944 tonnes). Au 25 novembre 1947, seuls 226 680 tonnes sont en service et il est prévu que si aucune commande n'est engagée, il ne restera plus que 136 000 tonnes en 1950 et 98 000 en 1959. L'on prend alors en compte que « Le corps de bataille doit […] comprendre un ensemble harmonieux de porte-avions et de porte-canons entourés d’escorteurs ». La Marine sera organisée en 4 task-forces (comprenant chacune 1 bâtiment de ligne, 2 porte-avions, 4 croiseurs légers, 12 escorteurs rapides et un train d’escadre d’environ 50 000 tonnes). En 1946, le niveau souhaitable à atteindre est évalué à 750 000 tonnes, soit 8 porte-avions de combat, 4 porte-avions d’escorte, 4 bâtiments de ligne et 1 porte-avions destiné à l'entraînement).
Pour des raisons économiques, il est proposé une version réduite à 2 task-forces : 1 porte-avions de combat lourd, 1 porte-avions de combat léger, soutenus par les cuirassés Richelieu, en service depuis le 15 juin 1940, et son sistership le Jean Bart, qui ne sera opérationnel que le 1er mai 1955. Par contre, sur trois porte-aéronefs, seul le Dixmude (ex-HMS Bitter) est disponible. Le 2 octobre 1945, le Conseil supérieur de la Marine examine trois projets : le PA-28, un porte-avions léger de 15 700 tonnes et d'un coût de 3 milliards de francs, les PA-29 et PA-27 de, respectivement 22 500 et 26 130 tonnes, d'un coût de 4,5 et 5 milliards de francs. Alors que la Marine reçoit en mars 1946 le HMS Colossus (rebaptisé Arromanches), la construction du PA-28 est approuvée par le Conseil, l'État-major et l'Assemblée. Les essais du PA-28, rebaptisé Clemenceau, sont prévus pour septembre 1952.
Le 5 mars 1949, peu avant qu'elle ne rejoigne l'OTAN, la France réclame aux États-Unis 1 porte-avions, 6 destroyers d’escorte, 24 dragueurs, de l’artillerie et des munitions. Dans le cadre du Military Assistance Program la marine recevra en 1950 l'USS Langley (rebaptisé La Fayette) et en 1953 l'USS Belleau Wood (rebaptisé Bois-Belleau). Arrêté fin 1949, le projet de l'amiral Pierre Barjot est transformé en deux porte-avions légers de 22 000 tonnes, projet qui sera lancé en 1955 sous la direction de l'amiral Henri Nomy. Deux sisterships en seront issus : le Clemenceau (R98) et le Foch (R99). Pour renouveler les destroyers d'origine diverses reçus après la Seconde Guerre mondiale, une grande série de d'escorteurs d'escadre est construit entre 1951 et 1960, ils étaient répartis en trois types successifs : douze classe T 47, puis cinq classe T 53 et enfin un classe T 56.
Durant la présidence du général de Gaulle, La Marine française sera surtout utilisée, en tant que symbole de puissance plus que comme instrument coercitif. Ses interventions seront rares et d’envergure limitée, sans emploi de porte-avions. Notons l’envoi du croiseur De Grasse et de quatre escorteurs, lors de la crise de 1958 au Liban ; l’envoi d’un escorteur pour protéger les pêcheurs français au large des côtes brésiliennes lors de la guerre de la langouste en 1963. Le Tartu s'y trouvera toutefois entouré par une division de huit bâtiments de la marine brésilienne et devra bientôt en être retiré remplacé temporairement par l'aviso Paul Goffeny.
Deux exceptions : le 21 juillet 1961, lors de la crise de Bizerte, appuyés par les avions de l’Arromanches, le croiseur Colbert et les escorteurs Bouvet et Chevalier Paul forcent l’entrée de la rade de Bizerte et reprennent le contrôle de la base navale. Celle-ci n’en sera pas moins abandonnée en 1963, le porte-avions La Fayette couvrant alors l’évacuation. De même, la grande base stratégique de Mers El-Kébir, construite à grands frais, sera rétrocédée à l’Algérie dès 1968, avec neuf ans d’avance sur l’échéance prévue par les accords d'Évian.

## Indochine Algérie (1945-1962)

### La Marine en Indochine: un engagement de grande ampleur (1945-1954)

#### Les missions

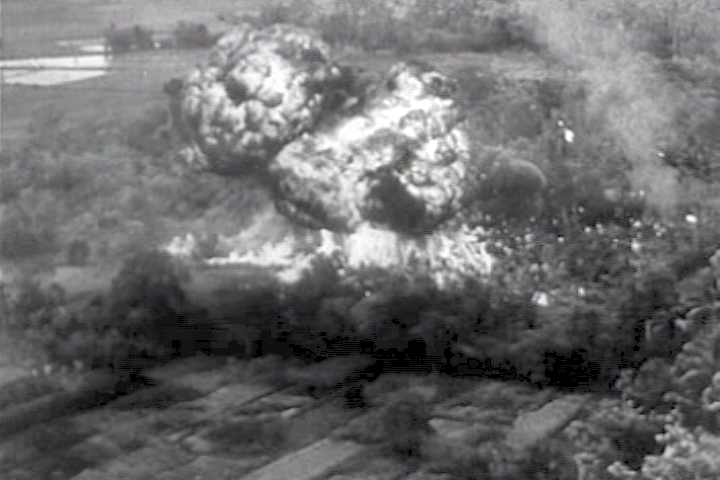
Les Grumman F6F Hellcat de l'Aéronavale larguent du napalm sur la division 320 du Việt Minh pendant l’opération Mouette (novembre 1953)

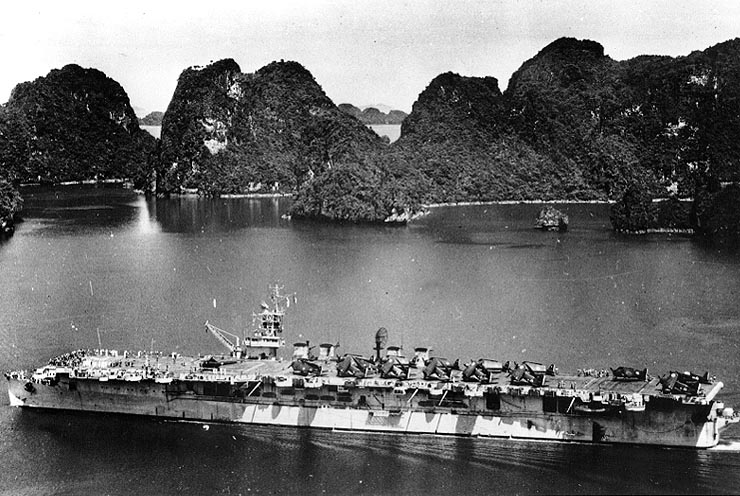
Le dans les eaux d'Indochine française (1953)

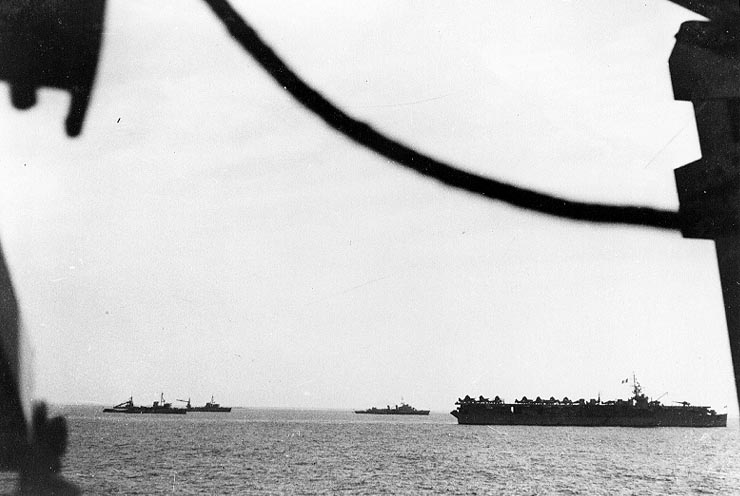
Le en compagnie de l'aviso colonial Savorgnan de Brazza et des transports d'hydravions Paul Goffeny et Commandant Robert Giraud au large de Nha Trang, en avril 1953.

La guerre d'Indochine éclate en 1946 et oppose le Corps expéditionnaire français en Extrême-Orient (CEFEO), soutenu à partir de 1950 par les États-Unis, aux forces du Việt Minh (Front de l'indépendance du Viêt Nam) nationaliste et communiste, soutenu par la Chine et l'Union soviétique. Dès la reddition du Japon, le 15 août 1945, la marine participe avec tous les moyens qui lui restent au « retour de la France » en Indochine. Un engagement qui n'a rien d'évident à ce moment-là, des voix demandant que l'effort de reconstruction soit réduit au strict minimum « indispensable et supportable » compte tenu de l'état du pays après quatre années d'occupation. Le déclenchement de la guerre en 1946 résout le problème. Elle présente le double paradoxe d'exiger de la marine un effort à la limite souvent située au-delà de ses possibilités réelles, et donc de l'user prématurément ; mais en même temps, en démontrant par l'évidence son utilité, la guerre d'Indochine contribue à sa renaissance. Sans la marine, la guerre d'Indochine n'aurait pas duré longtemps. Les quelques forces françaises subsistantes au lendemain du coup de force japonais du début de 1945 auraient été purement et simplement anéanties sans aucune possibilité de secours. La quatrième de couverture du livre La marine française dans la guerre d'Indochine de l'amiral Bernard Estival indique que :

« La guerre d'Indochine a profondément marqué la marine française qui y a maintenu en permanence, pendant neuf ans, près de vingt pour cent de ses effectifs : du cuirassé jusqu'à la vedette, tous les types de bâtiments, à l'exception des sous-marins, y ont participé. L'aéronautique navale embarquée renaissante y a acquis ses lettres de noblesse. Les corps de débarquement du Richelieu et des croiseurs y ont renoué avec les traditions des « demoiselles aux pompons rouges » de Dixmude et des commandos marines avec celle des « bérets verts » de Ouistreham et de Valcheren. Dans les deltas, les flottilles amphibies, créées de toutes pièces avec des moyens de fortune, ont innové dans le domaine de la guerre fluviale, en inventant des dinassauts. En mer, la Marine a assuré le blocus des côtes, effectué des coups de main et des débarquements sur le littoral, des transports, des appuis de feu. Présents sur tous les théâtres, les avions de l'aéronavale sont intervenus jusqu'au dernier jour au profit du camp retranché de Dien Bien Phu. Plus de mille marins sont tombés en Indochine. »

La marine est impliquée dès l'arrivée du CEFEO sur zone, avec le dégagement de Saigon et la reprise de Mytho (25 octobre 1945), qui convainquent Leclerc de la nécessité d'avoir un « outil » pour toutes les activités dans le delta du Mékong, (et plus tard celui du Tonkin). Le capitaine de frégate Jaubert, avec la BMEO (Brigade marine d'Extrême-Orient), le crée avec des moyens de fortune, puis avec des Landing Craft Assault achetés aux surplus de Singapour et de Manille. La marine essuie le choc du guet-apens d'unités de l'armée nationale révolutionnaire chinoise lors du retour au Tonkin dans le port d'Hải Phòng, le 6 mars 1946 puis avec le bombardement de la ville le 23 novembre 1946 et enfin à Hanoï (19 décembre), qui marquent le début de la guerre ouverte.
Dans le détail, l'action de la marine revêt alors quatre formes :
- La surveillance maritime du littoral, (ou Surmar), tâche ingrate destinée à empêcher les échanges du Viêt-minh par voie de mer (armes, hommes) : près de 15 bâtiments patrouillent en permanence ; s'ils font rarement des prises retentissantes, leur présence a un très net effet dissuasif, attesté par les documents viêt-minh[96].
- Les opérations combinées, par exemple, dégagement de Tourane et Hué au début de 1947, appuis de feu au Tonkin lors des opérations de l'« année de Lattre » ; participation à toutes les opérations sur la côte de l'Annam, Atlante y compris (début 1954) ; en outre, les trois commandos de Marine (Jaubert, François, Montfort) mènent de très nombreux coups de main sur les côtes.
- Les opérations aériennes, de deux sortes : missions, utiles et discrètes, de liaison, évacuation sanitaire, patrouille en mer au profit de Surmar, etc., assurées par des hydravions (successivement Catalina, Sea Otter et Grumman Goose) ; missions proprement militaires revenant aux « avions embarqués » (sur porte-avions) : jusqu'à la mi-1951, la marine n'a pas les moyens voulus pour des actions durables, la méfiance britannique et américaine devant cette guerre perçue comme coloniale, privant longtemps l'Aéronavale d'appareils valables[97]. Ensuite, avec les porte-avions Arromanches et La Fayette, l'Aéronavale joue un rôle très important au profit de l'Armée de terre, spécialement à Nasan et à Diên Bien Phu[93].
- Les opérations fluviales : filles de la création de Jaubert, les flottilles amphibies d'Indochine (Sud et Nord) ne cessent d'œuvrer en étroite collaboration avec les unités terrestres, dans le lacis de voies d'eau des deux deltas indochinois (Mékong et Tonkin). Marquées par la pénurie, jusqu'à la mi-1950, puis un peu plus à l'aise avec l'aide américaine, elles alignent 120 unités en 1947, et 260 en 1953 : presque tous les types de landing craft de 1945 y sont représentés[98]. En août 1947 sont créées de petites « task forces » baptisées Dinassauts (Divisions navales d'assaut), comprenant 4 ou 5 petits engins et commandés par un capitaine de corvette : la cohésion acquise entre leurs éléments et l'impulsion donnée par leur commandant font de ces petits groupes des « outils » très prisés par les autorités terrestres. Les opérations menées par les dinassauts, et par les engins hors-dinassaut, défient l'énumération[93].

L'effort logistique est colossal. La marine assure le transport des hommes et du matériel en transitant par le canal de Suez (alors sous contrôle franco-britannique). La noria de navires revenant en métropole pour se faire réparer et entretenir croise tous les jours ceux se rendant en Indochine. Cette noria épuise très vite les équipages et surtout le matériel.

#### L'évolution des moyens

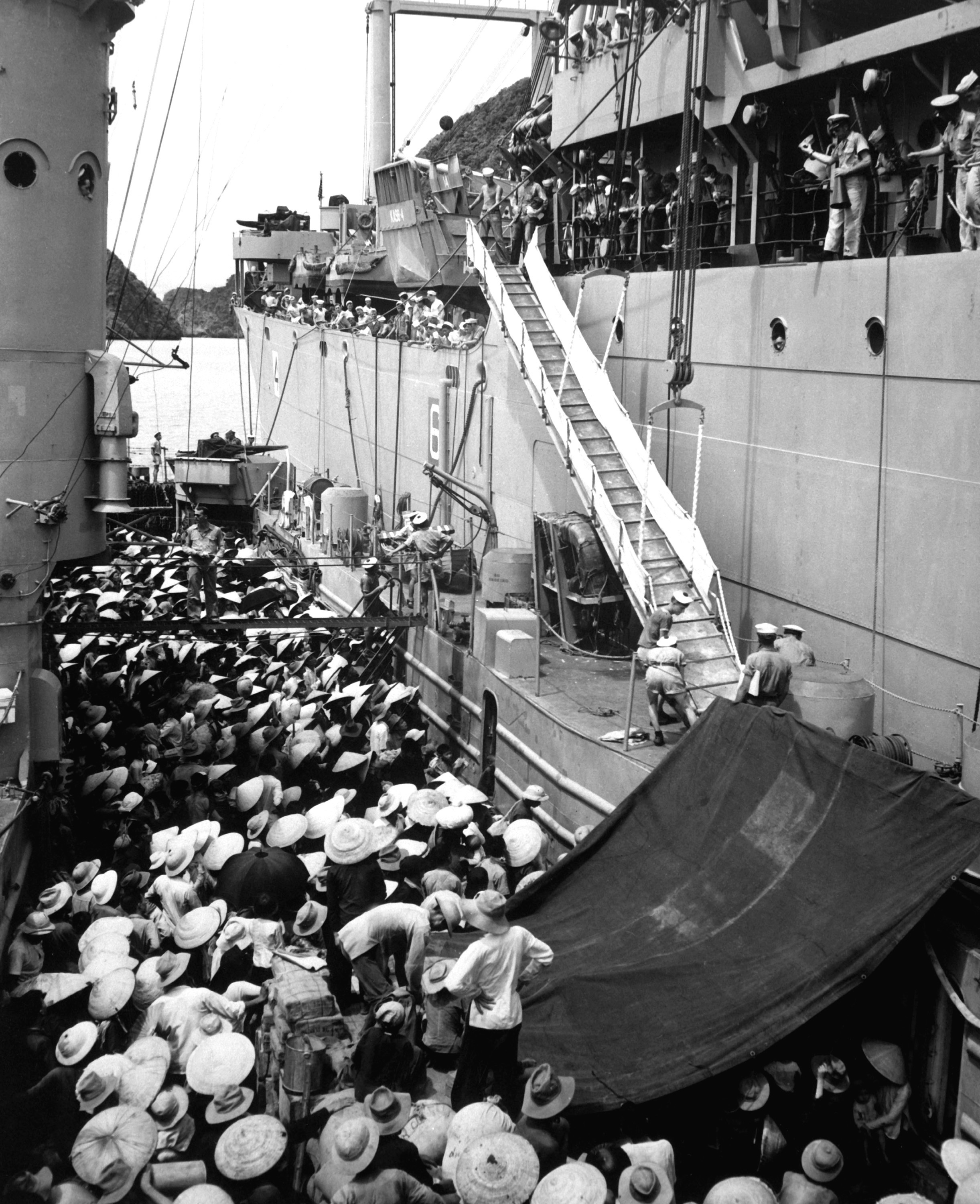
Réfugiés vietnamiens transbordant d'un LSM français au bâtiment américain USS Montague (AKA-9) durant l'opération Passage to Freedom. (août 1954)

Le 28 janvier 1947, le porte-avions Dixmude, remis à niveau, appareille de Toulon avec 9 bombardiers-torpilleurs SBD Dauntless, lesquels attaquent en mars des objectifs sur la cote d'Annam puis effectuent des missions d’appui aérien rapproché à partir du golfe du Tonkin au profit de troupes au nord de l'Indochine. À la suite de problèmes de catapulte, le Dixmude rentre en France en avril. En raison de sa grande lenteur et de son seul ascenseur, le Dixmude est relégué au rôle de transport : il appareille de nouveau en septembre 1947, convoyant des SBD, des Ju-52 et des Spitfire qui opèrent au sol depuis Saigon, puis Hanoï, avant de revenir à Toulon en mai 1948. L’Arromanches prend le relais durant la période octobre 1948-janvier 1949, entrecoupée d’exercices de mise au point d’« hunter killer groups » et de 6 semaines de combats (152 sorties) au cours desquels ses 10 SBD et ses 2 Spitfire mènent des frappes au sol en Cochinchine, dans le centre d'Annam et au Tonkin. Aucun porte-avions n’est déployé en 1949-1950, à la suite d'une pénurie d’avions que vient combler le 26 janvier 1951 le déchargement à Saigon par l’USS Windham Bay (en) de plusieurs F8F Bearcat.
Lors de sa 2e campagne, de septembre 1951 au 17 mai 1952, l’Arromanches embarque des chasseurs F6F Hellcat et des bombardiers en piqué SB2C Helldiver. Leurs missions comprennent le close air support (CAS) et l’attaque de pistes, de ponts et de voix de chemins de fer, en Annam (du 28 septembre au 13 octobre), au Tonkin (14-21 octobre), en Annam (du 6-11 novembre), au Tonkin (14 novembre-9 janvier). Après un séjour en cale sèche à Singapour du 16 janvier au 20 février 1952, l’Arromanches reprend ses missions en Cochinchine, en Annam et au Tonkin du 23 février au 18 mai. Après un retour à Toulon, l’Arromanches assure une 3e campagne entre septembre 1952 et mars 1953 avec le même type d’appareils et les mêmes objectifs (opérations de CAS et destruction des voies de communication entre le Viêt Nam du nord et la Chine). Le La Fayette effectue une 1re campagne de mars à juin 1953, ralliant le Tonkin avant que le porte-avions ne récupère les flottilles de l’Arromanches en juin 1953. Sa 4e campagne se déroule de septembre 1953 au 19 septembre 1954 avec à bord des SB2C Helldiver et des F6F Hellcat, qui sont engagés lors de la bataille de Điện Biên Phủ du 13 mars au 7 mai 1954, de concert avec l’aviation embarquée du Bois-Belleau. À partir de cette date et jusqu'en septembre, des avions de patrouille maritime PB4Y Privateer de la flottille 24F sont stationnés sur la base aérienne 191 Tan-Son-Nhut (Cochinchine). L'Aéronavale poursuit les opérations jusqu'à la fin des combats, le 31 juillet, à la suite des accords de Genève du 21 juillet 1954. D’avril à juin 1955, le La Fayette, embarquant une vingtaine de Corsair, quatre SB2C Helldiver et deux hélicoptères, couvre les opérations d’évacuation du Tonkin dont l'opération Passage to Freedom avant de repartir pour la France le 11 juin. Le Bois-Belleau effectue des exercices du 5 juin au 14 novembre. Enfin, de janvier à juin 1956, sous les ordres des FNEO (Forces navales en Extrême-Orient) jusqu’à la dissolution de celles-ci le 26 avril, le La Fayette participe à divers exercices avec les forces britanniques. De retour à Toulon le 3 juin, il clôt la présence de la Marine Nationale en Indochine.
« Guerre impopulaire, lointaine, qui n'a jamais disposé de moyens suffisants, d'ailleurs mal commencée en 1945 (par la faute de l'amiral Thierry d'Argenlieu), perdue quand la République populaire de Chine soutient à fond le Viêt-minh. Du moins la guerre d'Indochine a-t-elle fait comprendre aux politiques l'impératif de renouveler cette marine en partie improvisée » (Jean Meyer, Martine Acerra). La guerre d'Indochine a aussi intensément marqué une dizaine de promotions de jeunes officiers (pilotes d'avions et commandants d'engins fluviaux) ; ils sont restés, comme toute la marine, très attachés à ce pays.

### La marine en Algérie: une participation active (1954-1962)

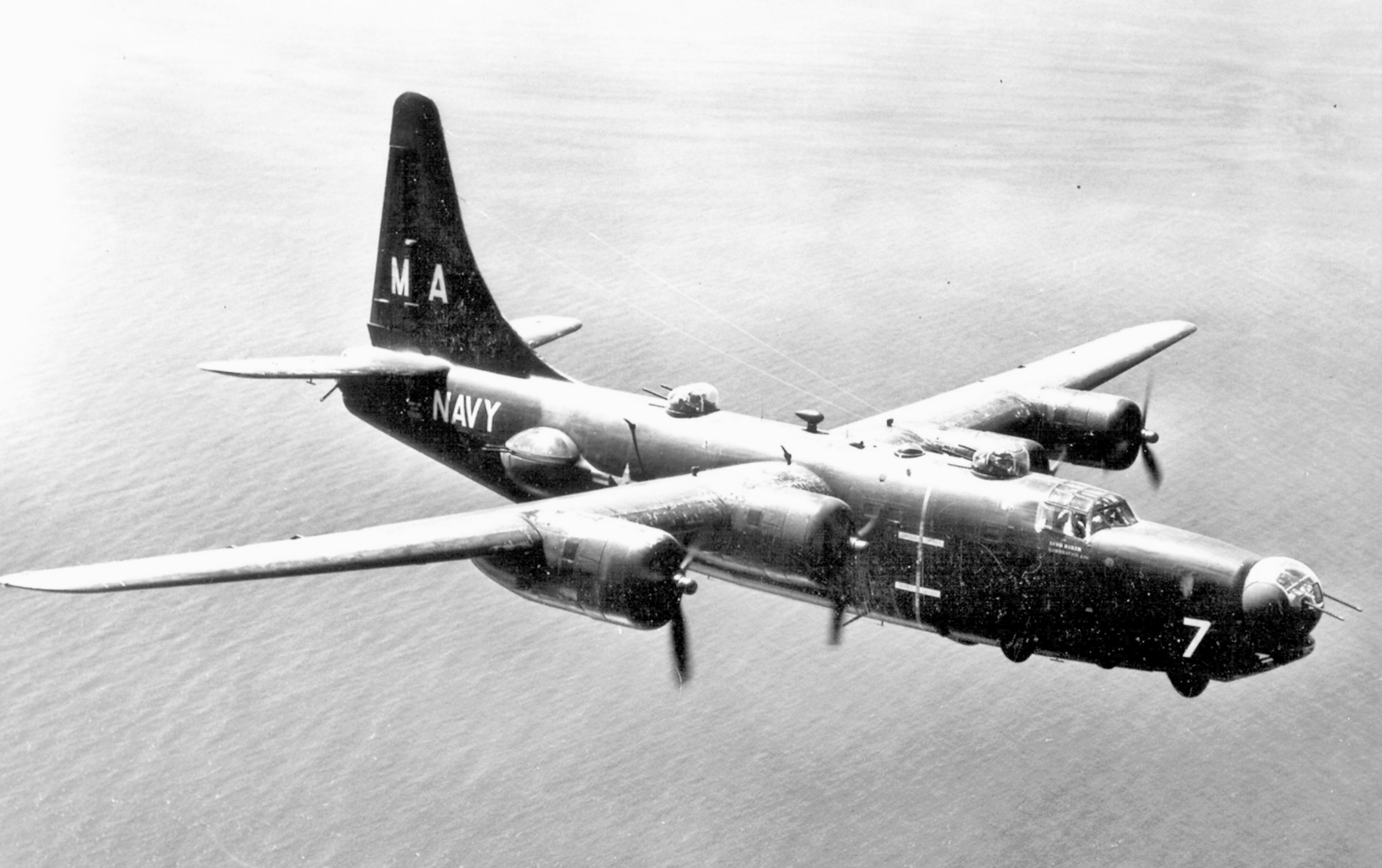
La Marine emploie ses moyens aériens comme le Privateer pour surveiller les côtes algériennes afin de lutter contre le trafic d'armes du FLN. Reçus à une trentaine d'exemplaires à partir de la fin des années 1940, ils restent en service jusqu'en janvier 1961. (En photo, un avion de l'US Navy)

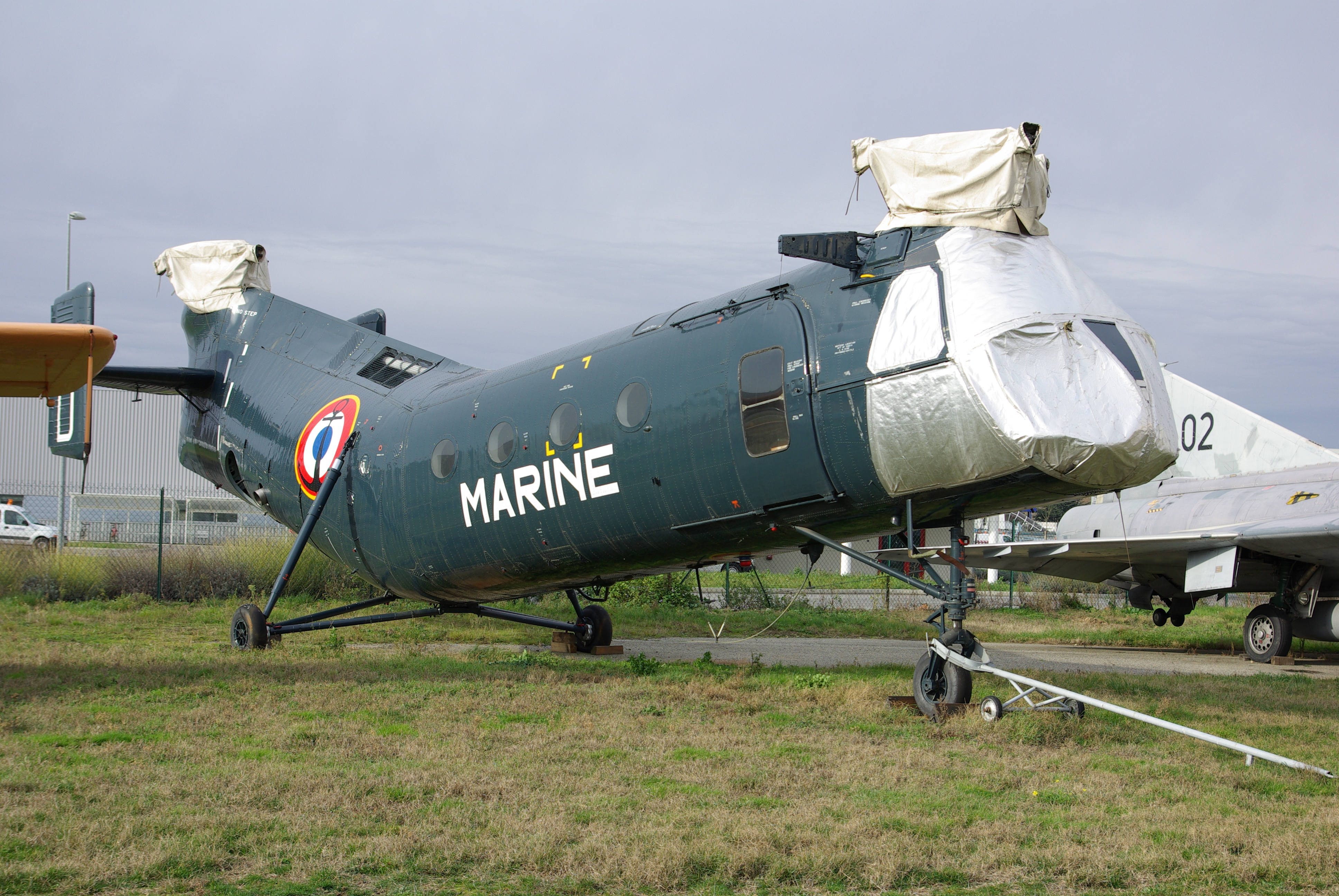
Dix Piasecki HUP Banane ont été utilisés par la Marine en Algérie. (Exemplaire en cours de restauration en 2008).

#### Une mission essentielle, la lutte contre le trafic d'armes
Bien que les opérations soient restées essentiellement terrestres, la guerre d’Algérie a pleinement concerné la marine nationale. Cette participation s’exprime sous plusieurs formes.
La première mission est l’isolement de l’ennemi de l’intérieur, par la surveillance de la longue façade maritime de l’Algérie française avec des bâtiments de surface qui patrouillent en haute mer. Cette mission est essentielle, car avec le verrouillage progressif des frontières tunisiennes et marocaines par l’armée de Terre, l’infiltration d’armes devient de plus en plus rare, difficile et coûteuse, ce qui pousse le Front de libération nationale à développer la contrebande par voie de mer. La Surmar (Surveillance maritime) occupe en 1959-1960 une quinzaine de bâtiments de tonnage relativement élevé, soit 3 escorteurs rapides, 2 avisos, 9 escorteurs côtiers, plus une quantité à peu près équivalente de petits navires, dragueurs et vedettes complétés par les sémaphores et les reconnaissances de l’aéronavale (Catalina, Sunderland, Goose, puis Neptune, Lancaster, Privateer). Cette surveillance est fructueuse : près de 300 navires sont visités et près de 70 sont arraisonnés, comme le Juan Illica (juin 1957, 6 000 armes), le Slovenya (janvier 1958, 7 000 armes), etc.. Au total, 18 000 jours de mer et 25 000 heures de vol permettent à la Marine de saisir de 800 à 1 350 tonnes d’armes, ce qui peut sembler peu, mais, en réalité, cela représente l’équivalent de tout l’armement du FLN. En d’autres termes, si la Surmar n’avait pas existé, le FLN aurait disposé du double de son armement final. C’est un résultat qui compte.
Elle effectue également de la guerre électronique en brouillant les signaux radios du FLN et de l'Organisation de l'armée secrète (OAS). Le LST Laïta effectuant cette mission depuis le port d'Alger est victime d'un engin explosif déposé par des nageurs de combat de l'OAS dans la nuit du 13 au 14 décembre 1961 faisant une victime.
La Marine est également impliquée dans les opérations terrestres. Dès 1954 elle met sur pied les compagnies de protection (CAP) de ses points sensibles, pour libérer les unités de l’armée de terre de cette mission statique. Les cinq commandos de Marine rejoignent l’Afrique du Nord en 1955-1956 pour former le groupement de commandos (GROUCO), réserve du corps d’armée d’Oran, engagé dans toutes les grandes opérations en Oranie. En avril 1956 est créée la Demi-brigade de fusiliers-marins (DBFM) à trois bataillons, responsables du secteur de Nemours et de la surveillance de la ligne Morice qui y a justement été expérimenté avant d’être étendu aux deux frontières ouest et est de l’Algérie. En 1959-1960, la DBFM détache un bataillon d’intervention dans le Constantinois (opérations « Étincelle », « Jumelles » et « Pierres précieuses »). En mars 1962, la DBFM est dissoute. Elle a mis 3 000 hommes du FLN hors de combat et récupéré plus de 1 300 armes, au prix de 187 tués et 254 blessés.
Outre l’activité opérationnelle terrestre, la Marine, à travers son aviation navale, participe à la destruction des Katibas rebelles aux côtés des appareils de l’armée de l’Air. Quatre flottilles de Corsair sont basées dans le Constantinois (Télergma) pour l’appui des troupes au sol ; elles sont renforcées par des Aquilons chargés de la défense de l’espace aérien (1959). En outre, les missions de transport d’assaut sont assumées par les escadrilles d’hélicoptères lourds (Piasecki H-21, Sikorsky HSS1). Par ailleurs, les Privateers sont aussi employés en surveillance des deux barrages sur les frontières tunisiennes et marocaines, par des patrouilles nocturnes d’éclairage des réseaux en cas de tentative de franchissement. Compte tenu de leurs compétences, les radaristes servent dans l’Unité de détection au sol marine (UDSM), d’abord dans le Sud-Est constantinois de 1957 à 1961, puis dans l’Ouest oranais de 1961 à 1962.

#### Les crises de Suez et de Bizerte

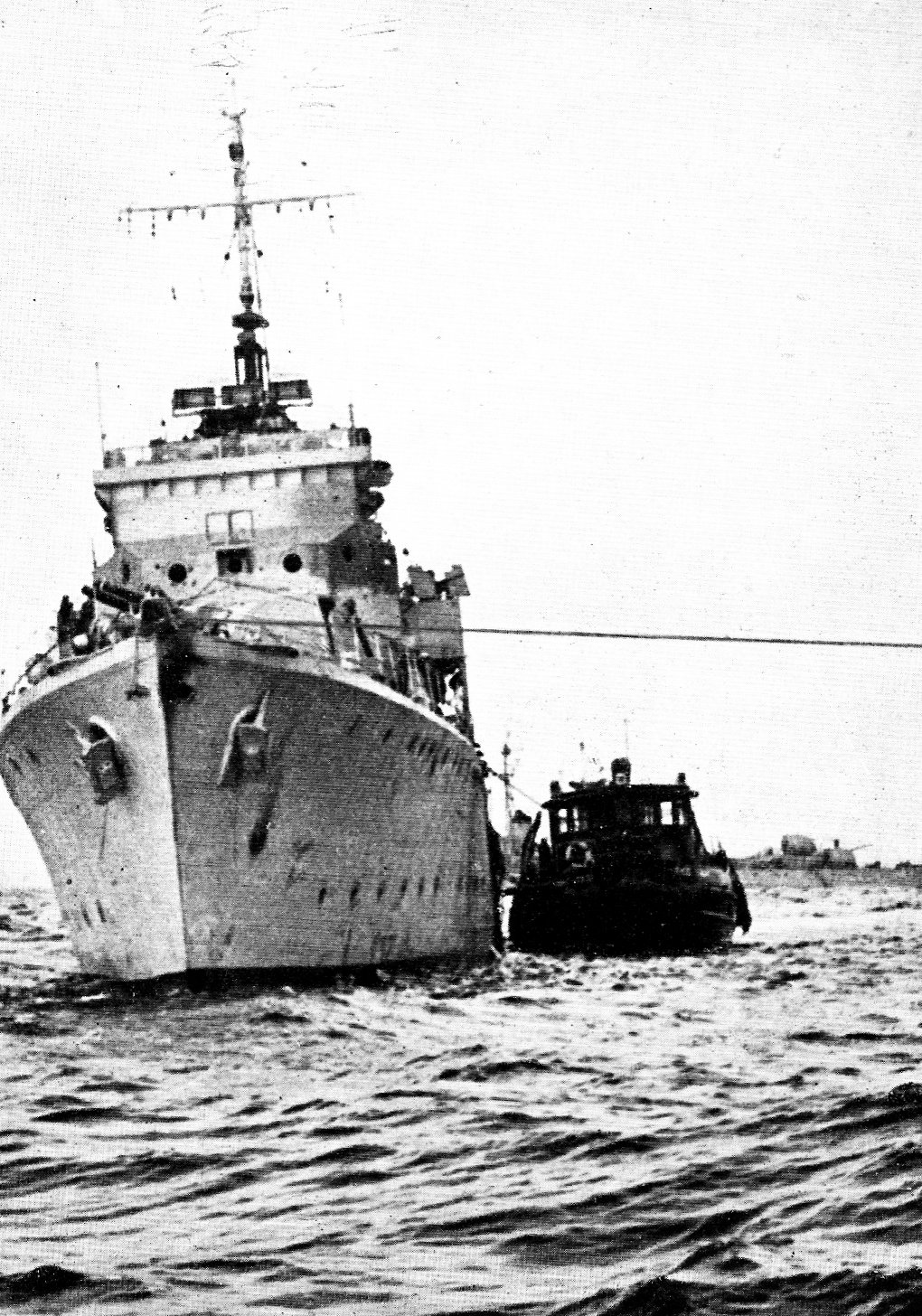
Le destroyer d'escorte est capturé par les forces israéliennes durant la crise de Suez après avoir été endommagé par les forces françaises.

À bien des égards, l’expédition de Suez de 1956 apparaît côté français comme un prolongement de la guerre d’Algérie, le gouvernement français croyant venu le moment d’en finir avec Nasser qui apporte son aide active au FLN. L’expédition, menée en coordination avec la Royal Navy et l’armée israélienne est condamnée par l’opinion mondiale, l’URSS, les États-Unis et l’ONU, mais elle est militairement une réussite. La Marine engage dans l'opération Mousquetaire les porte-avions Arromanches (avec 10 Avenger) et La Fayette (avec 26 Corsair), le cuirassé Jean-Bart, 4 croiseurs, et plusieurs dizaines d’autres bâtiments de guerre, dans ce qui apparaît, sur le plan tactique, comme le renouvellement des grands débarquements de la Seconde Guerre mondiale. Le Kersaint engage dans la nuit du 31 octobre, au large d’Haïfa, le destroyer de la marine égyptienne Ibrahim el Awal qui est sévèrement endommagé par 5 des 65 coups de 127 mm tirés, puis est capturé par la marine israélienne. Le 1er novembre, le croiseur Georges Leygues bombarde avec ses 152 mm la base de Rafah, contribuant à sa prise par les Israéliens. Le 2 novembre 1956, le destroyer El-Nasr et l'escorteur Tarek tentent de s'approcher de l'Arromanches mais doivent à leur tour faire retraite derrière un rideau de fumée pour échapper à l'aviation,.
Le 5 novembre au matin, les parachutistes français et britanniques atterrissent près de Port-Saïd, soutenus par la Fleet Air Arm, l'Aéronavale et les avions basés à Chypre. Le Jean Bart, le Georges Leygues et des escorteurs appuient le débarquement britannique à Port-Saïd et français à Port-Fouad. L’arrêt subit de l’opération, le même jour, sous la pression internationale, consacre la défaire politique de cette intervention militaire vue comme un archaïsme colonial, et fait prendre conscience aux franco-britanniques qu’ils ne sont plus que des puissances moyennes. Elle pousse les gouvernants français, qui y réfléchissent en secret depuis Diên Bien Phu, à se doter de la bombe atomique, arme dont profitera la Marine, même s’il faudra attendre 1958 pour que l’essor décisif soit donné avec le général de Gaulle. La crise de Bizerte, en 1961, apparaît comme l’ultime épisode de la décolonisation de la Tunisie, pourtant indépendante depuis 1956, mais entendant profiter des négociations entre Paris et le FLN pour récupérer par la force cet ultime point d’appui français. La Marine et les troupes au sol dégagent en trois jours de combats la base attaquée par les Tunisiens, mais la France évacue logiquement Bizerte en 1963, clôturant la présence militaire française dans ce pays peu de temps après l’indépendance de l’Algérie et finalisant le repli sur Toulon de l’essentiel des moyens navals français, même si les accords d'Évian laissent à la France la disposition de Mers el-Kébir pour 15 ans, base cependant abandonnée en 1968.
Ainsi, en Algérie, comme en Égypte et en Tunisie, la Marine nationale a connu tous les types de missions demandées par les opérations de maintien de l’ordre comme de guerre. Ces opérations achèvent aussi, pour la Marine (et pour les deux autres Armes), un cycle de guerre presque permanent qui avait débuté en 1939 et va lui permettre d'entrer de plain-pied dans l'ère de la dissuasion nucléaire, même si elle conserve une présence discrète, mais efficace, sur quelques bases africaines comme Dakar ou Djibouti, sans parler de ses traditionnelles missions de présence dans les DOM-TOM.

## La force de dissuasion

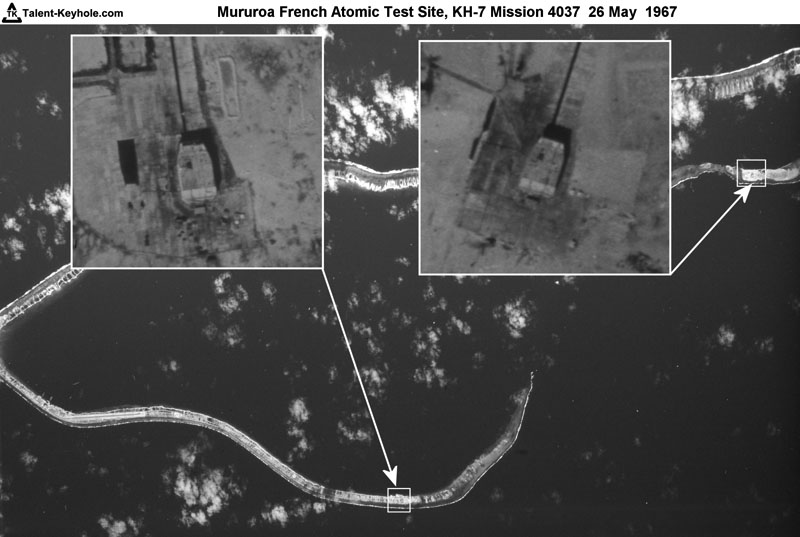
Vue de l'atoll de Moruroa par un satellite espion américain KH-7 (26 mai 1967).

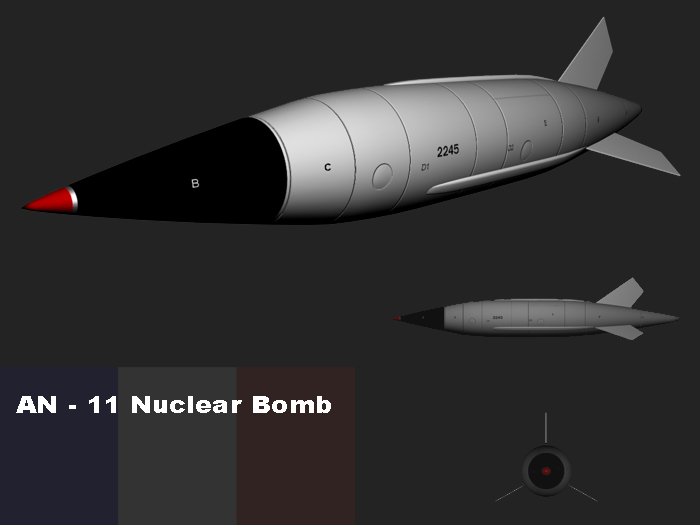
Vue d'artiste de la bombe AN-11.

Au cours de la guerre froide, la constitution de la force de dissuasion nucléaire française jugé indispensable pour que la France soit indépendante dans un monde dominé par les superpuissances de l'époque que sont les États-Unis et l'Union des républiques socialistes soviétiques fut un énorme effort qui à partir des années 1960 absorba une grande partie du budget de la Défense - 31,4 % de ce dernier en 1990, - et fit de la Marine nationale l'un des garants de la sanctuarisation du territoire national.

### La force Alfa (1966-1968)
En 1964-1966, la Marine nationale mobilise plus de 100 bâtiments pour la construction des installations du Centre d'expérimentation du Pacifique (CEP) en Polynésie française, comprenant un quartier-général à Papeete, la BA 185 avancée à Hao (460 km au nord-ouest de Moruroa), le polygone de tir atomique de Moruroa et le polygone de tir atomique de Fangataufa. À l'été 1965, la Marine nationale française crée le Groupe aéronaval du Pacifique (dit groupe Alfa puis force Alfa) de plus de 3 500 hommes, comprenant le porte-avions Foch et six autres bâtiments (les escorteurs d’escadre Forbin, La Bourdonnais et Jauréguiberry, les pétroliers La Seine et Aberwrach, le bâtiment de soutien Rhin). La force Alfa appareille le 23 mars 1966 de Toulon et aborde la Polynésie française le 22 mai 1966 afin de superviser les essais atmosphériques no 18 « Aldébaran », no 19 « Tamouré », no 20 « Ganymède » et no 21 « Bételgeuse ». Durant la traversée, la France quitte le commandement intégré de l'OTAN.
Le groupe aérien embarqué du Foch comprend 24 avions (12 avions de sûreté Alizé, 8 avions d’assaut Étendard IV-M et 4 avions de reconnaissance Étendard IV-P) et 22 hélicoptères (10 HSS-1, 6 Alouette II et 6 Alouette III) et est chargé de surveiller et sécuriser la zone dite « dangereuse » (dispositif Phoebus). Après que sont repérés à plusieurs reprises dans la zone d'exclusion le bâtiment de recherches scientifiques USS Belmont (en) et le navire de contrôle de missiles et d'engins spatiaux USS Richfield (en), un sous-marin de nationalité inconnue et un avion ravitailleur (vraisemblablement d'observation et de recueil de prélèvements atomiques) KC-135 de l'US Air Force no 9164, le 19 juillet 1966 à 5h05, un Mirage IV no 9 largue sa bombe A AN-21 à chute libre no 2070 au large de Moruroa. Après deux autres tirs le 24 septembre 1966 et le 4 octobre 1966, la force Alfa quitte la Polynésie française le 2 novembre 1966.
La seconde Force Alfa quitte Toulon le 12 mars 1968 pour arriver en Polynésie française le 16 mai. Elle comprend le porte-avions Clemenceau et les mêmes autres bâtiments que lors de la campagne de 1966 (les trois escorteurs d’escadre, les deux pétroliers et le bâtiment de soutien). Ce groupe est complété, sur zone, par la Division des avisos du Pacifique, composée des Protet, Commandant Rivière, Amiral Charner, Doudart de Lagrée et Enseigne de vaisseau Henry. Quant au groupe aérien, il est composé d’Alizé, d’Étendard IV-M et d’hélicoptères HSS-1, Alouette II, Alouette III et Super Frelon. Le 24 août 1968, l’essai no 30 « Canopus » d’une bombe H, exécuté à Fangataufa, libère 2,6 mégatonnes. Plusieurs bâtiments américains et quelques chalutiers soviétiques sont aperçus lors de la campagne de tir. Avec la venue de la Force Alfa, l'ensemble du dispositif naval présent autour des deux atolls a représenté plus de 40 % du tonnage de la flotte française, soit 120 000 tonnes.

### Les sous-marins nucléaires lanceurs d'engins

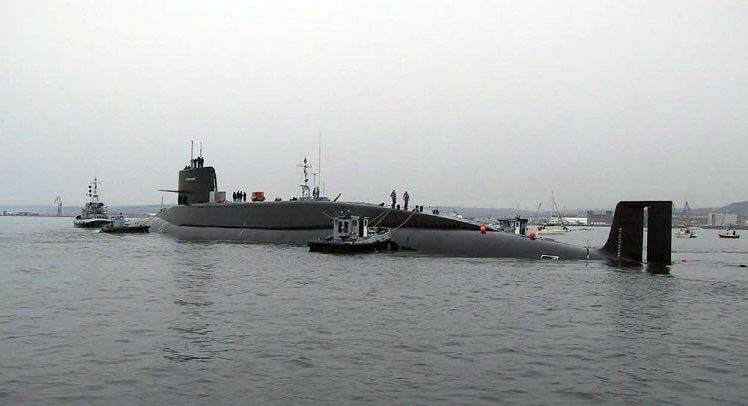
Le Redoutable, premier des SNLE français entra en service le 1er décembre 1971.

Missiles M45 et M51 dans des coques de SNLE (type Le Redoutable, à gauche) et de SNLE-NG (type Le Triomphant, au milieu)

Les sous-marin nucléaire lanceur d'engins de la force océanique stratégique forment l'une des deux composantes actuelles de la stratégie de dissuasion nucléaire française, avec les moyens aéroportés de la force aérienne stratégique et de l'aviation navale. L'atout principal du SNLE réside dans sa discrétion acoustique.
Depuis le lancement de ce programme dans les années 1960, la base opérationnelle des SNLE français est l’Île Longue dans la rade de Brest qui fut, lors de sa construction, le plus grand chantier de France.
La décision de construire un sous-marin diesel destiné aux essais des futurs missiles mer-sol balistique stratégique français est prise le 6 décembre 1960. Le Gymnote de 3 000 tonnes qui servira de banc d'essai pour ce système d'arme sera construit avec les tronçons avant et arrière du projet abandonné de SNA Q 244 et équipé de quatre tubes verticaux lance-missiles. Il entre en service le 17 octobre 1966 et sera désarmé le 1er octobre 1986.
La première classe de SNLE français fut celle de la classe Le Redoutable de 7 500 t dont la tête de série dont la mise sur cale a été autorisée en mars 1963 ; la construction débuta en 1964 et il fut lancé le 29 mars 1967 en présence du président Charles de Gaulle. Ses essais débutèrent en 1969 et il entra finalement en service le 1er décembre 1971.
Six sous-marins de cette classe pouvant emporter seize missiles balistiques furent construits :
- S 611 Le Redoutable (entré en service en 1971, retiré du service en 1991) ;
- S 612 Le Terrible (1973-1996) ;
- S 610 Le Foudroyant (1974-1998) ;
- S 613 L'Indomptable (1976-2003) ;
- S 614 Le Tonnant (1980-1999, premier sous-marin équipé de M2) ;
- S 615 L'Inflexible (1985-2008, premier sous-marin équipé de M4).

En novembre 1987, ces SNLE représentent une puissance de destruction de 44 mégatonnes.
Quatre SNLE de nouvelle génération (SNLE/NG) de la classe Le Triomphant de 12 600 t sont en service en 2010 dans la force océanique stratégique de la marine nationale française :
- S616 - Le Triomphant (en service depuis 1997) ;
- S617 - Le Téméraire (en service depuis 1999) ;
- S618 - Le Vigilant (en service depuis 2004) ;
- S619 - Le Terrible (en service depuis 2010).

Le système d'armes des SNLE-NG est composé de :
- 16 missiles M-45 avec têtes TN75 (dissuasion nucléaire). Le missile M-51, d'une portée accrue, a succédé au missile M-45 en 2010 ;
- 4 tubes de 533 mm pour torpilles F17mod2 et missiles Exocet SM39 (missile anti-navire).

Les vecteurs sont, dans les années 2000, 64 missile mer-sols balistique stratégique M45 qui devraient être remplacés dans les années 2010 par 60 M51, soit 3 lots de missiles pour 4 sous-marins.
La mission d'un SNLE français est simple : quitter sa base de l'île Longue, de la façon la plus discrète possible, puis rester indétectable tout au long de sa mission d'une durée d'environ dix semaines pour pouvoir à tout moment déclencher le feu nucléaire, sur ordre du président de la République française.
La procédure de tir des missiles nucléaires est la suivante : dès réception de l'ordre présidentiel et des codes de tir, le commandant du SNLE et son second introduisent les « clés » de tir puis lancent les missiles qui partent alors sur leurs cibles (personne à bord du sous-marin ne connait la destination des missiles, pas même le commandant). Il existe deux « clés » de tir, afin de limiter le risque humain (dépression, tendance suicidaire, folie passagère…).

## L'après-guerre froide

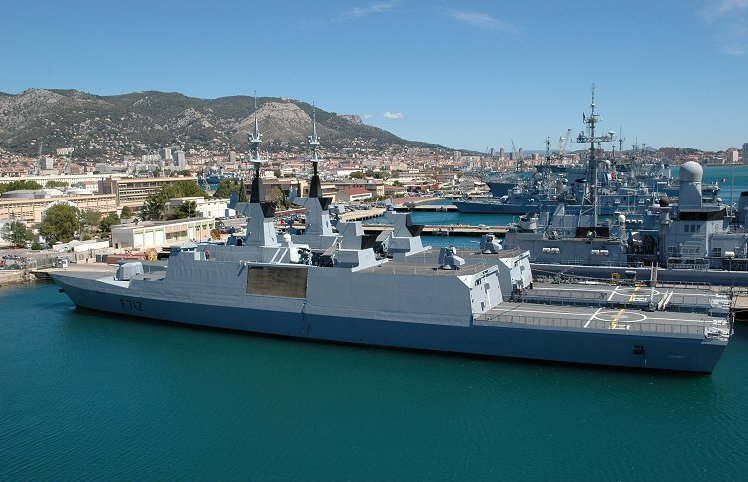
Deux des frégates au premier plan de cette photo des quais de Toulon le 24 août 2004.

La fin de la guerre froide ayant fait disparaître, pour la première fois dans son histoire, la menace d'une invasion militaire, la France n'a plus, en Europe, d'ennemi déclaré ni désigné. Mais les opérations extérieures impliquant l'action de la Marine restent constantes, voire en augmentation. Ce qui s'explique entre autres, depuis les années 2000, par une prise en compte de la lutte contre la piraterie alors même que le budget de la Défense diminue et que le format de la flotte est en réduction régulière.
D'une flotte alignant, en 1985, 2 porte-avions, 6 SNLE, 2 SNA, 15 sous-marins classiques, 84 autres bâtiments de combat, 9 grands bâtiments amphibies et 49 bâtiments de soutien [pour un tonnage total de 311 060 t] son format passe en 2008 à une flotte de 39 bâtiments de combat de surface, comprenant 1 porte-avions (le PAN Charles-de-Gaulle) 4 SNLE et 6 SNA, ainsi que 15 bâtiments de soutien et de transport.
Au cours de cette période, la marine française participe à plusieurs conflits dans lesquels son aviation navale est le principal fer de lance et son atout essentiel.

### Guerre de Bosnie
Pendant la guerre de Bosnie, entre 1993 et 1996, les porte-avions Clemenceau et Foch avec leur groupe aérien, se relaient en mer Adriatique dans le cadre de l'Opération Balbuzard afin d’assurer la sécurité des éléments français de la Force de protection des Nations Unies en ex-Yougoslavie et de faciliter l’éventuel désengagement des forces à terre. L’une des (principales) missions des pilotes de Super Étendard est l’appui des troupes au sol. Mais en Bosnie-Herzégovine, aucun d'entre eux ne délivrera d’armement. Contrairement à certains chasseurs alliés, les Super Étendard ne sont pas équipés d’un système de désignation laser pour larguer les bombes avec suffisamment de précision. Les chasseurs de l’aéronautique navale sont donc exclus des frappes aériennes mais participent néanmoins à l’entraînement des troupes au sol (X.CAS). Les pilotes sont aussi catapultés du Clemenceau pour des missions de dissuasion : le CAS presence.

### Guerre du Kosovo
Pièce centrale de la Task Force 470, le Foch arrive en mer Adriatique à la fin de 1998 et participe à la guerre du Kosovo à partir du 5 avril 1999.
Tandis que pendant 130 jours, les sous-marins nucléaire Améthyste, Saphir et Émeraude se succèdent pour assurer une permanence et dissuader la marine yougoslave d'intervenir, les Super-Étendard de la flottille 17F équipés d'un pod ATLIS assurent des missions de bombardement de jour. Au cours des 800 sorties effectuées, 127 objectifs sont détruits au moyen de 215 GBU-12 et de 2 missiles AS-30L, obtenant 73 % de coups au but, la meilleure performance de tous les avions de combat impliqués dans les missions au Kosovo. Cette mission prend fin le 1er juin 1999, et marque l'ultime mission opérationnelle du Foch.
Jusqu'en mai 1999, avant que l'Aéronavale ne parvienne à régler le problème (les pilotes s'étant auparavant entraînés à apponter avec des bombes américaines) les Super-Etendard modernisés (SEM) larguent une cinquantaine de bombes françaises de 250 kg de la Société des ateliers mécaniques de Pont-sur-Sambre en mer Adriatique au retour de leurs missions infructueuses sur la République fédérale de Yougoslavie.

## LeXXIesiècle
| Comparaison des formats de la Marine nationale |                            |                                   |                                      |
| Bâtiments                                      | Statut 2008                | Modèle Armée 2015                 | Livre Blanc (2025)                   |
| Porte-avions                                   | 1                          | 1 ou 2                            | 1                                    |
| BPC classe Mistral                             | 2                          | 2                                 | 4                                    |
| TCD classe Foudre                              | 2                          | 2                                 | 0                                    |
| SNA                                            | 6                          | 6                                 | 6 (classe Rubis et classe Barracuda) |
| SNLE                                           | 3 + 1 classe Le Triomphant | 4 classe Le Triomphant            | 4 classe Le Triomphant               |
| Frégates antiaériennes                         | 2 classe Cassard           | 2 classe Horizon 2 classe Cassard | 2 classe Horizon 2 FREDA             |
| Frégates ASM ou FREMM                          | 9                          | 9                                 | 9-11                                 |
| Frégates classe La Fayette                     | 5                          | 5                                 | 5                                    |
| Frégates classe Floréal                        | 6                          | 6                                 | 6                                    |
| Avisos A69                                     | 9                          | 8-9                               | ?                                    |
| Total frégates et avisos                       | 33                         | 32-33                             | 24-26+ ?                             |
| Bâtiment de soutien logistique                 | 2                          | 2                                 | 1                                    |
| Pétroliers ravitailleurs classe Durance        | 4                          | 4                                 | 3-4                                  |
| BATRAL classe Champlain                        | 4                          | 5                                 | 3-4 BMM                              |
| Avions multirôle Rafale                        | 60                         | 60                                | 60                                   |
| Avions de guet aérien Hawkeye                  | 3                          | 3                                 | 3                                    |
| Avions de patrouille maritime                  | 27                         | 22                                | ?                                    |
| Avions de surveillance maritime                | 9                          | 10                                | ?                                    |
| Hélicoptères                                   | 36                         | 38                                | ?                                    |
| Commandos marine                               | 6                          | 5                                 | 6                                    |
| Sources,.                                      |                            |                                   |                                      |

La marine se lance dans un vaste programme de renouvellement de sa flotte, contrarié par des difficultés budgétaires. L'ensemble de ses navires en métropole sont regroupés à Brest et Toulon. L'océan Indien est devenu l'un de ses principaux théâtre d'opérations et l'on note la première création d'une base navale à l'étranger depuis la fin de la décolonisation à Port Zayed faisant partie de l'implantation militaire française aux Émirats arabes unis en 2009.

### Format futur
Le Livre blanc sur la Défense et la Sécurité nationale publié en 2008 a modifié le format prévu d'armée en 2015 défini par le loi de programmation militaire 1997-2002 à la baisse.
Il est alors prévu qu'en 2025, avec un effectif de 44 000 militaires, elle soit équipée de dix-huit frégates de premier rang soit 5 classe La Fayette auparavant catalogué comme navire de second rang, 2 classe Horizon et 11 classe Aquitaine contre 26 croiseurs, destroyers et frégates de plus de 1 500 tonnes en 1985. Le programme de six SNA de la classe Barracuda est confirmé mais le programme sera considérablement étalé : ainsi, le nombre de 250 (50 commandés en décembre 2006) missiles de croisière naval devant équiper les SNA et les Aquitaine devrait être revu à la baisse.
Les quatre SNLE classe Le Triomphant de la Force océanique stratégique restent au centre de la Force de dissuasion nucléaire française.
La décision de construire le PA 2, le nom provisoire du programme pour un second porte-avions devant compléter le Charles de Gaulle, « devrait être prise aux alentours de 2011-2012 », et le Livre blanc rouvre le débat sur le mode de propulsion de celui-ci, classique ou nucléaire ; vu les circonstances, en 2012, ce projet est enterré. Le 19 octobre 2020, un programme de porte-avions de nouvelle génération est officiellement lancé pour une entrée en service en 2038.
La décision du remplacement des 9 avisos classe d'Estienne d'Orves (type A69), corollaire de la mise en service de la classe Aquitaine, semble reportée. Par contre, des programmes de patrouille maritime à base de drones ou de radars navals trans-horizon seront lancés, peut-être en collaboration européenne.
Devant la crise financière mondiale débutant en 2007 et les réductions annoncées du déficit de l'État demandant des coupes supplémentaires dans le budget de la Défense, le format communiqué dans ce livre blanc ne sera pas respecté et l'on annonce en juillet 2012 la rédaction d'un nouveau livre blanc.
17 navires ont été livrés aux forces françaises sur la période 2015-19, pour un tonnage total de 56 900 tonnes.

### Guerre d'Afghanistan

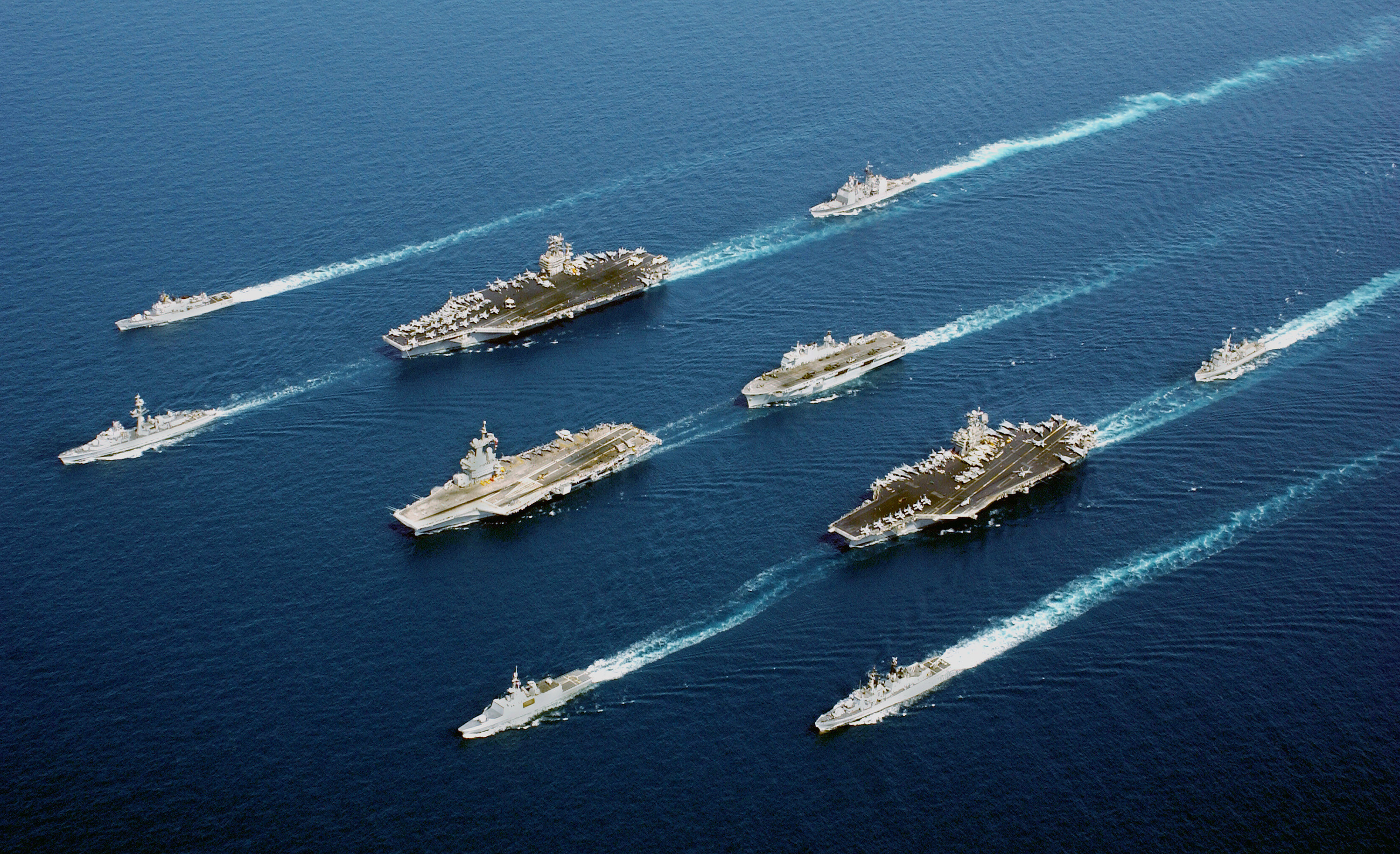
De haut à gauche en bas à droite : le navire italien Maestrale (F 570), le français De Grasse (D 612), l', l'USS Port Royal (CG 73), le Charles de Gaulle (R 91), le britannique, le français Surcouf (F 711), le, le néerlandais HNLMS Van Amstel (F 831), et l'italien Luigi Durand de la Penne (D 560) le 18 avril 2002.

À la suite des attentats du 11 septembre 2001, la France s'engage dans la guerre d'Afghanistan et y déploie une force navale en appui des troupes au sol de l'ISAF et des Forces françaises en Afghanistan. Le 21 novembre 2001, la France décide d'envoyer en océan Indien le porte-avions Charles de Gaulle pour participer aux opérations de l'OTAN en Afghanistan et qui constitueront son « baptême du feu ».
Dans le cadre de la mission Héraclès, la Task Force 473, avec 2 900 marins et aviateurs sous le commandement du contre-amiral François Cluzel appareille le 1er décembre de la base navale de Toulon. La force opérationnelle comprend le porte-avions nucléaire Charles de Gaulle, les frégates La Motte-Picquet, Jean de Vienne et Jean Bart, le sous-marin nucléaire d'attaque Rubis, le pétrolier ravitailleur Meuse et l'aviso Commandant Ducuing. Le groupe aérien embarqué comprend 16 Super-Étendard, un avion de guet avancé E-2C Hawkeye, deux intercepteurs Rafale et plusieurs hélicoptères.
Le 17 décembre 2001, la Task Force 473 est intégrée dans une force internationale, aux côtés des groupes navals américains du Theodore Roosevelt et du John C. Stennis, ainsi que de celui du Giuseppe Garibaldi italien. Cette force compte plus de cent bâtiments, français, allemands, américains, australiens, britanniques, canadiens, espagnols, italiens, japonais et néerlandais sous un commandement central interallié implanté à Bahreïn.
Du 19 décembre 2001 au 19 juin 2002, le groupe aérien embarqué effectue 165 missions d'appui au sol, 100 missions de reconnaissance, 126 missions de guet aérien et 120 missions de ravitaillement en vol. En tout, les appareils réalisent plus de 2 700 heures de vol. Représentant l'essentiel des moyens aéronavals français, les Super-Étendard exécutent leurs premières missions sur l'Afghanistan le 19 décembre 2001, réalisant des missions de reconnaissance et de bombardement de 3 000 kilomètres. Au total, ils effectuent 140 missions, 12 par jour en moyenne, échappant à cinq missiles Stinger.
Le 18 février 2002, un satellite d'observation Helios repère des activités anormales près de Gardez. Le lendemain, après que des éléments des forces spéciales américaines dans la région ont confirmé ces observations, le Charles de Gaulle lance deux Super-Étendard en reconnaissance. Le 20, des forces britanniques et américaines entrent dans la vallée, et le 2 mars, l'opération Anaconda débute.
En mars 2002, des Super-Étendard et six Mirage 2000 effectuent des frappes aériennes contre des cibles d'Al-Qaïda. Quelques cibles proposées par les forces américaines sont refusées, pour éviter d'atteindre des civils. Pourtant, le président américain George W. Bush évoque l'engagement de la France en félicitant : «… notre fidèle alliée, la France, qui a déployé un quart de sa marine de guerre dans l'opération Enduring Freedom ». À cette époque, la force aérienne française a été portée à 16 Super-Étendard, 6 Mirage 2000 D, 5 Rafale, deux ravitailleurs C-135F, et deux avions de guet E-2C Hawkeye.
Le 28 novembre 2010, un Rafale F3 (no 18) de la flottille 12F opérant depuis le Charles de Gaulle dans le cadre de la mission Agapanthe 2010 s'abîme au large des côtes pakistanaises, le pilote réussissant à s'éjecter. Un problème de jauge de carburant serait à l’origine du crash.
La France a perdu, au 22 février 2011, 54 militaires dans ces opérations (combat, accident, autres causes) dont 3 membres des Commando marine et a infligé de lourdes pertes aux Taliban avec entre autres 26 morts dans leur rang dans l'opération coutant la vie à un commando marine dans la nuit du 17 au 18 décembre 2010.

### L’Intervention en Libye et ses enseignements

Les pays engagés en Libye en 2011. Ce conflit a obligé la Marine nationale à déployer presque tous ses moyens en Méditerranée pendant sept mois.

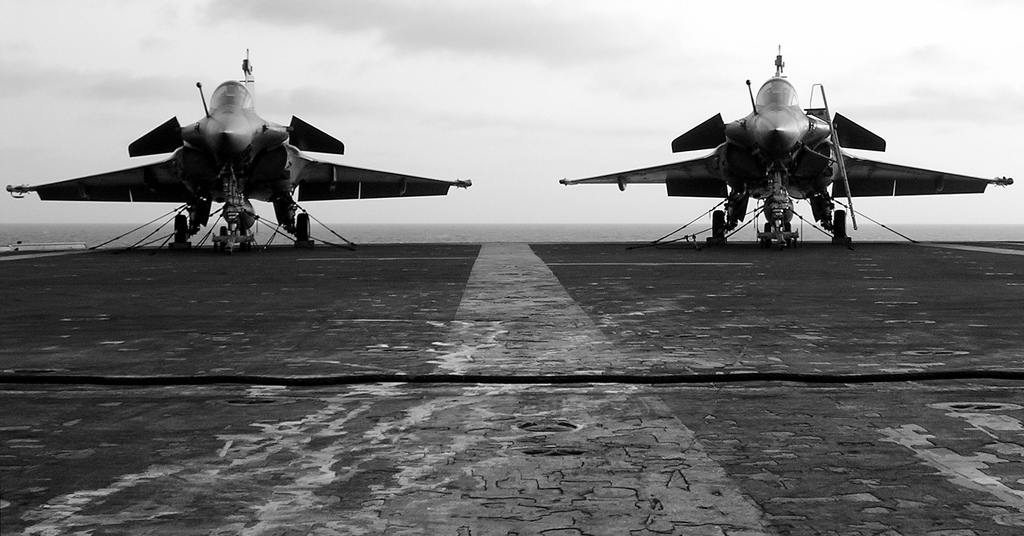
Deux Rafale sur le pont du Charles de Gaulle. L'appareil, utilisé avec beaucoup d’intensité dans le ciel libyen a achevé de démontrer sa fiabilité et sa polyvalence.

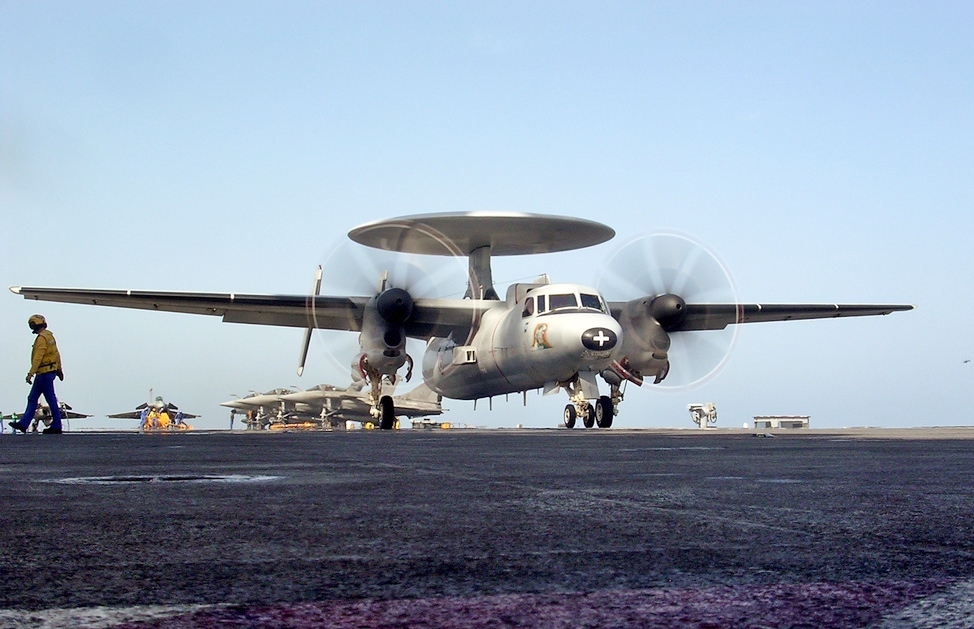
Avion radar Hawkeye au décollage sur le Charles de Gaulle. La Marine a engagé avec succès tous les moyens de reconnaissance à sa disposition, ce qui lui a assuré une grande autonomie d'action à l'intérieur de l'OTAN.

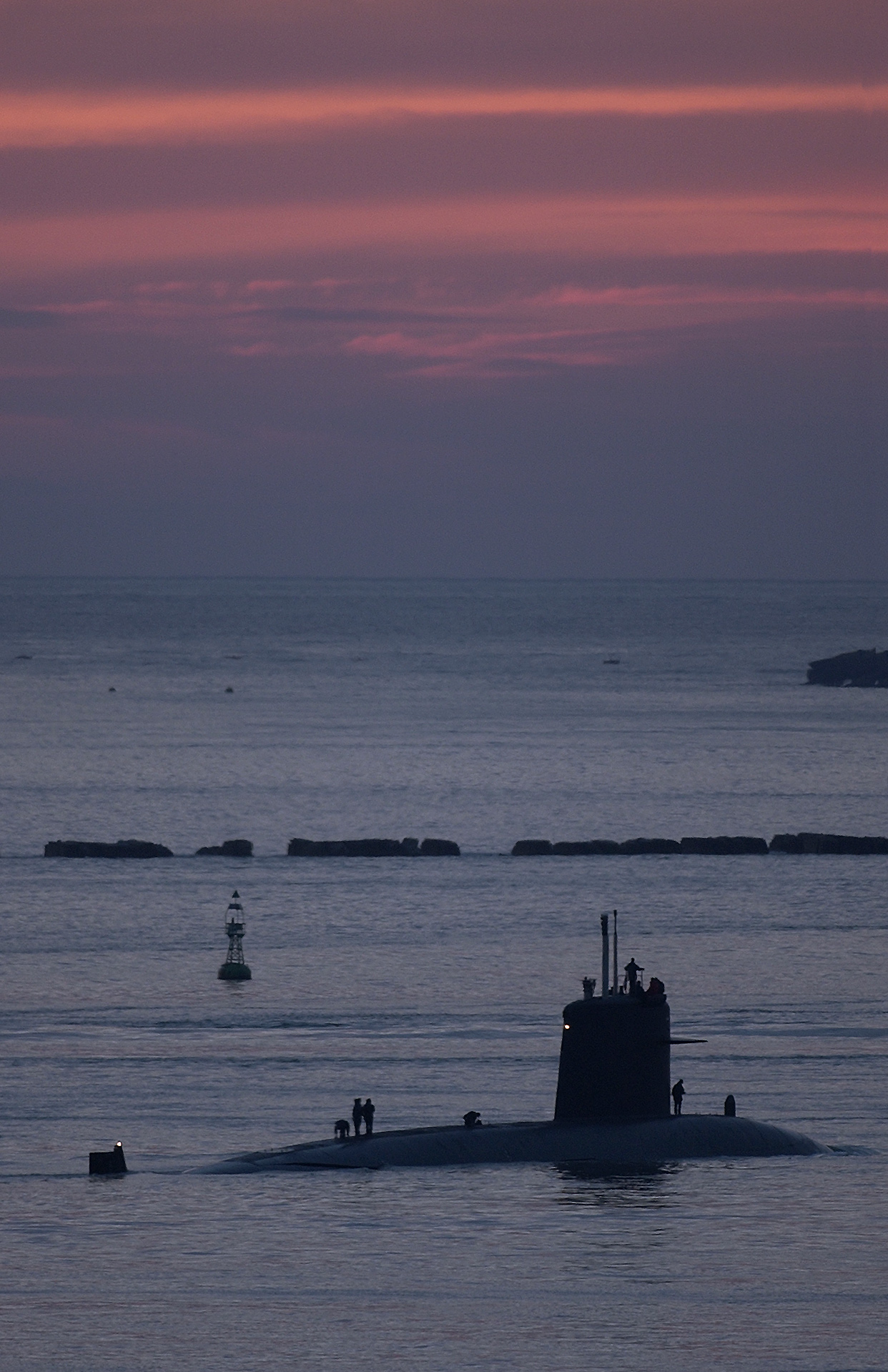
SNA Emeraude en opération de nuit. Quatre des six SNA français se sont relayés pendant huit mois sur les côtes libyennes, essentiellement dans de discrètes mais efficaces missions de renseignement.

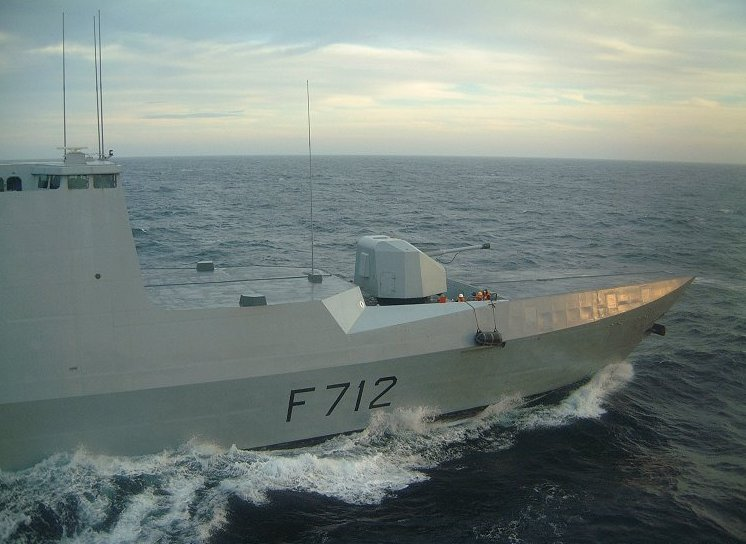
La plage avant du Courbet et son canon de 100 mm. Beaucoup de frégates engagées dans l'opération Harmattan ont tiré au canon contre des positions terrestre, ce qui n'était plus arrivé depuis 1983.

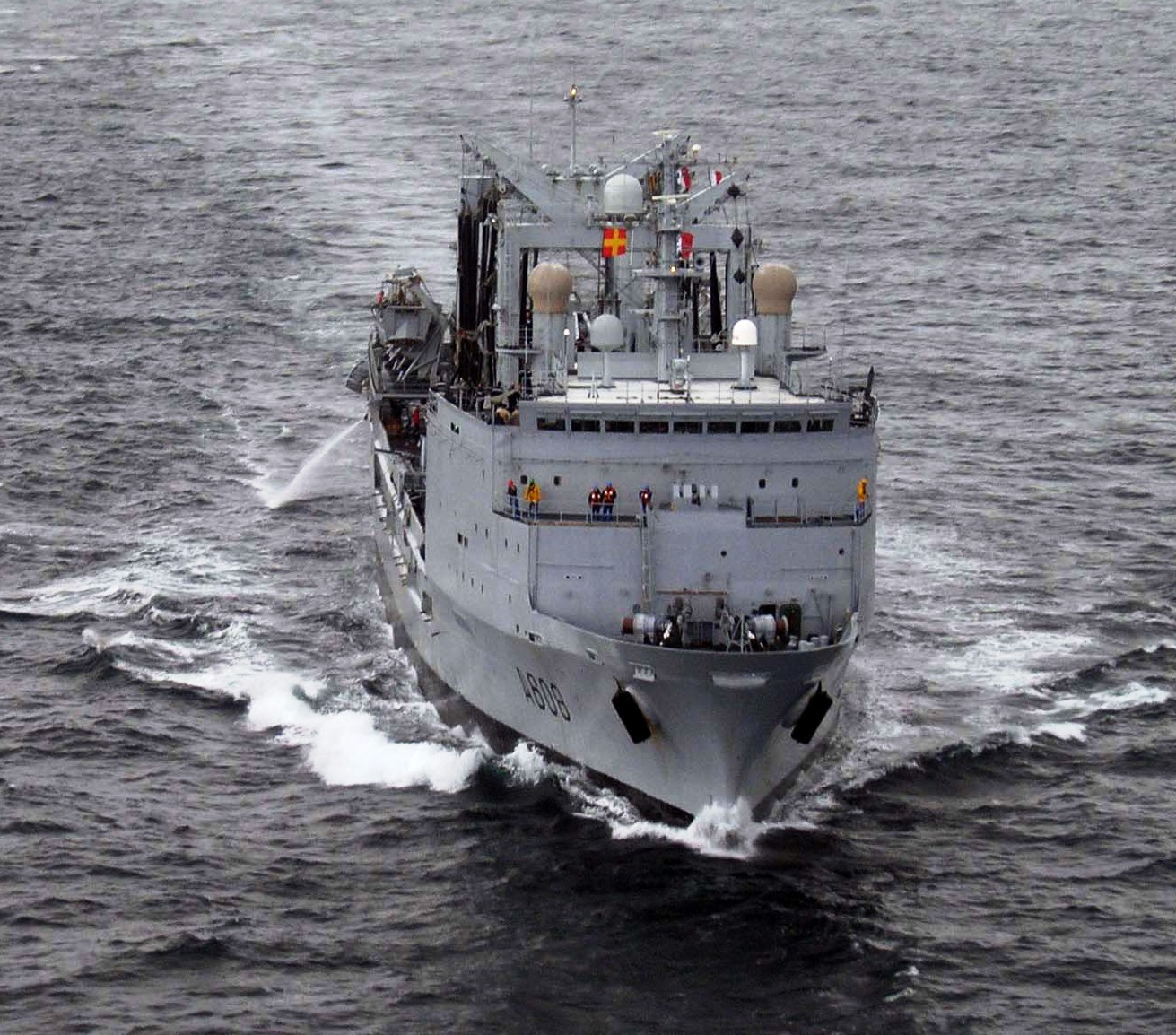
Le BCR Var. L'effort logistique a été considérable, ce qui a donné lieu à des manœuvres inédites, comme le ravitaillement en munitions du porte-avions ou la relève de plus de 700 personnes.

#### Un engagement total
La révolte libyenne de 2011 débute le 15 février 2011. Elle s'inscrit dans un contexte de contestation générale dans les pays arabes. Début mars, le régime de Mouammar Kadhafi, honnis par la population et discrédité dans le monde arabe, semble sur le point de s’effondrer après l’insurrection réussie des régions de Misrata et de la Cyrénaïque. Mais contre toute attente, après plusieurs semaines de combats confus, il se ressaisit et entreprend une vigoureuse contre-offensive en promettant des « rivières de sang » à ses opposants. Devant le risque de voir les troupes loyales au colonel Kadhafi écraser les forces inorganisées du Conseil national de transition, la France, suivie par le Royaume-Uni, pousse à l’adoption d’une résolution onusienne autorisant des actions aériennes pour protéger les populations civiles. Celle-ci, voté le 19 mars 2011 grâce à l’abstention de la Chine et de la Russie au Conseil de sécurité, ouvre la porte à une véritable guerre contre Mouammar Kadhafi. Elle est menée par les Occidentaux sous le nom d’Unified Protector, en utilisant les moyens de l’OTAN et avec la participation de plusieurs pays arabes, (Qatar et Émirats arabes unis).
Les premières frappes sont assurées par des missiles de croisière tirés depuis des sous-marins et frégates anglo-américains ainsi que par des avions décollant de bases en Europe. Alors que l'Armée de l'air détruit les blindés gouvernementaux aux portes de Benghazi (19 mars), la Marine nationale fait son branle-bas de combat. Celui-ci intervient à un moment difficile : le groupe aéronaval rentre de quatre mois d’opérations dans l’océan Indien, dont un au-dessus de l’Afghanistan (mission Agapanthe). Le potentiel humain et technique a besoin d’être régénéré. Il faut qualifier à l’appontage les jeunes pilotes qui arrivent sur Rafale et SEM et ceux qui migrent du SEM au Rafale. La Marine n’aligne que de 25 chefs de patrouille, chiffre extrêmement faible pour repartir en mission. Plus grave, il n’y a que peu de Rafale disponible : à peine 8 (puis 10) sur les 30 qui ont été livrés (quatre ont été perdus accidentellement depuis 2008 et 10 sont en attente de modernisation). Les Marins pensent aussi que la proximité du conflit permet de se passer, au moins dans l’immédiat, du porte-avions : « cette histoire de Libye, c’est pour les Aviateurs » déclare un officier au ministère. Mais pour l’amiral Édouard Guillaud, deuxième commandant du Charles de Gaulle, et maintenant chef d’état-major des Armées, il serait incompréhensible que le navire amiral de la flotte ne parte pas. Le 17 mars, tout le monde est rappelé. Les avions, qui avaient regagné la Bretagne, reprennent le chemin de Toulon, ainsi que les camions logistiques chargés des pièces aéronautiques. Le 20 mars, le porte-avions appareille. L’équipage a fait son maximum pour être prêt en trois jours au lieu des cinq requis normalement. Le Charles de Gaulle et son escorte reçoivent le nom de Task Force 473 et sont rapidement sur zone. Le porte-avions est accompagné à l’origine de trois frégates (la frégate anti-sous-marine Dupleix, la frégate de défense aérienne Forbin, la frégate légère furtive Aconit), de pétroliers ravitailleurs et du sous-marin nucléaire d'attaque Améthyste de la classe Rubis. La frégate de défense aérienne Jean Bart, présente sur zone dès le 7 mars 2011, relaye le Forbin au sein du groupe aéronaval jusqu'au 1er juillet 2011. La TF 473 est commandé à l'origine par le contre-amiral Philippe Coindreau puis à partir du 24 août, par le contre-amiral Jean-Baptiste Dupuis.
Le groupe aérien embarqué se composait de 10 Rafale (8 à l’origine), 6 Super-Étendard Modernisé, 2 Grumman E-2 Hawkeye et de 5 hélicoptères. 1 350 sorties et 3 600 heures de vol, pour moitié de nuit, ont été enregistrées en 120 jours d’activité aérienne au profit de l’opération Harmattan. 2 380 catapultages et appontages ont été réalisés. Les sorties générées par le porte-avions se répartissent en 840 d’attaque (Rafale et SEM), 390 de reconnaissance (Rafale), 120 de détection et de contrôle (E-2C) et 240 de ravitaillement en vol (Rafale, SEM). Le Charles de Gaulle rentre à Toulon le 12 août 2011 après 148 jours sur zone dont 138 jours de mer (dont 63 jours de navigation ininterrompue) entrecoupés de seulement 8 jours à quai pour effectuer des interventions techniques, embarquer du matériel et de relever une partie des hommes. Sur les 300 jours qui ont précédé son retour, passant de l’opération Agapanthe à Harmattan, le porte-avions en a passé 270 loin des côtes varoises. Il a parcouru entre le 20 mars et le 12 août quelque 40 000 nautiques, soit l'équivalent de près de deux tours du globe. L’équipage est épuisé. Le président de la République, à juste titre, vient à Toulon accueillir les marins et saluer leur professionnalisme. Les opérations aériennes n'étant pas terminées, la relève de l'aéronavale est assurée par l'Armée de l'air depuis les bases en Méditerranée.
Les Rafale et les Super Étendard modernisés ont utilisé au combat tous les types d’arme en dotation, à l’exception des missiles air-air Mica et Magic, des Exocet et des missiles nucléaires. Pour la première fois, la Marine a mis en œuvre des missiles de croisière SCALP-EG lors de raids organisés conjointement avec des Rafale et des Mirage 2000 D de l’armée de l’Air. Le Rafale a donné pleine et entière satisfaction en larguant des centaines de bombes de jour comme de nuit, ce qui fait dire aux responsables de la marine que le standard F3 de l’appareil est désormais pleinement opérationnel. Les nombreuses bombes propulsées AASM ont permis aux Rafale de frapper à longue distance des sites de missiles antiaériens SA-3 et SA-6 tout en restant hors de portée de ceux-ci. Les opérations ont aussi montré que, malgré son âge et la montée en puissance inéluctable du Rafale, le Super Étendard modernisé a conservé toute son utilité. Le SEM, qui a régulièrement évolué, a été testé dans une nouvelle configuration. Une fois la menace des chasseurs et des missiles sol-air libyens totalement écartée, les missiles air-air Magic 2 et les brouilleurs Barracuda ont été déposés pour être remplacés par des bombes à guidage laser de 125 kg. En plus des deux bombes, le Super Étendard a pu alors être équipé de trois bidons supplémentaires, ce qui lui a conféré une longue autonomie et une grande puissance de feu. L’avion s’est alors retrouvé avec une endurance quasi équivalente à celle du Rafale, mais avec deux fois moins de munitions air-sol. Lors de certaines missions, les SEM ont tiré jusqu’à quatre bombes guidées laser, ce qui illustre bien le niveau d’engagement du groupe aérien embarqué. Les Super Étendard modernisés ont aussi tiré des AS30LS, des missiles air-sol à la précision métrique spécialisés dans la destruction de cibles « durcies. »
Pour la Marine nationale, cette guerre a été une réussite en matière de renseignement, tant au niveau de sa collecte sur le théâtre d'opération, que de son traitement et de son utilisation indépendamment des moyens de l'OTAN. Sur ce sujet, le pod de reconnaissance de nouvelle génération (Pod Reco NG) a retenu l’attention de tous les spécialistes, français comme étrangers, aucune autre marine européenne ne disposant d’un tel outil. La nacelle a montré toutes ses qualités et donne aujourd’hui à la Marine des capacités inédites de reconnaissance à très grande distance, de jour comme de nuit. Grâce à la très haute résolution de ses capteurs numériques et à ses très longues focales, le pod Reco NG a pu prendre des clichés extrêmement détaillés à des distances considérables, autorisant ainsi le Rafale à rester hors de portée des défenses aériennes. Le Charles de Gaulle, qui dispose à son bord de tous les moyens et de tous les spécialistes pour exploiter les images recueillies par le nouveau pod, a pu déterminer de façon autonome ses cibles, sans dépendre des renseignements fournis par l’armée américaine. Un avantage extrêmement précieux, même si la Marine a dû reconnaître que l’énorme quantité de données rassemblées a posé de gros problèmes d’analyse, tout ne pouvant pas être trié et examiné.
Décollant du Charles de Gaulle, les deux E-2C Hawkeye de la flottille 4F ont assuré des missions de surveillance et de commandement aéroporté au profit de l’ensemble de la coalition. Missions qui n’ont fait que confirmer l’importance des avions radars, quel que soit le type de conflit nécessitant un engagement aérien, la Libye ne faisant pas exception. La Marine nationale, qui est la seule en Europe à mettre en œuvre des Hawkeye, a pu ainsi jouer un rôle clé dans le contrôle de l’immense espace aérien du golfe de Syrte. Avec leur puissant radar, les E-2C ont permis de vérifier que les chasseurs libyens restaient cloués au sol, seuls quelques très rares mouvements d’hélicoptères étant détectés. À l’aide de leurs liaison de données, les bimoteurs ont également participé au maintien d’une situation tactique de surface claire, leurs capacités de détection ne se limitant pas aux seuls buts aériens, puisqu'ils ont pu repérer, absence de relief aidant, des mouvements de troupes sur des routes ou des pistes. Avec leurs moyens de transmissions très complets, les Hawkeye ont aussi rempli de très importantes fonctions de relais radio et d'écoute des communications adverses. Ils ont cumulé 556 heures de vols en 110 sorties et se sont même aventurés de façon inédite à l’intérieur des terres afin d’appuyer en profondeur les raids des chasseurs et leur servir de liaison radio.
Les avions de patrouille maritime Atlantique 2 ont aussi joué un rôle très important dans les opérations, bien que fort peu médiatisé. Les deux appareils engagés ont d’abord opéré à partir de la Corse, avant d'être redéployés le 27 juillet 2011 sur la base de la Sude, en Crète. Ces avions, que les marins appellent familièrement les « frégates volantes » au vu de leur important armement anti-sous-marin et antinavire, ont participé avec beaucoup d’efficacité aux missions de recueil d’information et de guidage air-sol des avions de combat de l’ensemble de la coalition et ont fait de nombreuses missions de reconnaissance au-dessus du territoire libyen. Les Atlantique 2 ont été particulièrement actifs dans le secteur de Misrata pour sécuriser le port et participer à l’embargo maritime : c’est un ATL2 qui a détecté une tentative de minage par des vedettes kadhafistes et fait avorter celle-ci en avertissant la frégate Courbet. Les deux avions ont guidé plusieurs fois le tir contre terre des frégates et ont aussi été systématiquement employés pour couvrir et renseigner les raids nocturnes de l'ALAT. Une action jugée « très efficace » par les équipages des Tigre et des Gazelle. Les ATL2 ont cumulé près de 200 missions de guerre, soit 1 400 heures de vol.
Le renseignement s’est aussi appuyé sur les sous-marins. Dès le mois de février (donc avant le début de l’intervention militaire internationale), un SNA était présent devant Tripoli, puis Misrata, pour suivre l’évolution de la situation et écouter les communications radio. Les SNA ont aussi surveillé la marine de Kadhafi. Une fois celle-ci détruite par l'aviation, ils ont observé les combats au plus près des côtes, tout particulièrement dans la région de Brega. Les équipages ont passé des heures au périscope dans des conditions très éprouvantes (tension nerveuse, chaleur, promiscuité), allant jusqu’à guider l’action des frégates et des hélicoptères de combat. Au total, 3 des 6 SNA ont été engagés, dont un à deux reprises. C'est la raison pour laquelle les SNA n'ont pas pu être déployés dans l'Atlantique durant quatre mois, comme l'a confié le chef d'état-major de la marine aux députés à la fin des opérations. Toute la flotte disponible a été essentiellement engagée en Libye. Il y a donc eu cinq patrouilles de SNA pour assurer la permanence : soit une présence opérationnelle de sept semaines en moyenne pour chaque SNA. Aucun d'eux n'a fait usage de ses armes. Les opérations se sont achevées le 25 octobre, après huit mois d’engagement discret, mais très efficace.
Les frégates, présentes sur zone avant la résolution onusienne autorisant l’intervention - comme les SNA ou les avions d’observations - ont été activement utilisées. Au départ, elles ont observé depuis le golfe de Syrte l’évolution de la situation militaire par des écoutes radio et en suivant au radar les mouvements de l’aviation gouvernementale. C'est ainsi que le Jean Bart a repéré les vols de plusieurs Mig 21, Mig 23, Sukhoi 22 et AN 24 gouvernementaux avant le début des frappes alliées. Par la suite, les frégates ont participé, en coopération avec les autres bâtiments sous commandement de l’OTAN, à la défense des villes de Benghazi et de Misrata, à la coordination de la circulation aérienne militaire (200 vols quotidiens au plus fort de la campagne aérienne), à la protection du porte-avions et des navires ravitailleurs. Les frégates anti-aériennes ont participé à la permanence du contrôle de la zone d’exclusion et des vols alliés en coopération avec l’avion de détection et de contrôle (AWACS). Un rôle dans lequel la dernière-née des frégates françaises, le Forbin, véritable tour de contrôle équipée de radars et missiles très performants, a excellé. La présence du Forbin s’est révélée très dissuasive car elle a empêché les avions de chasse de Mouammar Kadhafi de revenir bombarder Benghazi alors que celle-ci paraissait sur le point de tomber au début de la contre-offensive gouvernementale. Le 26 avril, les radars du Forbin ont localisé une batterie de 10 lance-roquettes multiples qui bombardaient Misrata, permettant ainsi leur destruction et contribuant au soulagement du siège. Le bâtiment a même été sollicité par les Américains pour escorter plusieurs jours le porte-hélicoptère d’assaut Kearsarge avant que ce dernier ne quitte la zone d’opérations. Le Cassard, frégate antiaérienne plus ancienne, a assuré à quatre reprises, pendant les périodes d’indisponibilité des avions radar AWACS de l’OTAN, la coordination aérienne de l’ensemble des vols réalisés sur la moitié du théâtre d’opération au profit d’United Protector.
De cette position idéale au milieu du golfe de Syrte, les frégates ont tenu la mer contre les vedettes lance-missiles ou les convois maritimes et logistiques des forces pro-Kadhafi. La menace s’étant ensuite éloignée de Benghazi, elles ont alors basculé sur Misrata pour protéger les assiégés et leur approvisionnement maritime en faisant échouer les tentatives de minage menées par des vedettes khadafistes, en surveillant l’espace aérien et en agissant contre l’artillerie et l’infanterie sur le littoral. Outre les opérations coordonnées avec l’ALAT, (du Naval Gun Firing Support, voir plus bas), elles ont aussi agi seules. C’est ainsi qu’un matin d’avril à Misrata, la frégate Courbet en patrouille de protection au nord de la ville assiégée reçoit à la radio un appel au secours du capitaine du port pris sous un feu ennemi plus nourri qu’à l’accoutumée. Les tirs venaient du sud. Après s’être placée à 3 000 mètres de la côte, le Courbet a repéré les lance-roquettes des forces pro-Kadhafi qui bombardaient, depuis la plage, le port insurgé. En contact avec l’avion de détection et de contrôle, le bâtiment a obtenu le renfort de chasseurs-bombardiers alliés et les a guidés sur les positions ennemies. Prise à son tour pour cible, manœuvrant à grande vitesse pour compliquer le réglage des artilleurs adverses, la frégate a poursuivi le guidage jusqu’à la destruction complète de l’ennemi. Le Courbet, très près du rivage, en a profité aussi pour tirer au canon de 100 mm, alors qu’il essuyait - sans dommage - un tir de roquettes. En un mois de présence sur zone, le Courbet a été pris sous le feu de l’ennemi (mortier et artillerie lourde) à trois reprises.
En compilant les compte-rendu succins livrés progressivement par l'état-major, on s’aperçoit que presque toutes les frégates engagées ont tiré sur les côtes libyennes. Le Guépratte et le Jean de Vienne, déjà cités, ont ouvert le feu au canon de 100 mm pour soutenir l’action des hélicoptères, le Jean de Vienne étant pris à plusieurs reprises sous les tirs adverses. Le Jean Bart a tiré contre des batteries côtières, des positions de troupes, des véhicules (250 obus). Le Georges Leygues a fait la même chose, dont plusieurs fois sous le feu des pro-Kadhafi, de même que le Montcalm contre le verrou de Brega, ainsi que le Cassard (mais sans essuyer de riposte). Le Surcouf, en coopération avec un SNA, a tiré contre un camp d’entrainement et contre le port de Syrte pour bloquer toute manœuvre sur la bande côtière. Le La Fayette a tiré onze fois en appui feu à Misrata, Bréga et Syrte, dont quatre fois sous le feu de l’ennemi, soit 378 obus contre des objectifs à terre et en mer. Le Chevalier Paul a tiré de jour pour faire taire des batteries lance-roquettes BM 21, puis contre des convois routiers fonçant à grande vitesse sur Tripoli. De nuit, le bâtiment a combiné son tir contre terre avec celui du Jean de Vienne et du La Fayette, ce qui a contribué à libérer le port de Brega. Les patrouilleurs de haute mer n’ont pas été en reste non plus, puisque le L.V. Lavallée a canonné des lance-roquettes, des pièces d’artilleries et des véhicules armés. Le L.V. Le Henaff, alors qu’il participait à la protection du port de Misrata, s’est retrouvé engagé par l’artillerie libyenne, une dizaine de roquettes tombant à proximité. Finalement, environ 3 000 obus de 100 et 76 mm, ont été tirés, soit 86 % des tirs de la coalition, les marines britanniques (HMS Liverpool) et canadiennes (frégate Charlottetown) faisant également fait feu. Ces tirs contre la terre n’étaient plus intervenus depuis 1983 au Liban, et feront peut-être regretter à la Marine nationale d’avoir équipé ses nouvelles frégates d’un calibre plus léger (76 mm) que ce que possédaient les bâtiments d'ancienne génération (100 mm).
Le 7 mars 2011, alors que les violences battaient leur plein et que l'ONU n'avait pas encore donné son feu-vert à une intervention, le BPC Mistral débarquait 50 tonnes d'aide humanitaire à Zarzis en Tunisie pour les réfugiés de la guerre civile. Le bâtiment rentrait ensuite à Toulon, alors que son sister ship, le BPC Tonnerre était requis à partir du 17 mai pour participer à l'engagement français avec un détachement d'hélicoptères. Celui-ci était composé en août 2011, de 18 hélicoptères de l'ALAT (huit Gazelle Viviane/Hot, deux Gazelle Canon, deux Gazelle Mistral, deux Tigre et quatre Puma IMEX provenant entre autres du 5e régiment d'hélicoptères de combat) et de 2 hélicoptères Caracal de l'Armée de l'air. Le Puma embarquait systématiquement une équipe de commandos parachutistes pour aller récupérer immédiatement les équipages qui auraient été abattus. La mise en place du GAM (Groupe aéromobile) n’a pas été chose facile. Dans les instances de l’OTAN, les officiers français ont dû faire œuvre de pédagogie pour faire accepter l’idée que des hélicoptères de combat puissent faire la différence contre un ennemi « enkysté » au milieu des populations civiles. Au PC de Naples, on craignait les bavures, ainsi que la perte d’appareil qui aurait donné lieu – surtout si l’équipage était capturé – à une intense couverture médiatique en faveur des pro-Kadhafi et à une déstabilisation de l’opinion publique, comme cela avait été le cas lors de la destruction de plusieurs hélicoptères américains en 1993 à Mogadiscio. Mais au vu d’une situation tactique, en mai, qui semblait figée alors que la presse commençait à parler d’« enlisement », l’OTAN a fini par se laisser convaincre. Un avis favorable obtenu aussi parce que la Marine et l’ALAT avait fait la preuve, quelques mois plus tôt à Abidjan, de leur efficacité pour réduire les forces de Laurent Gbagbo. Le Tonnerre arrive sur la zone d’opérations le 19 mai, et les hélicoptères sont engagés à partir de la nuit du 3 au 4 juin 2011. Du 12 au 14 juillet, le Mistral relève le Tonnerre. En 24 heures seulement, des hélicoptères de manœuvre et des chalands de transport de matériel (CTM) transfèrent d’un BPC à l’autre la totalité du poste de commandement et de mise en œuvre, le soutien et la logistique (plus de 200 personnes et 100 t de matériel, en 25 rotations d’hélicoptères et 14 de CTM). C’était la première fois qu’une telle opération était réalisée en haute mer et en zone de combat.
L'action combinée ALAT-BPC s'est révélée riche d'enseignements, puisque les résultats ont dépassé les attentes, au point d'avoir joué un rôle essentiel dans la défaite des troupes gouvernementales. Les services de renseignement en ont pris conscience lors du huitième raid – fin juin – lorsqu’ils ont intercepté les communications des forces pro-Kadhafi qui juraient contre « ces chiens de Français ». Le tir précis des hélicoptères a rongé le matériel puis le moral des combattants, brisant peu à peu leur volonté de se battre et obtenant ainsi la rupture stratégique recherchée depuis le début de l’intervention. Ces attaques ont aussi donné lieu à une innovation stratégique : le tir combiné avec les canons des frégates (Guépratte, Jean de Vienne). Ces dernières ont appuyé les raids d’hélicoptères en détruisant les menaces sol-air ennemies lorsqu'elles se dévoilaient, ce qui n’a pas été une mince affaire : très bien camouflées, les forces pro-Kadhafi ont riposté vivement avec des missiles portables SA-7 ou des canons de 23 mm et de 14,5 mm. Les hélicoptères français ne sont intervenus que par nuit noire sans Lune et en volant à très basse altitude. Ils n’ont pas essuyé de pertes, alors que certains spécialistes pensaient que l’ALAT allait laisser un appareil à chaque raid. Les attaques n'étaient pas des hit and run (tire et part) mais des actions dans la durée, puisque la proximité du BPC à quelques km des côtes, permettait aux hélicoptères d'aller se ravitailler et de revenir plusieurs fois. Dans les derniers jours de la bataille de Syrte, les avions, faute de cibles importantes, rentraient souvent avec leurs bombes alors que les hélicoptères trouvaient encore des points fortifiés, des 4×4 armés, des blindés ou des lance-roquettes à détruire. Les attaques ont été menées en collaboration avec les 4 hélicoptères Apache de la British Army embarqués sur le porte-hélicoptère HMS Ocean. Les militaires britanniques ont cependant rarement engagé plus de deux voilures tournantes à la fois et ont toujours agi en tirant leurs missiles Hellfire sur des objectifs programmés depuis une altitude élevée, contrairement à « ces chiens de Français ». En quarante et un raids, le GAM a tiré 425 missiles HOT, 1 618 roquettes et 13 500 coups de canons (20 et 30 mm), détruisant 600 cibles militaires, dont 400 véhicules, sans encaisser le moindre impact. À elle seule, la France a « traité » 90 % des objectifs détruits par des hélicoptères de combat, le reste revenant aux Apache britanniques. Les hélicoptères ont détruit 40 % des cibles détruites par la France. Un palmarès qui a valu au GAM une lettre de félicitation personnelle du général Charles Bouchard, commandant de l’opération Unified Protector et qui a fait dire à Nicolas Sarkozy devant des journalistes médusés : « les hélicoptères ont gagné la guerre ». Le couple ALAT-BPC apparait comme un beau succès de la coopération interarmes, même s’il doit être quelque peu recadré, car il n'aurait jamais pu agir sans la couverture de l'aviation et le soutien des frégates. Le théâtre d'opération, de très faible profondeur car essentiellement côtier, a aussi grandement facilité la tâche des hélicoptères. La Libye n'a rien à voir avec l’Afghanistan situé à des heures de vols dans les montagnes d’Asie centrale.
De même que l’Armée de l’air n’aurait jamais pu mener ses missions de l’autre côté de la Méditerranée sans les avions ravitailleurs, la Marine n’aurait jamais pu rester présente sur les côtes libyennes pendant sept mois sans la noria continue des navires de soutien PR et BCR Meuse, Marne, Var et Somme. La Meuse, qui a appareillé le 20 mars avec le porte-avions et qui est resté engagée jusqu’au 30 juin, a fait cinq rotations pour des durées allant de 6 à 18 jours. Outre les vivres, le carburant et les pièces de rechange, le navire a assuré aussi le transport de passagers au profit du GAN et des unités de l’OTAN. La Marne, qui semble avoir été le ravitailleur le plus sollicité, est entrée en lice du 11 mai au 7 juin puis du 10 août au 25 septembre. Le flux logistique était tel que l’ensemble des soutes, le hangar hélicoptère, la salle de sport, mais aussi les passes manœuvres à l’extérieur étaient pleins de vivres et de matériel. Il ne restait plus de place pour la moindre palette. Pour la première fois, le Charles de Gaulle a été ravitaillé à la mer en bombes. Le Var, du 30 juin au 26 septembre, a fait cinq rotations allant de 7 à 17 jours de présence sur zone pour des missions de même type que celles des deux autres navires. L’une d’elles cependant était hors normes : la manœuvre dite « RH » (Ressources humaines) en juillet/août, qui a permis d’amener 727 passagers sur la zone d’opération pour assurer des relèves, et d’en ramener 722. Ce train logistique a aussi profité aux autres nations : le Var par exemple, a apporté son soutien à la frégate britannique HMS Iron Duke, au destroyer espagnol Almirante de Borbon et à la frégate canadienne Vancouver. La Marne a ravitaillé le 10 septembre deux chasseurs de mines, le belge Lobelia et le néerlandais Haarlem.

#### Toute la flotte disponible mobilisée

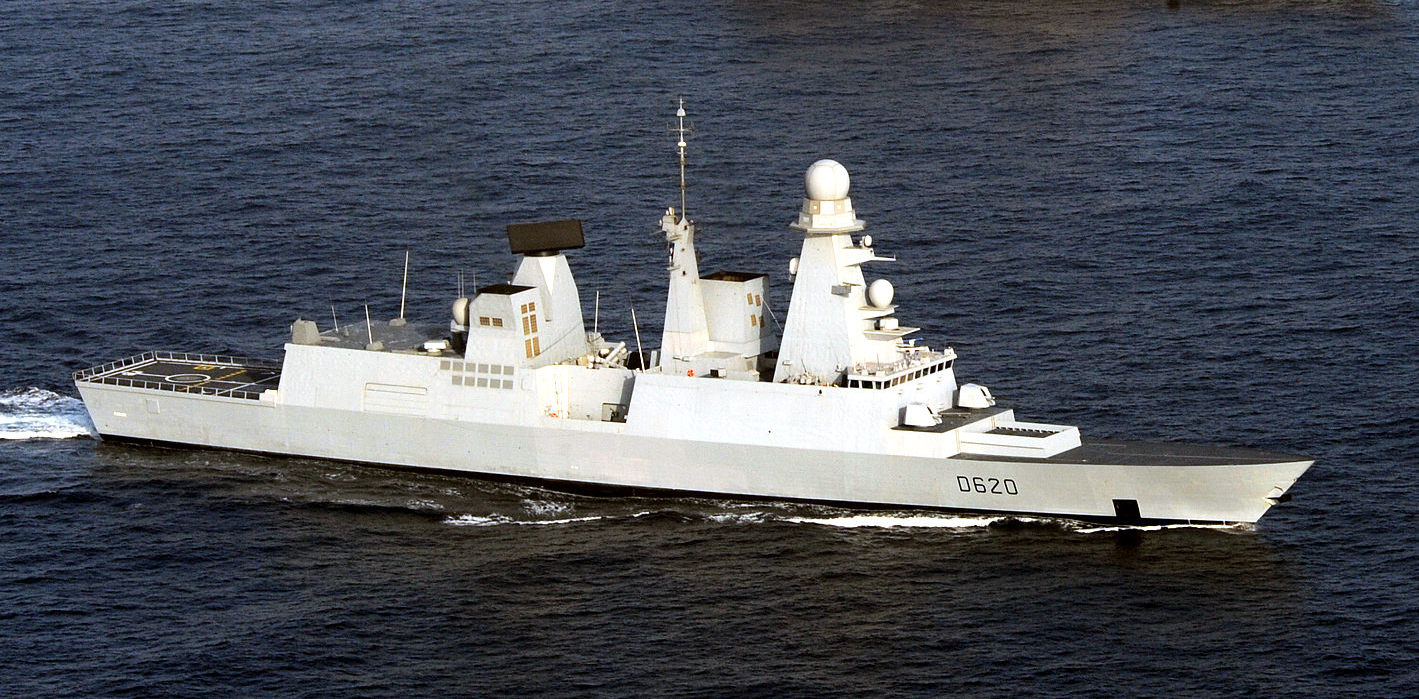
Frégate de défense aérienne Forbin. Avec son sister ship le Chevalier Paul, ce bâtiment récent a grandement contribué à la sécurité aérienne dans le golfe de Syrte. La Marine n'a cependant pu en déployer qu'un seul exemplaire à la fois, en prélevant des équipements sur le navire non engagé.

Au total, 27 bâtiments ont été déployés durant l'opération Harmattan/Unified Protector. Il s'agit du porte-avions Charles de Gaulle, des bâtiments de projection et de commandement Mistral et Tonnerre, des frégates de défense aérienne Forbin, Chevalier Paul, des frégates anti-aériennes Cassard et Jean Bart, des frégates anti-sous-marines Tourville, Georges Leygues, Dupleix, Montcalm et Jean de Vienne, des frégates furtives La Fayette, Surcouf, Courbet, Guépratte et Aconit, des avisos Lieutenant de Vaisseau Le Hénaff, Lieutenant de Vaisseau Lavallée et Commandant Birot, des bâtiments de commandement et de ravitaillement Var, Marne et Somme, du pétrolier-ravitailleur Meuse, ainsi que trois sous-marins nucléaires d'attaque. Cette liste montre à quel point la Marine nationale a été sollicitée. Durant Harmattan, c'est en effet la quasi-totalité de la flotte disponible, et même en fait de la flotte tout court pour ce qui concerne Toulon, qui a été engagée en Libye. Sur la période d'opérations, du 17 mars au 31 octobre, toutes les grandes unités toulonnaise de la Force d'Action Navale se sont relayées de l'autre côté de la Méditerranée, soit le porte-avions, 100 % des effectifs de BPC, de FDA, de FASM, de FLF et de BCR/PR, ainsi que 25 % des avisos/patrouilleurs de haute mer, les autres assurant des missions de surveillance maritime ou de police des pêches. Seuls les transports de chalands de débarquement Foudre et Siroco n'ont pas vu les côtes libyennes, puisque déployés au large de l'Afrique ou en arrêt technique durant le conflit (leurs capacités n'étaient de toute façon par requises). Il a fallu appeler en renfort les unités brestoises qui n'étaient pas mobilisées pour la protection de la force océanique stratégique, comme la frégate Tourville, ainsi que les avisos LV Lavallée et LV Le Hénaff. Même chose pour les sous-marins nucléaires d'attaque, au nombre de 6 basés à Toulon et dont la moitié, c'est-à-dire l'essentiel de ce qui était disponible sur la période, a été engagé en Libye. Quant à l'aéronautique navale, elle a également consenti un effort très important, en maintenant sur le Charles de Gaulle un groupe aérien embarqué durant 270 jours sur les 300 qui ont précédé le retour à Toulon le 12 août, puisque l’opération Harmattan a été précédée, pour le porte-avions, par le déploiement Agapanthe en océan Indien. Il convient enfin de mentionner les hélicoptères embarqués sur les différents bâtiments et les avions de patrouille maritime Atlantique 2 qui, fonctionnant eux aussi à flux tendu, ont assuré le service sur le théâtre libyen. Tous les observateurs ont noté la motivation, le professionnalisme et l’endurance remarquable des équipages. La marine n’avait pas vu, proportionnellement, un tel engagement depuis l'expédition de Suez, en 1956, (sans pertes par ailleurs, hormis un décès pour causes naturelles).
Pour faire cette guerre, les amiraux ont été contraints de faire ce qu’ils redoutaient depuis longtemps en raison des baisses d'effectifs : des choix difficiles. Il a, ainsi, fallu renoncer à maintenir le niveau d'engagement en océan Indien, en réduisant de moitié la présence aéromaritime dans une région où les intérêts stratégiques de la France sont considérables (protection des approvisionnements, lutte contre le terrorisme, les trafics et la piraterie…). En Méditerranée, la moitié des opérations prévues de lutte contre le trafic de drogue ont été annulées, faute de moyen. Il a également fallu renoncer à déployer un SNA en Atlantique. Malgré ces restrictions, un niveau record d'activité a été enregistré : ainsi au 23 mars 2011, la flotte comptabilisait 58 navires à la mer, dont 39 déployés, soit 6 716 marins (5 176 déployés) mobilisés. Lors de son audition au Parlement par la Commission de la défense, le 12 octobre 2011, l’amiral Bernard Rogel a reconnu que l’état-major a dû jongler avec le matériel : « La disponibilité des forces n’a pu être maintenue qu’au prix d’une tension extrême sur nos moyens de soutien. À titre d’exemple, à peine trois mois après le début des opérations, les taux de prélèvements de pièces sur les bâtiments avaient augmenté de 300 %, la permanence d’une frégate de défense aérienne de classe Horizon en état opérationnel a, en pratique, nécessité la mutualisation d’équipements entre les deux frégates (32 prélèvements mutuels sur des composants majeurs comme les conduites de tir, le radar de veille aérienne et la propulsion) ». En clair, pour ses deux plus récents bâtiments antiaériens, la Marine a dû littéralement « déshabiller Paul pour habiller Jacques » afin de pouvoir en aligner un au combat… Un aveu peu médiatisé qui n'est pas sans susciter quelques questions quant au format actuel de la flotte et des moyens qui lui sont alloués, dans un monde ou les enjeux maritimes ne cessent de croître.

#### La première marine d'Europe devant laRoyal Navy?

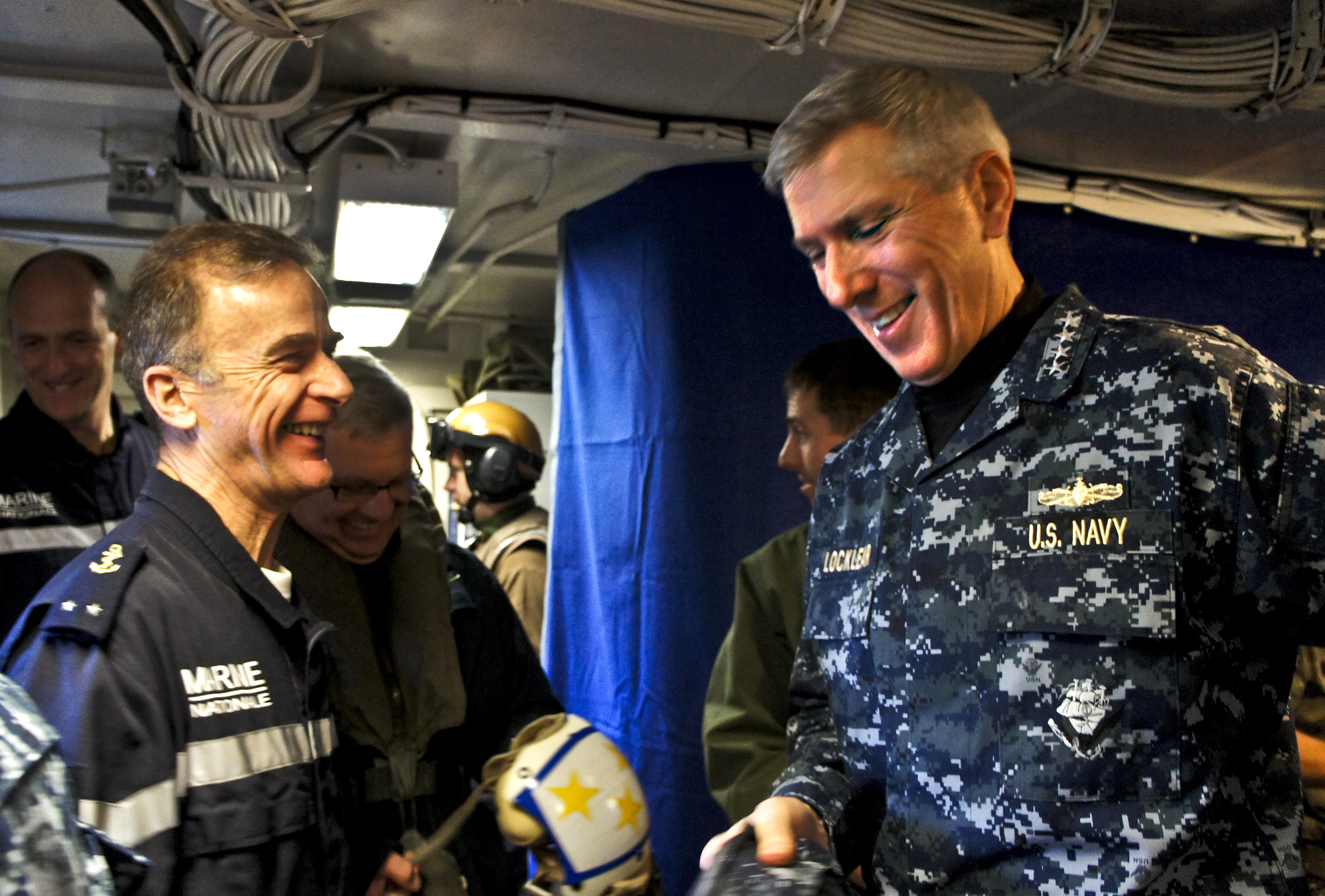
Le contre-amiral Philippe Coindreau recevant son homologue américain Samuel Locklear à bord du Charles de Gaulle pendant les opérations en Libye. La possession du seul véritable groupe aéronaval d'Europe permet à la France de se positionner comme une puissance navale majeure totalement autonome.

En dépit des difficultés précédemment citées, le contre-amiral Hervé de Bonnaventure, qui commande en 2012 la force de l’aéronautique navale tire un bilan très satisfaisant de l’opération Harmattan :

« Les opérations en Libye ont apporté la preuve que l’armée de l’air française est dorénavant la première armée de l’air européenne. De même, j’estime que la Marine nationale tient le premier rang au sein des marines européennes grâce, en partie, à son aéronavale. Tout n’est pas question de tonnage. Ce qu’il faut juger, c’est la capacité d’une marine ou des forces aéronavales à conduire l’ensemble du spectre des opérations aéromaritimes et son aptitude à se déployer loin et longtemps. À ce titre, nous étions au rendez-vous en Libye : nous avons très rapidement répondu aux sollicitations de l’échelon décisionnaire politique en puisant dans notre réservoir de forces, mais sans compromettre toutefois notre rythme de régénération organique sur le moyen ou le long terme, et nous avons été capables de tenir sur la durée. La Marine nationale est aujourd’hui la seule en Europe à pouvoir projeter un groupe aéronaval puissant articulé autour d’un porte-avions nucléaire équipé de catapultes et de brins d’arrêt. C’est un outil militaire et diplomatique unique, qui place la France dans la première catégorie. »

Un commentaire qui sonne comme une pierre jetée dans le jardin de la Royal Navy. Cette dernière, considérée jusqu’alors comme la plus puissante marine d’Europe, s’est retrouvée à la peine, puisqu’elle n’a plus d’aéronavale depuis le retrait de ses derniers porte-aéronefs peu avant le conflit (le HMS Ark Royal a été rayé des effectifs en janvier 2011) et l'abandon attendu des Sea Harrier. En attendant le renouvellement de ses moyens, seuls restent en service les porte-hélicoptères, qui ont, comme leurs homologues français Mistral et Tonnerre, engagé des hélicoptères sur les zones côtières. La Royal Air Force – avec d'anciens Tornado des années 1980 – a donc assuré l’essentiel des missions aériennes britanniques depuis les bases de l'OTAN en Méditerranée, les frégates de Sa Gracieuse Majesté devant se contenter de tirer des salves de missiles de croisière au début de l’intervention, puis de participer au blocus des côtes libyennes. Engagement par ailleurs limité à 16 bâtiments, soit 11 de moins que la marine française alors que la Royal Navy dispose encore d'un tonnage supérieur.
La France, toutefois, pour des raisons financières, a dû renoncer depuis le tournant des années 2000 à aligner deux porte-avions après le désarmement du Clemenceau et du Foch. Cette situation, en cas de conflit de longue durée, prive la marine de relève lorsque le Charles de Gaulle entre en période d'indisponibilité pour entretien et réparation (IPER), subit une refonte ou le changement de son cœur nucléaire, ce que l'opération Harmattan a confirmé, puisque le bâtiment n'a pu rester en ligne jusqu'à la chute de Kadhafi.
Si la Marine nationale, faute de mieux, doit apprendre à se débrouiller avec un seul « pont plat », elle se console avec le choix qui a été fait à la fin des années 1990 en matière d’avions embarqués et qui semble avoir été le bon, puisque le Rafale, malgré des critiques régulières, s’est révélé en opération un excellent appareil. La Royal Navy, malgré ses dénégations, n’a pas réglé le problème du choix des avions embarqués. En décidant de s’équiper du même appareil que la marine américaine, le futur F-35, elle s’est en partie liée les mains, car elle ne contrôle pas le développement de cet avion qui connait une grave dérive financière et qui peine à être mis au point. Au début de l’année 2012, il n’était plus question d’en commander qu’un petit nombre : peut-être une vingtaine, au vu du groupe aérien de 12 appareils seulement que déclare vouloir embarquer le ministère britannique, alors que 36 étaient prévus au départ (avec 50 commandes) sur un navire qui sera nettement plus grand que le Charles de Gaulle. Certains parlementaires américains, gagnés à leur tour par le doute au sujet du programme F-35, en viennent maintenant à demander son abandon, ce qui, si cela se réalisait, laisserait la Royal Navy toute nue. Une possibilité jugée suffisamment sérieuse et grave pour que l'amiral Trevor Soar, ancien chef d'état-major de la marine britannique, déclare qu’il faille envisager une solution de remplacement qui passerait par l’achat du Rafale ou du F/A-18 Super Hornet. C'est reconnaitre de facto que l'avion français est tout à fait performant et compétitif, à l'égal du matériel américain entré en service en même temps que lui. Quand on pense au dénigrement auquel le Rafale a dû faire face pendant plus d’une décennie, on peut juger de l’évolution des esprits et de l’ampleur de la crise financière qui affecte tous les budgets militaires occidentaux !
En dépit des échecs des années 1990-2000 (programme Horizon, PA 2 pour les porte-avions), l’avenir passe probablement par une coopération renforcée entre les marines françaises et britanniques si elles veulent économiser sur les coûts de développement des armes futures et maintenir leur potentiel alors que les annulations de crédit sont loin d’être achevées et que beaucoup d’hommes politiques ne considèrent pas les dépenses militaires comme une priorité. Les deux marines semblent vouloir en prendre le chemin, au vu des accords de défense signés lors des traités de Londres de 2010 et qui prévoient la création d’un groupe aéronaval franco-britannique en Méditerranée fin 2012 pour mener ensemble, dans le futur, des opérations du même type que lors du conflit libyen.
La position de la Marine française comme première marine d'Europe est aujourd'hui remise en cause par son allié d'outre-Manche. En effet, la Classe Queen Elizabeth est sur le point d'aboutir. Le porte-avions HMS Queen Elizabeth (R08) est entré en service depuis 2014 et le second, le HMS Prince of Wales (R09) est déclaré opérationnel le 1er octobre 2021. La Royal Navy dispose ainsi de deux porte-avions et reprend son statut de première marine d'Europe, notamment grâce aux 103 millions d'euros versés par la France lors du programme commun PA 2 et qui ont contribué à la construction des deux porte-avions britanniques !
Il est à noter que le projet de construction d'un deuxième porte-avions français a été évoqué lors de la campagne des élections présidentielles de 2017. Les études préliminaires pour le porte-avions de nouvelle génération est lancée octobre 2018